# Sopka

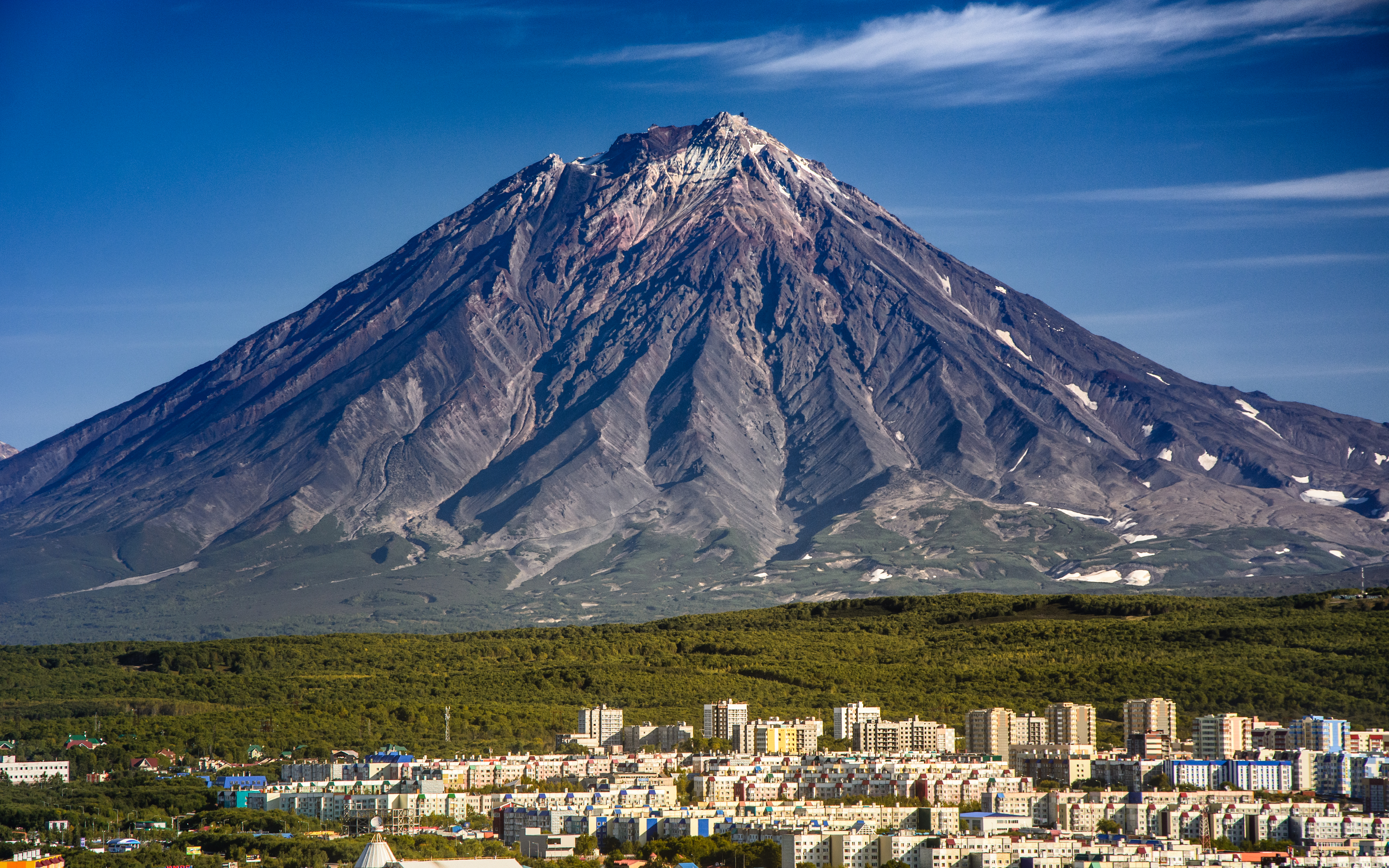
Korjacká sopka na ruské Kamčatce

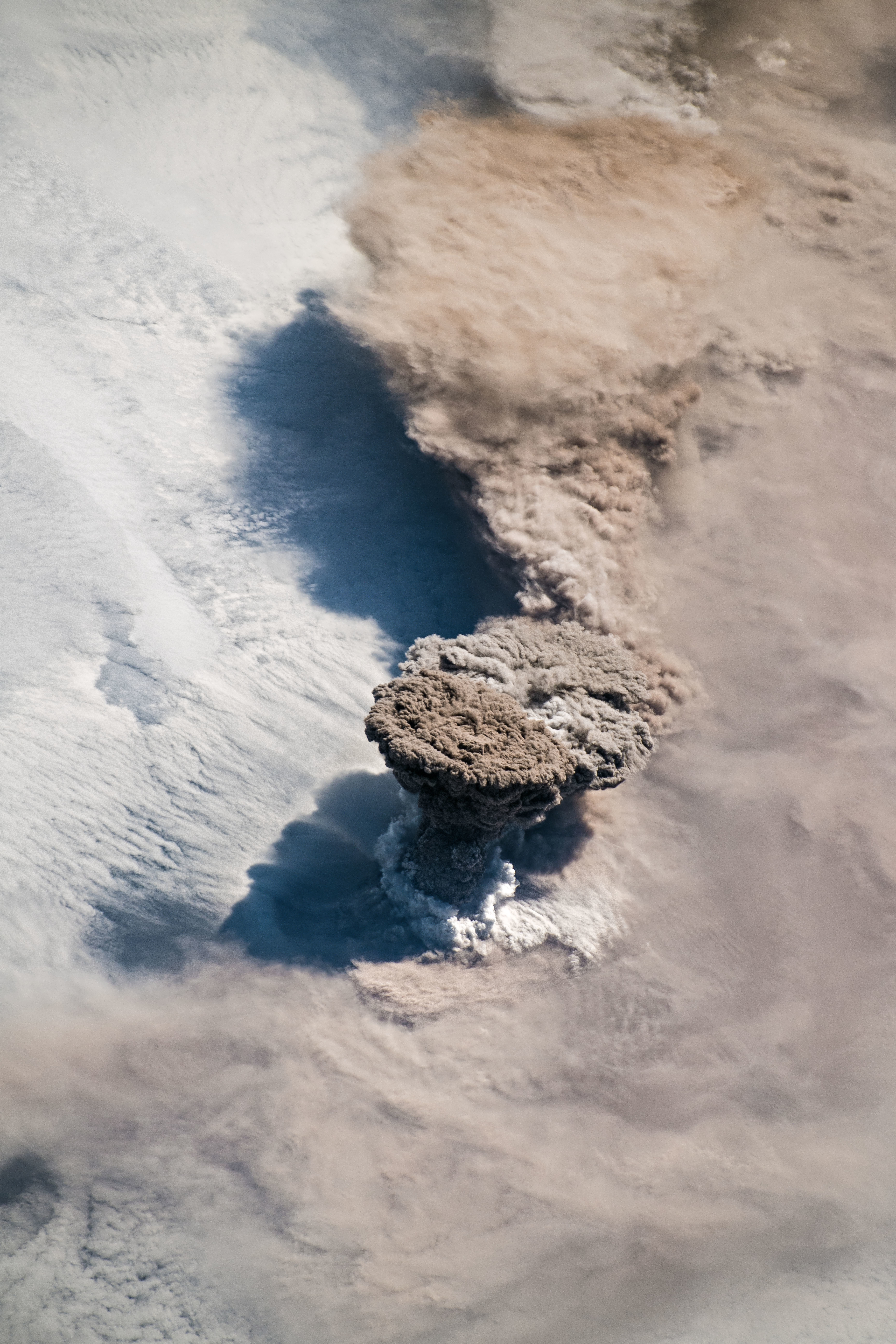
Erupce kurilské Raikoke (2019)

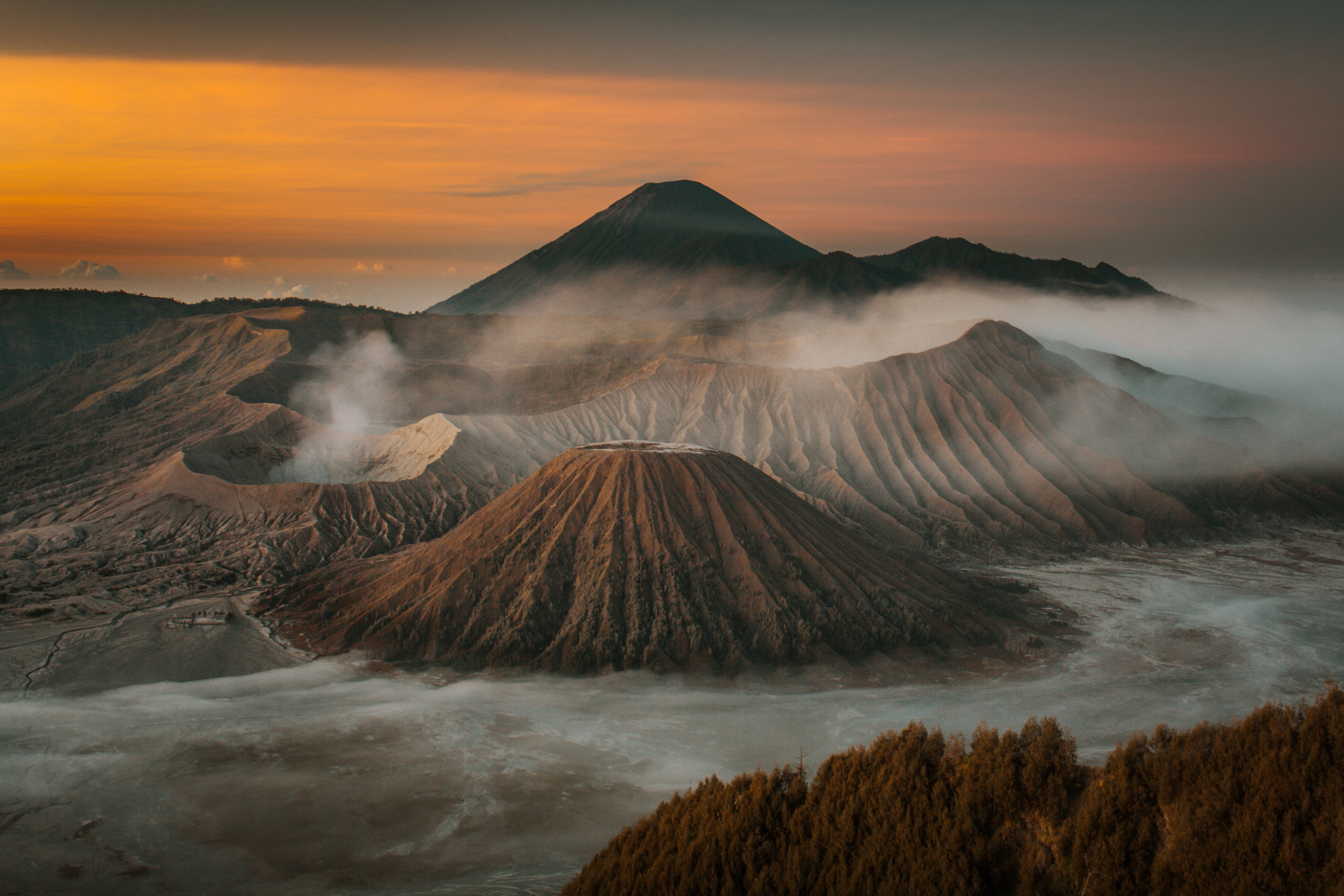
Národní park Bromo Tengger Semeru na východě indonéského ostrova Jáva se sopkami Bromo (vlevo) a Semeru (v pozadí)

Sopka či také vulkán je porucha povrchu planety či měsíce, kudy se na povrch dostává směs roztavených hornin (magma) a sopečných plynů z hlouběji umístěného magmatického rezervoáru. Samotný termín sopka je často používán pro označení tělesa ve tvaru kuželovité hory, nicméně jsou známy i druhy sopek, které žádný kužel nevytváří. Tvar je především závislý na složení magmatu, charakteru a intenzitě sopečné erupce. Na Zemi se sopky nejčastěji vyskytují podél okrajů tektonických desek a nad tzv. horkými skvrnami, situovanými mimo tyto okraje, což vysvětluje teorie o deskové tektonice. Jinými formami jsou například bahenní sopky (ty až na pár výjimek nesouvisí se sopečnou činností) nebo kryovulkány, vyskytující se na některých měsících sluneční soustavy: Europa, Enceladus, Triton, Titan. Věda, zkoumající sopečnou činnost, se nazývá vulkanologie.
V okolí sopek žije dohromady více než miliarda lidí (15 % světové populace). Sopečné erupce, doprovázené nebezpečnými jevy, byly během dějin zodpovědné za řadu nechvalně známých přírodních katastrof. Masivní vulkanismus v dávné historii Země způsobil intenzivní klimatické změny, což následně vedlo k vymírání druhů. Ovšem sopky nemají pouze destruktivní účinky, pro život a pro člověka jsou v mnoha ohledech také velmi přínosné. Podporují cestovní ruch, umožňují využívat jejich geotermální energii k výrobě elektřiny, vulkanické materiály se hojně používají ve stavebnictví a průmyslu. Zvětralá vulkanická hornina včetně sopečného popelu zúrodňuje půdu a čerstvě zformované ostrovy poskytují nedotčený životní prostor pro živočichy a rostliny.

## Etymologie

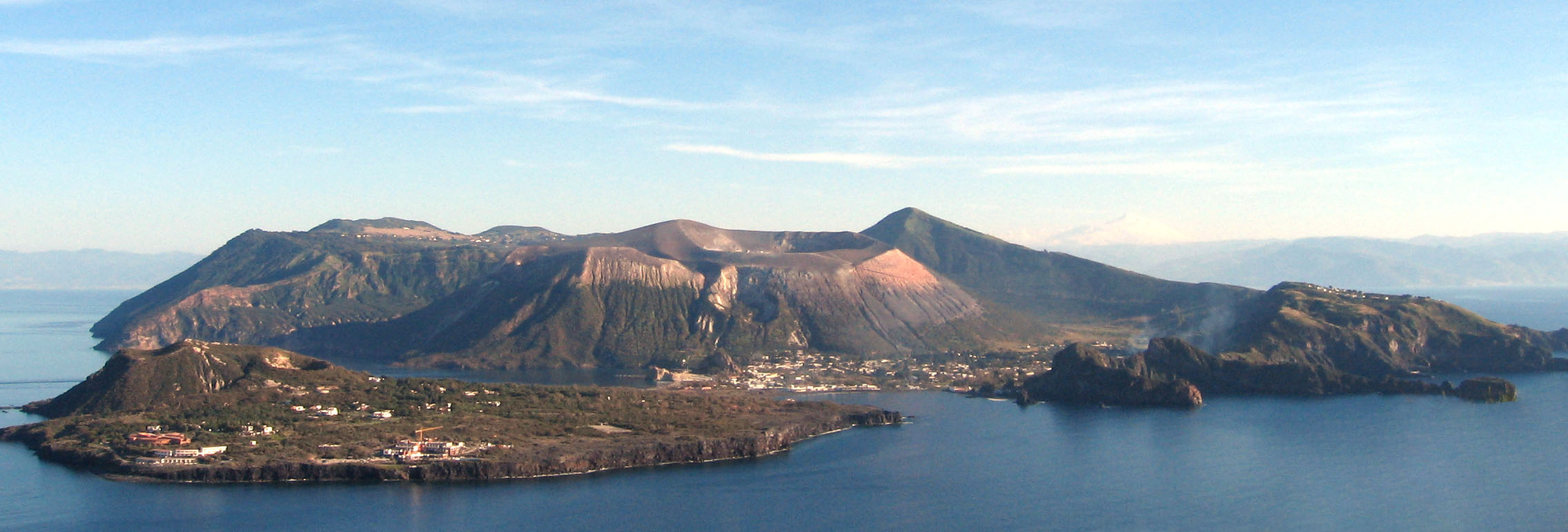
Italský ostrov Vulcano

Český výraz sopka vznikl v 1. polovině 19. století, kdy ho Jan Svatopluk Presl převzal od ruského сопка (sópka). Rovněž etymologicky souvisí se slovem sypat.
V češtině velice často používané synonymum vulkán je odvozeno od Vulcano, sopečného ostrova náležícího k Liparským ostrovům v Itálii. Jeho název pochází od Vulcana, boha ohně a kovářství z římské mytologie.

## Vznik sopek a jejich rozšíření

### Zdroj vulkanismu

Znázornění plášťové konvekce

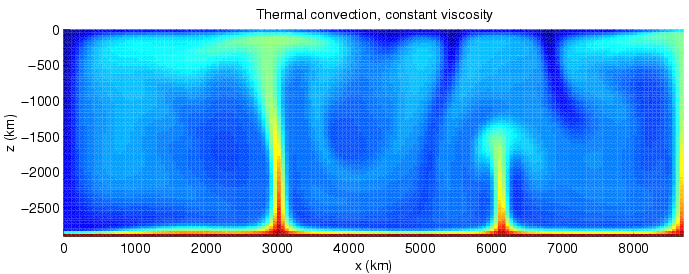
Konvekční proudění v plášti

Vnitřní teplo Země je nejdůležitějším prvkem pro existenci sopek. Jeho zdrojem je tzv. primordiální a radiogenní teplo. První z nich pochází z dob před 4,6 miliardami let, kdy se naše planeta zformovala pomocí akrece protoplanetárního disku a zároveň ze srážky s protoplanetou Theiou před 4,5 miliardami let. Mladá Země byla již od svého vzniku silně bombardována planetkami a kometami, což generovalo další energii. Radiogenní teplo pochází z rozpadu radioaktivních izotopů prvků s dlouhým poločasem rozpadu (zejména uranu 238, uranu 235, thoria 232 a draslíku 40) a dodnes je tímto procesem stimulováno. Teplota mezi vnitřním jádrem a vnějším jádrem Země dosahuje 5 430 °C, zatímco teplota zemského pláště se pohybuje od 1 300 °C do 3 500 °C. Žhavý vnitřek Země není v tepelné rovnováze vůči okolnímu vesmíru, tudíž naše planeta neustále ztrácí své vnitřní teplo, které putuje z jádra směrem na povrch a do kosmického prostoru. Průměrný tepelný tok na zemském povrchu činí 87 mW/m² (65 mW/m² na kontinentální a 101 mW/m² na oceánské kůře).
Zdrojem vulkanismu na Zemi je zemský plášť, situovaný mezi zemskou kůrou a vnějším jádrem. Ten je vlivem vysokého litostatického tlaku spíše pevný, přestože z dlouhodobého (geologického) hlediska se chová jako viskózní tekutina. Kvůli teplotnímu rozdílu mezi zemským povrchem a vnějším jádrem dochází v plášti k cirkulaci materiálu, prostřednictvím plášťové konvekce – hnací síly vulkanismu. Jedná se o velmi pomalý pohyb křemičitanové hmoty pláště, způsobený konvekčními proudy, přenášejícími teplo z nitra směrem ke kůře. Rychlost proudění dosahuje 5 cm/rok a dokončení jednoho oběhu trvá přibližně 240 milionů let. Žhavější materiál díky své nižší hustotě stoupá vzhůru, zatímco relativně chladnější materiál klesá dolů. Pohyb směrem dolů nastává na konvergentním rozhraní tektonických desek (subdukční zóny), zatímco pohyb nahoru na divergentním rozhraní, výjimečně uprostřed desky (horké skvrny), což má zásadní vliv na umístění a charakter vulkanismu na povrchu. Konvekce zemského pláště je z hlediska dynamiky kapalin chaotický proces, o kterém se předpokládá, že je nedílnou součástí pohybu desek. Pohyby litosféry a spodního pláště jsou propojeny, protože sestupná litosféra je základní složkou konvekce v plášti. Tyto procesy jsou zodpovědné za pohyb tektonických desek. Ten by nebyl možný bez astenosféry, nejsvrchnější části zemského pláště, po níž tyto desky „plují“.
Astenosféra je rovněž místem vzniku magmatu, kde probíhá tzv. dekompresní tání. Tím, jak směrem k povrchu stoupají horniny zemského pláště, nastává vlivem klesajícího tlaku jejich tavení. Tento proces je nejdůležitějším zdrojem magmatu na Zemi. Vzniklá tavenina pak díky své menší hustotě vůči okolnímu prostředí stoupá k povrchu, zejména v okrajových oblastech litosférických desek, kde dochází k porušení kůry. Na zemský povrch se výlevnými erupcemi dostává jako málo viskózní čedičová láva, zpravidla na středooceánských hřbetech. Magma také vzniká v místech konvergentního rozhraní v subdukčních zónách, kde se jedna deska podsouvá pod druhou.

### Tektonika

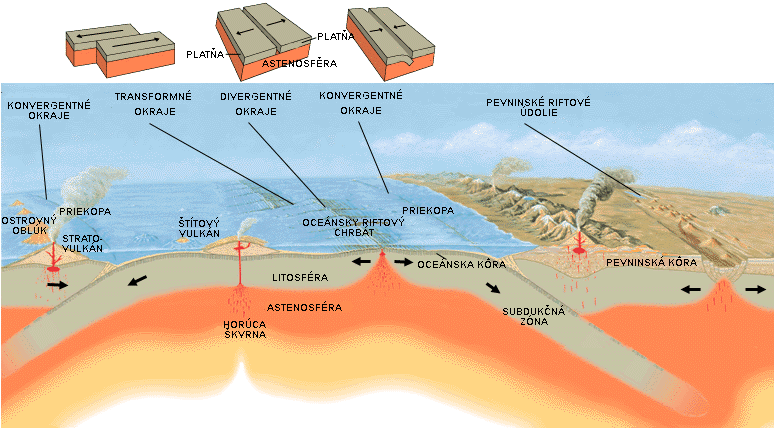
Znázornění deskové tektoniky

Sopky na Zemi nejsou rozmístěny náhodně. Drtivá většina z nich je soustředěna na rozhraních tektonických desek, zatímco vnitrodeskový vulkanismus je sporadický.

#### Divergentní rozhraní desek

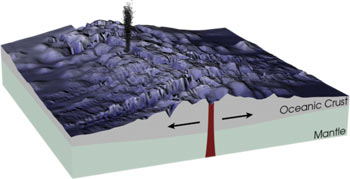
Divergentního rozhraní se středooceánským hřbetem

70 % vulkanismu se soustředí na divergentním hranicích (riftech) tektonických desek. Jedná se o rozhraní, od něhož se obě desky postupně vzdalují. Podél této poruchy vystupuje plášťové magma, čímž přirůstá nová hmota desek. Starší horniny jsou odtlačovány do stran a v obou směrech se vzdalují od riftové zóny. Horniny, které vznikly tímto způsobem, tvoří asi 2/3 zemského povrchu.
- Oceánský rift: leží v oceánské litosféře. Na hranici oddalujících desek magma lehce narušuje a proniká přes oslabenou oceánskou kůru a na povrch se dostává systémem zlomů. Tam tuhne a vytváří středooceánské hřbety, přičemž vodorovně proudící materiál pláště od sebe desky postupně oddaluje.[34] Výstup roztavené horniny tu probíhá z velkých hloubek (až ze spodní hranice zemského pláště). Jedná se o tzv. primitivní magma, neboť má poměrně jednotvárné čedičové složení. Obsahuje nízké koncentrace neslučitelných prvků (prvky, které se při ochlazení magmatu nezakomponují do krystalizujících minerálů, ale zůstávají v tavenině: rubidium, baryum, uran, thorium, tantal, sodík či draslík).[35] Sopky na divergentních rozhraních se nevyznačují silnými explozivními erupcemi, neboť magma je málo viskózní (dobře tekuté) a obsahuje málo rozpuštěných plynů. Sopečné erupce jsou výlevné, tedy plynulejší a klidnější, přičemž na dně oceánů neprodukují velké množství páry. Doprovodná zemětřesení jsou slabší než v subdukčních zónách. Teplota lávy je obvykle vysoká (1 100 až 1 200 °C),[36] protože tavenina obsahuje hodně hořčíku a kovů (železo a mangan). Běžným doprovodným projevem sopeční aktivity je v tomto prostředí vysoká hydrotermální aktivita, jejímž typickým představitelem jsou černí kuřáci. Známým příkladem oceánské riftové zóny je středoatlantský či jihovýchodní indický hřbet. Jelikož vulkanismus na divergentních rozhraních oceánských desek je většinou podmořský a ve velkých hloubkách, tak nad hladinou ho lze pozorovat jen občas. Takovými lokalitami jsou ostrovy Island či Tristan da Cunha.[37]

Vývoj divergentního rozhraní v kontinentální litosféře, vedoucí ke vzniku nového oceánu

- kontinentální rift: leží v kontinentální litosféře, což někdy může vést až k rozdělení kontinentu a otevření nového moře či oceánu mezi oddělenými bloky kontinentální litosféry. Typickým příkladem kontinentálních riftových zón je Velká příkopová propadlina ve východní části Afriky či Rudé moře, jenž už je v pokročilejší fázi. Magma z pláště tu musí procházet přes tlustou kontinentální kůru, přičemž se mění jeho primitivní složení. Vulkanity riftových zón mají většinou mafický charakter. Nevyskytují se zde jen mafická čedičová magmata, ale také intermediální (andezitová) či felsické (ryolitová).[38] Některé mají velmi netypické složení, například karbonatitové. Vulkán Ol Doinyo Lengai v Tanzanii je jediná aktivní sopka světa, která takový druh lávy produkuje.[39]

#### Konvergentní rozhraní desek

Konvergentní rozhraní (subdukce)

Na konvergentním rozhraní se dvě tektonické desky pohybují proti sobě. Pokud těmito deskami jsou dvě oceánské, anebo kontinentální a oceánská, nastává tzv. subdukce (naopak při střetu dvou kontinentálních desek k subdukci nedochází, ale nastane tzv. kolize). Při ní se těžší deska (oceánská) podsouvá pod druhou. I zde je vulkanismus velmi častý. Do zemského nitra se kromě hmoty vlastní subdukující desky dostává také mořská voda či sedimenty, jenž se předtím na dně usazovaly po miliony let. V hloubce přibližně 100 km dochází k jejímu tavení a následné dehydrataci. Uniknuvší voda v podobě páry snižuje bod tavení okolní horniny. Zároveň prostupuje pláštěm, který má jiné složení než oceánská kůra. Vysoký tlak a teplota vodní páry zapříčiňuje parciální tavení okolních hornin. Magma tohoto typu se nazývá vápenato-alkalické. Čerstvá tavenina díky své nižší hustotě směřuje k povrchu skrz pukliny v tektonické desce a cestou taví žulovou a sedimentární část zemské kůry. Magma má nižší teplotu (800 až 900 °C), vysokou viskozitu (málo tekuté) a složení může být různé, od čedičového přes andezitové, dacitové až po ryolitové. Obsahuje mnoho rozpuštěných plynů, proto jsou jeho erupce často vysoce explozivní, někdy i velmi mohutné intenzity. Na povrchu vlivem vysoké viskozity vytváří kuželovité sopky se strmými svahy (tzv. stratovulkány). Sopečná činnost je špatně předvídatelná (nejistá délka trvání období činnosti a období spánku) a provázejí ji četná a silná zemětřesení. U sopek se střídá explozivní a výlevný vulkanismus. Typickým příkladem oblasti s konvergentními rozhraními je Ohnivý kruh. Mezi známé subdukční vulkány patři Fudži, Krakatoa, Mount St. Helens, Vesuv nebo Popocatépetl.

#### Horké skvrny

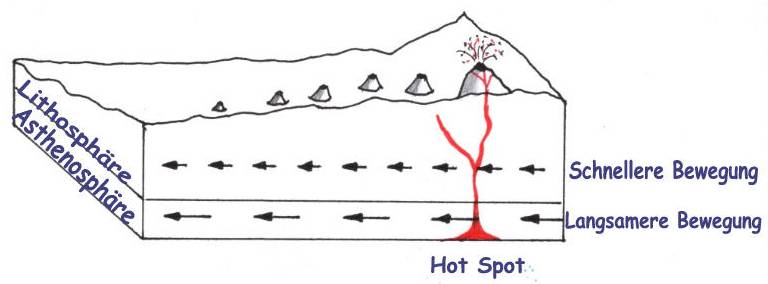
Stacionární horká skvrna s pohybující se litosférou

Horké skvrny představují vnitrodeskový vulkanismus, odehrávající se daleko od okrajů tektonických desek a jsou víceméně nezávislé vůči pochodům, které tam probíhají. Tepelný tok pod horkými skvrnami je výrazně větší než v jiných oblastech (odtud název). Jejich principem a příčinou je výstup horkých plášťových chocholů přes zemskou kůru. Ty jsou zdrojem taveniny, která vyplňuje místo pod litosférou, nelze si je však představovat jako jednoduché bodové zdroje tepla, někdy se jedná o oblast o průměru více než 100 km. Vzhledem k tomu, že poloha horké skvrny je víceméně konstantní, ale litosférická deska se nad ní pohybuje, vytváří se tak dlouhý řetězec sopek. Jak se každý jednotlivý vulkán během milionů let od horké skvrny vzdaluje, vede to k postupnému přerušení přívodu až nakonec definitivně vyhasne. Dobrými příklady jsou Havajské ostrovy nebo Galapágy v Tichém oceánu. Magma horkých skvrn má obyčejně čedičové složení, nízkou viskozitu a od těch na divergentních rozhraních se chemicky a izotopově liší. Parciální tavení má za následek vznik velkých objemů roztavené horniny. Dalšími příklady horkých skvrn jsou Piton de la Fournaise v Indickém oceánu, Laacher See v Německu nebo Yellowstonská kaldera v USA. Island jako výsledek takového vulkanismu je trochu složitější příklad, protože se tam nachází kombinace horké skvrny a divergentního rozhraní, čímž je minerální a chemické složení magmatu odlišné. Mezi vnitrodeskové vulkanity je možné řadit i rozsáhlé výlevné erupce platóbazaltů (čediče), u kterých je způsob vzniku zřejmě příbuzný vulkanitům vázaných na horké skvrny. Známé jsou ze Sibiře (Sibiřské trapy) anebo z Indie (Dekkánské trapy). Horké skvrny jsou zřejmě také důležitým činitelem při rozpadech superkontinentů.

### Počet sopek
Na celém světě je známo asi 1 350 až 1 450 potenciálně aktivních sopek (vyjma souvislých pásů sopek na divergentních rozhraních na dně oceánů), z nichž v historické době vybuchlo asi 500. Jelikož sledují hranice litosférických desek, jsou situovány v linii podél nich. Zhruba 3/4 z nich leží na konvergentních okrajích desek, většina podél pobřeží Tichého oceánu, v pásu zvaném Ohnivý kruh. Jedná se o zlomovou linii vícero tektonických desek, obklopující v délce 40 tisíc kilometrů téměř celý Tichý oceán. Vyskytuje se tam 75 % všech známých aktivních sopek a dochází tam k 90 % všech zemětřesení na světě.
Celkový počet sopek není znám, neboť dno oceánů není dostatečně probádané a detekce sopečných erupcí je špatně odhalitelná. Podle islandského vulkanologa Haraldura Sigurðssona mají suchozemské sopky zhruba 10–20% zastoupení. Jiné odhady jsou založené na analogii Islandu, což je vystupující část Středoatlantského hřbetu nad hladinou oceánu, kde se nachází asi 70 sopek. Pokud by se stejný poměr vůči rozloze aplikoval na všechny středooceánské hřbety, mohlo by pod mořskou hladinou existovat několik tisíc vulkánů (podle některých odhadů dokonce více než jeden milion).

## Základní struktura sopky

1. oblak popela a plynů, 2. lávová bomba, 3. sopouch, 4. parazitický kráter, 5. vrch, 6. fumarola, 7. sopečný kráter, 8. svah, 9.vrstva pyroklastik, 10. vrstva ztuhlé lávy, 11. lávový proud/příkrov, 12. magmatický krb

- Magmatický krb – je podzemní rezervoár ležící v zemské kůře. Shromažďuje se v něm roztavené magma, které se tam dostává výstupem ze zemského pláště z větších hloubek. Většina magmatických krbů se situuje v hloubce 5–30 km a jejich objem se pohybuje v desítkách, někdy i tisících km³. Některé vulkány mají několik magmatických komor ležících v různých hloubkách. Tavenina může být v krbu rozvrstvená na základě své hustoty. Jakmile je magma schopné najít si cestu vzhůru a dostane se na povrch, nastává sopečná erupce. Tu může vyvolat přísun roztavené horniny. Další možností je intruze nového magmatu jiného složení z větších hloubek. Po smíchání s tím stávajícím to může vést k nárůstu tlaku v magmatické komoře. Erupci může vyvolat i dlouhodobé setrvání taveniny v krbu. Během toho nastává pomalý proces, tzv. magmatická diferenciace, kdy se obsah rozvrství v důsledku rozdílných podmínek krystalizace různých minerálů. Krystalizace části objemu jednak mění jeho vlastnosti, jednak zvyšuje množství plynů a tím vzrůstá tlak, což může opět vyvolat sopečnou erupci.[50][30]
- Sopouch – je kanál (přívodní dráha) spojující magmatický krb a sopečný kráter, kudy magma stoupá k povrchu.[30]
- Sopečný kráter – je kónická prohlubeň, kudy se ze sopouchu na povrch dostává vulkanický materiál a sopečné plyny. Jeho výsledný tvar, velikost a hloubka se liší podle chemismu magmatu, charakteru a síly erupce.[3]
- Sopečný kužel – je vulkanický útvar kónického tvaru na zemském povrchu. Na jeho tvar má výrazný vliv složení magmatu a charakter erupcí. Patří sem stratovulkány, štítové sopky, sypané kužele, spečené kužele, tufové kužele, tufové prstence a hornita.[51]

## Rozdělení sopek

### Podle geografické polohy

#### Suchozemské vulkány
Suchozemské (subaeriální) sopky jsou všechny vulkány nad hladinou moří a oceánů.

#### Subglaciální vulkány

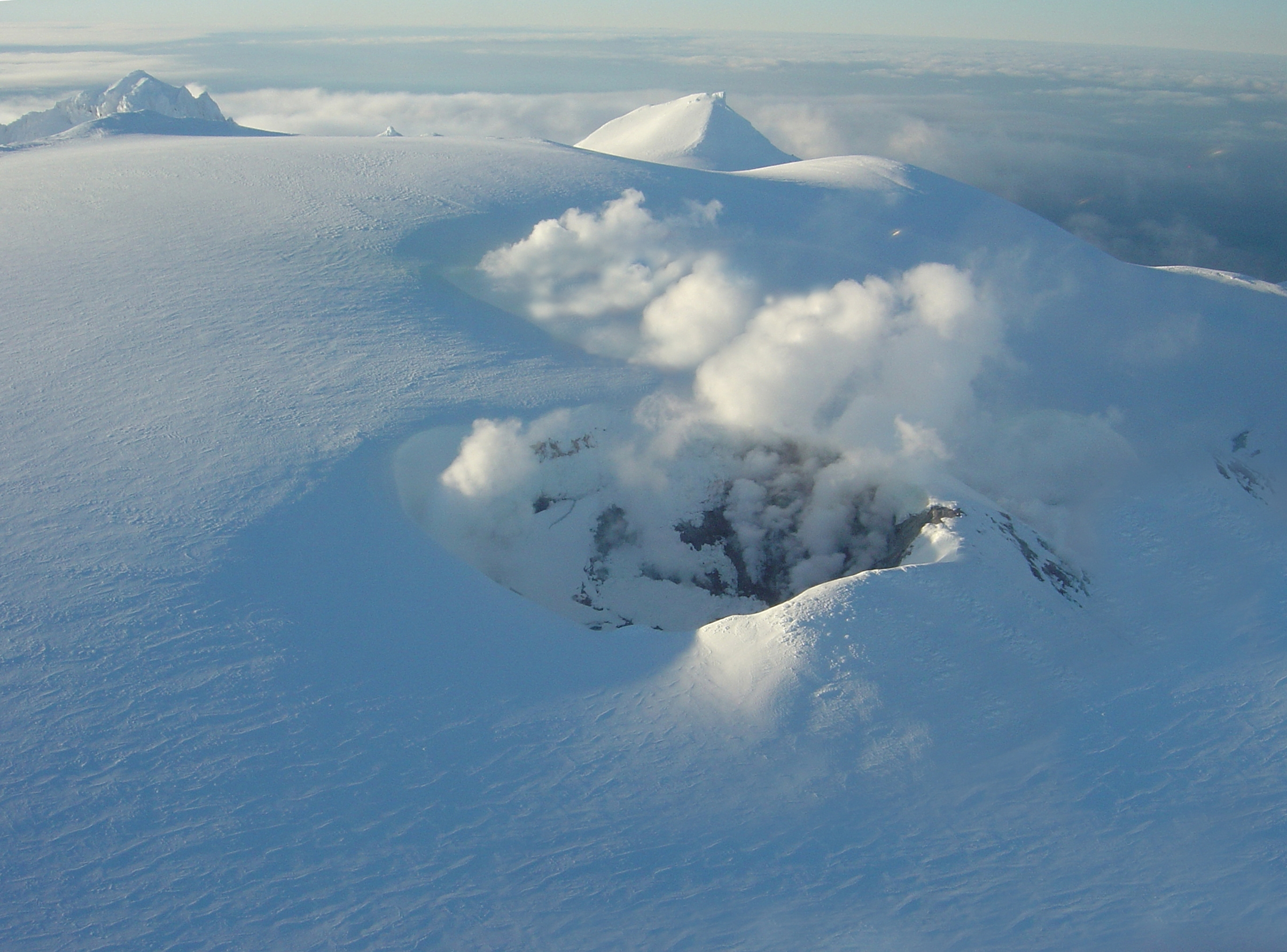
Odplynění ledovcem pokrytého stratovulkánu Makushin na Aljašce

Subglaciální sopka je vulkán, který je z větší části nebo kompletně pokryty ledovcem či ledovým příkrovem. Nejhojněji se nachází na Islandu a na Antarktidě. Starší (již bez ledovce) lze nalézt také v Britské Kolumbii a Yukonu v Kanadě. Mají charakteristický tvar stolové hory s plochým vrcholem a strmými postranními svahy. Subglaciální sopky tohoto netypického tvaru se nazývají tuya (pojmenované podle kanadské Tuya Butte) anebo mobergy (na Islandu). Během erupce dochází vlivem tepla k roztavení nadložního ledu a voda lávu rychle ochlazuje. Ta tuhne do tvarů, podobající se polštářové lávě, produkované podmořskými sopkami. Množství vody může být natolik velké, že může prorazit skrz ledovec a způsobit masivní povodně, zvané jökulhlaupy. Jejich průtok může být dosahovat tisíců někdy i sta tisíců m³/s, čímž se mohou vyrovnat průtoku řeky Amazonky. Pokud následně dojde k subaerilní erupce, může vulkán nabývat konvekčního kuželovitého tvaru.

#### Podmořské vulkány

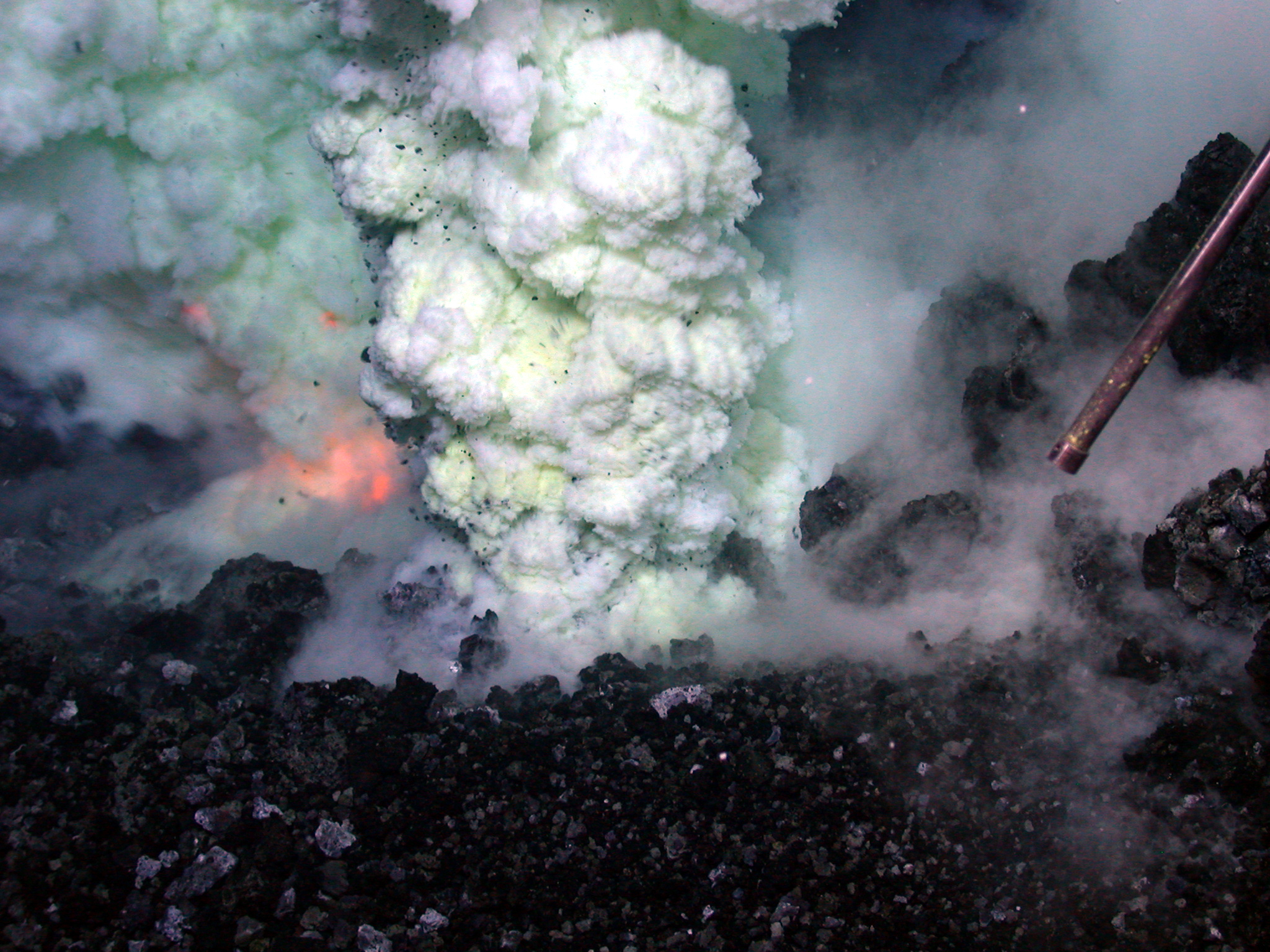
Erupce vulkánu West Mata poblíž Tongy, ležící v hloubce 1 170 m

Podmořské (submarinní) sopky jsou vulkány, které se nachází pod hladinou moří a oceánů. Kvůli špatné přístupnosti jsou mnohem méně prozkoumány než ty suchozemské. Dosud jich bylo objeveno asi 120, u nichž byla v holocénu potvrzena sopečná aktivita. Podle odborníků se možná více než 80 % veškerého vulkanismu na Zemi odehrává na mořském dně a mohlo by tam existovat několik tisíc (dle některých výzkumů více než milion) geologicky mladých sopek. Ty, jež se nacházejí ve velkých hloubkách, je velmi obtížné objevit, neboť sopečná aktivita nezanechává na hladině žádné stopy. Explozivitu erupcí, kdy se z magmatu snaží unikat sopečné plyny a pára, totiž utlumuje hydrostatický tlak vodního sloupce. Přesto je možné je detekovat pomocí hydrofonu. Nejhlouběji umístěná sopka byla objevena poblíž Mariánských ostrovů v hloubkách od 4 050 do 4 450 m, jejíž erupce měla za následek lávový proud o délce 7,3 km a maximální tloušťce 138 m. Oproti tomu vulkány v mělkých vodách lze odhalit podstatně jednodušeji, kdy je mohou prozradit samotné erupce, oblaka par, pemzové vory nebo zbarvování mořské vody sopečnými plyny.
Výlevný vulkanismus je spojen s produkcí polštářové lávy a tvoří většinu mořského dna. V blízkosti podmořských sopek se často nacházejí hydrotermální průduchy (černí kuřáci), vypouštějící přehřátou vodu bohatou na minerály. Těmi se živí chemotrofní organismy a černí kuřáci tak kolem sebe umožňují fungování celého ekosystému. Postupem času se podmořské sopky mohou natolik zvětšit, že jejich vrchol pronikne nad hladinu, čímž vznikají vulkanické ostrovy či souostroví. Mezi ně patří například Havajské ostrovy, Galapágy, Kanárské ostrovy, Azory, Réunion či Bermudy. Pokud vulkán vyhasne, začne ostrov kvůli vodní erozi zvětrávat. S přibývajícím časem zcela zanikne a na místě zůstane torzo v podobě atolu, kam se řadí třeba Maledivy, Bikini nebo Wake. Podobný osud čeká i Havajské ostrovy. Zároveň se očekává, že podmořský vulkán Loihi, nacházející se 35 km jihovýchodně od Havaje, se za 10–100 tisíc let dostane nad hladinu a vytvoří nový Havajský ostrov. V současnosti jeho vrchol spočívá v hloubce 975 m.
V důsledku činnosti platóbazaltů (masivních výlevných erupcí) vznikají velké magmatické provincie, tvořící masivní oceánské plošiny.

### Podle aktivity

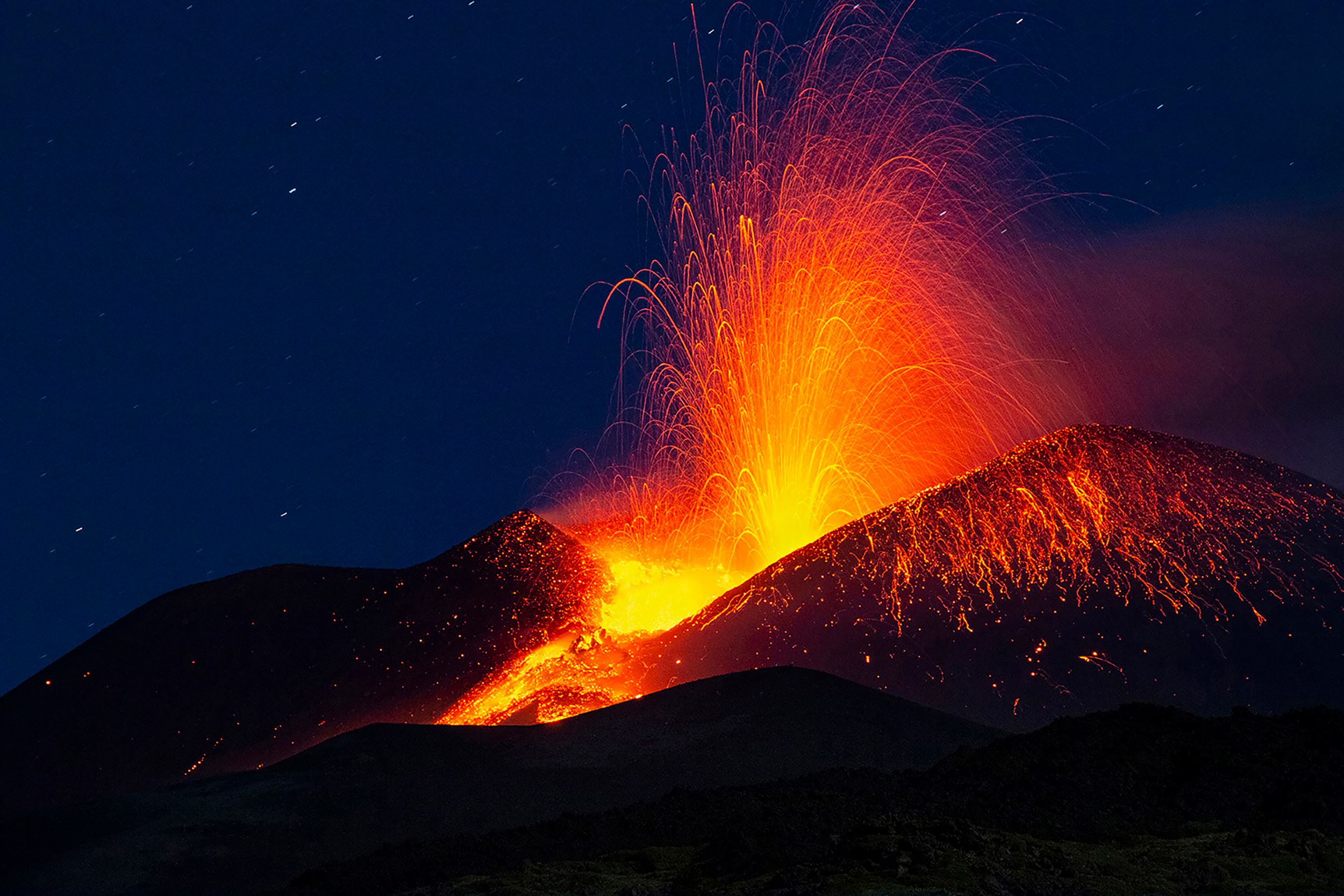
Etna, ležící na italské Sicílii, patří mezi nejaktivnější sopky světa

Mezi vulkanology neexistuje všeobecná shoda na definování toho, zda je sopka aktivní, spící nebo vyhaslá. Problém je v tom, že interval mezi jednotlivými erupcemi není pravidelný. K těm může dojít několikrát do roka nebo jen jednou za 10 tisíc let. Navíc délka existence jednotlivého vulkánu se dokáže pohybovat od několika měsíců do několika milionů let. U mnoha z nich došlo za posledních několik tisíc let k nemalému počtu erupcí, ale v současné době nevykazují žádné známky činnosti. Z geologického (dlouhodobého) pohledu jsou de facto velmi aktivní, ovšem podle délky lidského života nikoliv.

#### Aktivní

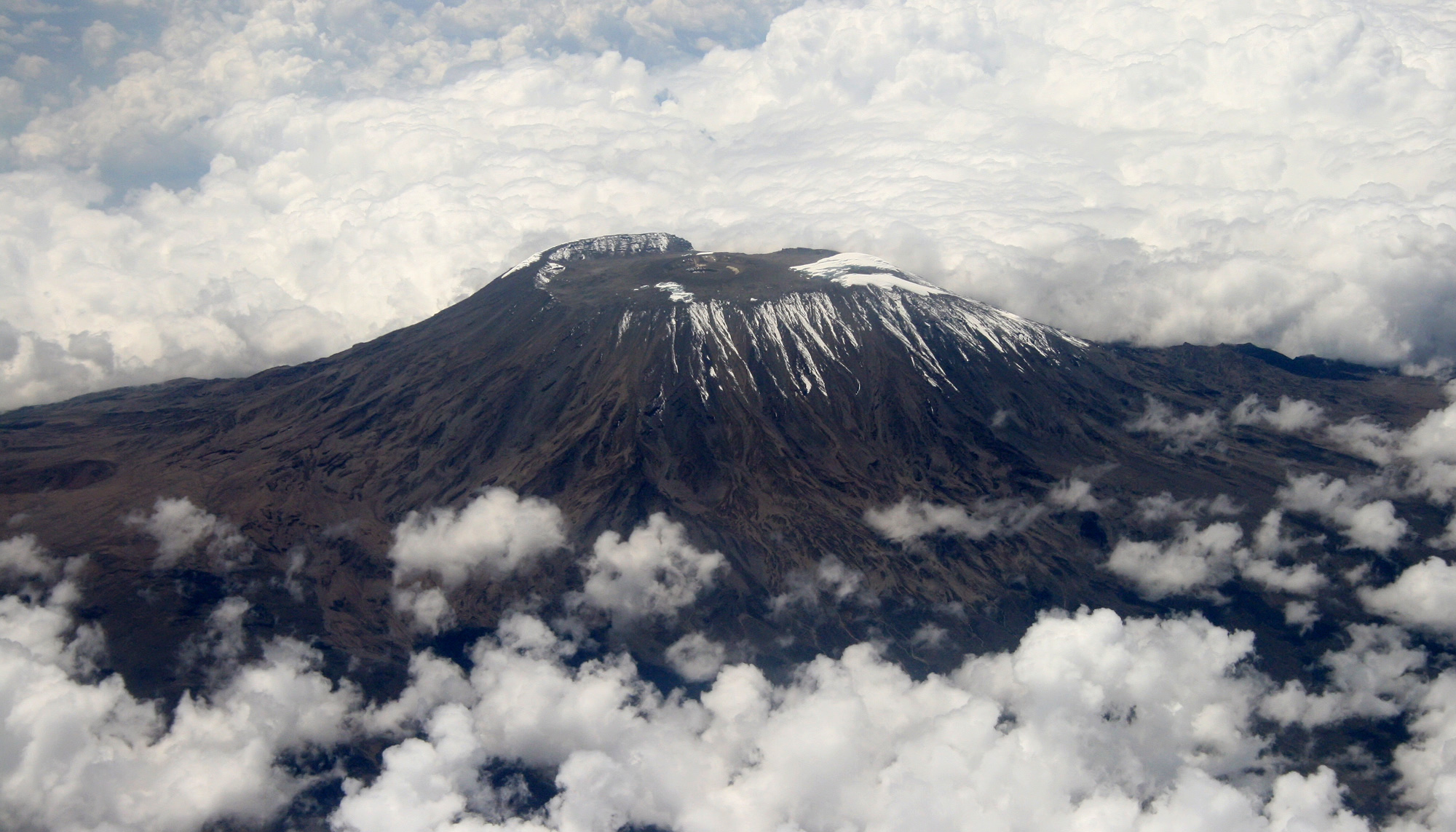
Letecký pohled na Kilimandžáro, spící vulkán v Tanzanii

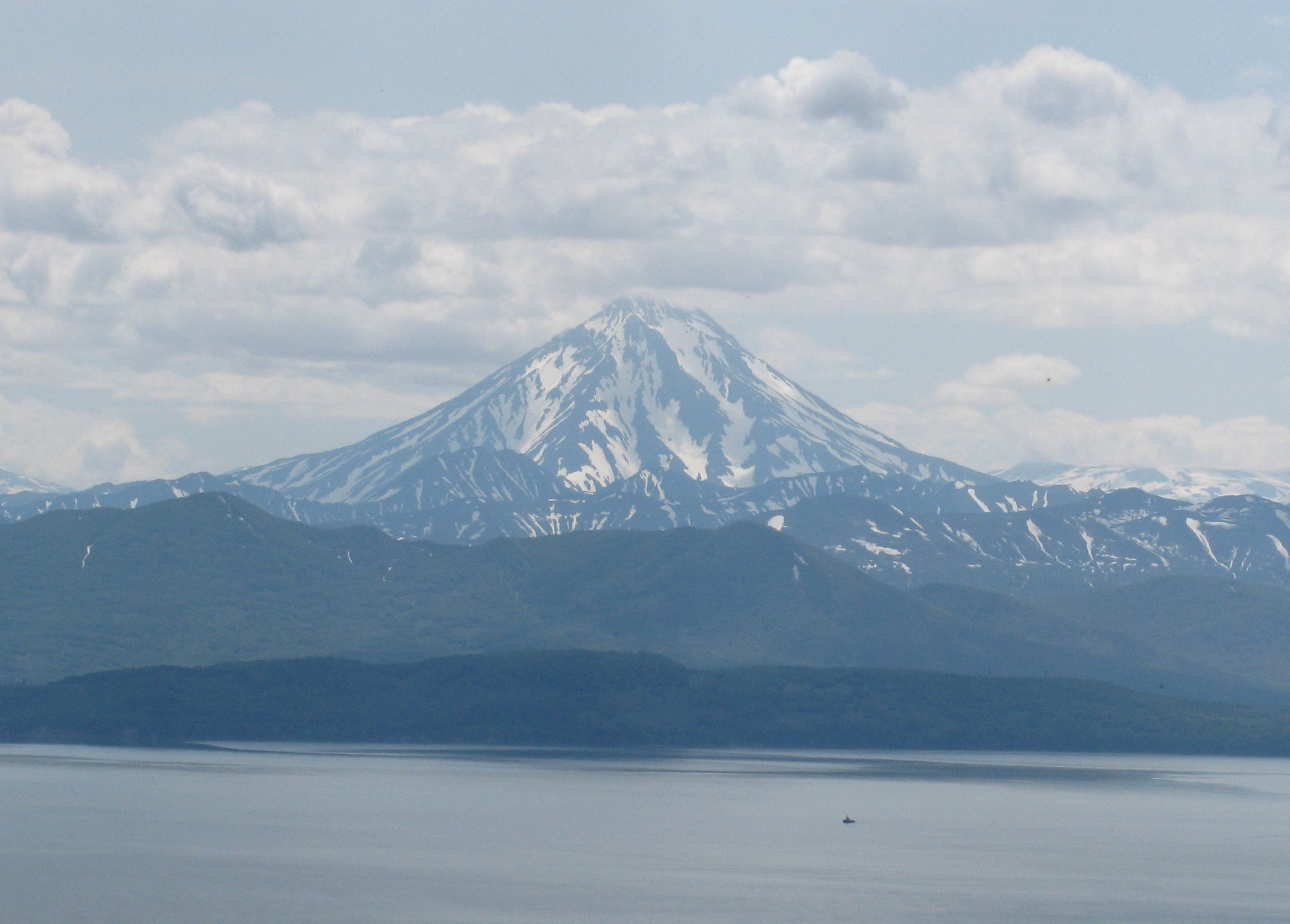
Ruský Viljučinskij na Kamčatském poloostrově se považuje za již vyhaslý

Vědci pokládají sopku za aktivní v případě, že během nedávné historie alespoň jednou eruptovala (což není jednoznačné, neboť různé vulkanologické instituty daný čas definují odlišně – od 200 do 10 000 let). Samozřejmě za aktivní se rovněž považuje vulkán, který je momentálně činný – s právě probíhající erupcí (respektive eruptivní fází), případně se zvýšeným únikem plynů.

#### Spící
Za spící se považuje ta, u níž poslední sopečná erupce nastala před dlouhou dobou, ale v budoucnu je pravděpodobné, že vybuchne znova. Spící vulkán je de facto aktivní sopka s dlouhým obdobím klidu. Ovšem rozeznat spící od vyhaslé bývá obtížné, neboť nečinné mohou zůstat stovky či tisíce let. Proto byly některé spící vulkány z důvodu absence písemných záznamů o jejich erupční aktivitě často považovány za vyhaslé. Například až do osudného roku 79 byl italský Vesuv podle starověkých Římanů vyhaslý, pokrývaly ho dokonce vinice a zahrady, dokud téhož roku nezničil přilehlá města Pompeje a Herculaneum svou nechvalně proslulou erupcí. Také nenápadná filipínská Pinatubo byla do roku 1991 pro okolní komunity takřka neznámá. Po více než 500 let dlouhém období spánku zarostl celý její povrch hustým deštným pralesem. V červnu 1991 zapříčinila 2. největší sopečnou erupci 20. století, jež zdevastovala okolní oblast a ovlivnila globální klima. Sinabung v Indonésii zůstala zhruba 1 200 let nečinná a v roce 2010 se náhle probrala k životu. Podobná situace nastala také v roce 2006 u aljašské Fourpeaked, která měla poslední datovanou erupci někdy okolo 8000 př. n. l. a do té doby se mělo za to, že nejspíš vyhasla.
Poněkud extrémnějším případem jsou supervulkány. Yellowstonský vulkán prodělal poslední erupci před 70 tisíci roky (poslední erupce s indexem VEI 8 před 630 tisíci lety), nicméně ani zdaleka se nedá prohlásit za vyhaslý.

#### Vyhaslé
Vyhaslá sopka je ta, u které už nikdy nedojde k sopečné činnosti, neboť u ní zanikl přívod či zásoby magmatu. Dobrými příklady jsou vyhaslé vulkány v řetězci Havajských ostrovů mimo současnou pozici tamější horké skvrny. Dále pak Shiprock v Novém Mexiku, Monte Vulture v Itálii, Castle Rock ve Skotsku s Edinburským hradem na svém vrcholu anebo zaniklé české sopky jako Říp v Polabí, Chmelník v Děčíně či Komorní hůrka a Železná hůrka na Chebsku.
Zda je sopka skutečně vyhaslá, je opět obtížné určit. Vzhledem k tomu, že supervulkány dokáží existovat několik milionů let a jednotlivé erupce od sebe dělí desítky tisíc let, jsou proto považovány za spící, přestože běžná sopka by za takové situace byla pokládaná za již vyhaslou.

### Podle typu sopky

#### Stratovulkán

Stratovulkán Fudži, Japonsko

Stratovulkány (nebo také kompozitní sopky) jsou vysoké kuželovité hory s příkrými svahy a sopečným kráterem na vrcholu. Slovo „strato“ pochází z latinského stratum (= vrstva). Formuje je střídavé ukládání lávových proudů (při efuzivní aktivitě) a pyroklastik (při explozivní aktivitě). Jsou pro ně charakteristická značně viskózní (dáno vysokým obsahem oxidu křemičitého SiO2) a málo mobilní magmata felsického (ryolitová a dacitová) či intermediálního (andezitová) složení. To má za následek vznik kuželovité struktury, jejíž svahy mohou mít sklon 30–35° (sopka Mayon na Filipínách dokonce 35–40°). Výsledný úhel svahů je dán tzv. úhlem vnitřního tření materiálu, které vulkanické těleso tvoří. Stratovulkány nutně nemusí produkovat pouze felsické nebo intermediální magma. Ve vulkanickém centru Lassen v USA lze nalézt různorodé složení, od čediče až po ryolit. Italský Vesuv mezi roky 1631–1944 produkoval efuzivní aktivitou výhradně čedičové magma. Obecně bývají erupce stratovulkánů převážně explozivního typu, což je dáno vysokým obsahem sopečných plynů, které z viskózního magmatu nemohou volně unikat. To zahrnuje erupce zejména strombolského, vulkánského, peléjského či pliniovského typu. Většina sopečné aktivity se odehrává z centrálního kráteru, příležitostně z parazitických kuželů na úbočích. Přívod magmatu se během „života“ sopky může přesouvat a umožňuje tak vznik vícero, navzájem se překrývajících sopečných těles, odborně nazývanými vulkanickými komplexy. Typický stratovulkán dosahuje výšky zhruba 1–3 km a objemu 10–100 km³. Jsou však známy případy mnohem větších vulkanických těles. Třeba ruská Ključevskaja na poloostrově Kamčatka má objem 250 km³ a Mount Shasta v Kalifornii až 300 km³. Největší stratovulkánem světa je Kilimandžáro v Tanzanii, jenž tvoří 4 790 km³ hornin. Kompozitní sopky jsou (společně se supervulkány) původci pliniovských (respektive ultrapliniovských) erupcí – největších erupcí explozivního charakteru, které v minulosti způsobily mnoho tragických katastrof. Bezprostředně před koncem těchto masivních erupcí se nadloží částečně vyprázdněného magmatického krbu zhroutí do uvolněného prostoru, což se na povrchu projeví kolapsem vulkanického tělesa a vzniku kaldery. Některé sopky prodělávají opakující se cykly růstu a kolapsu. Mezi nejznámější stratovulkány patří Vesuv a Etna v Itálii, Fudži v Japonsku, Mount St. Helens v USA, Popocatépetl v Mexiku nebo Krakatoa v Indonésii.

#### Štítová sopka

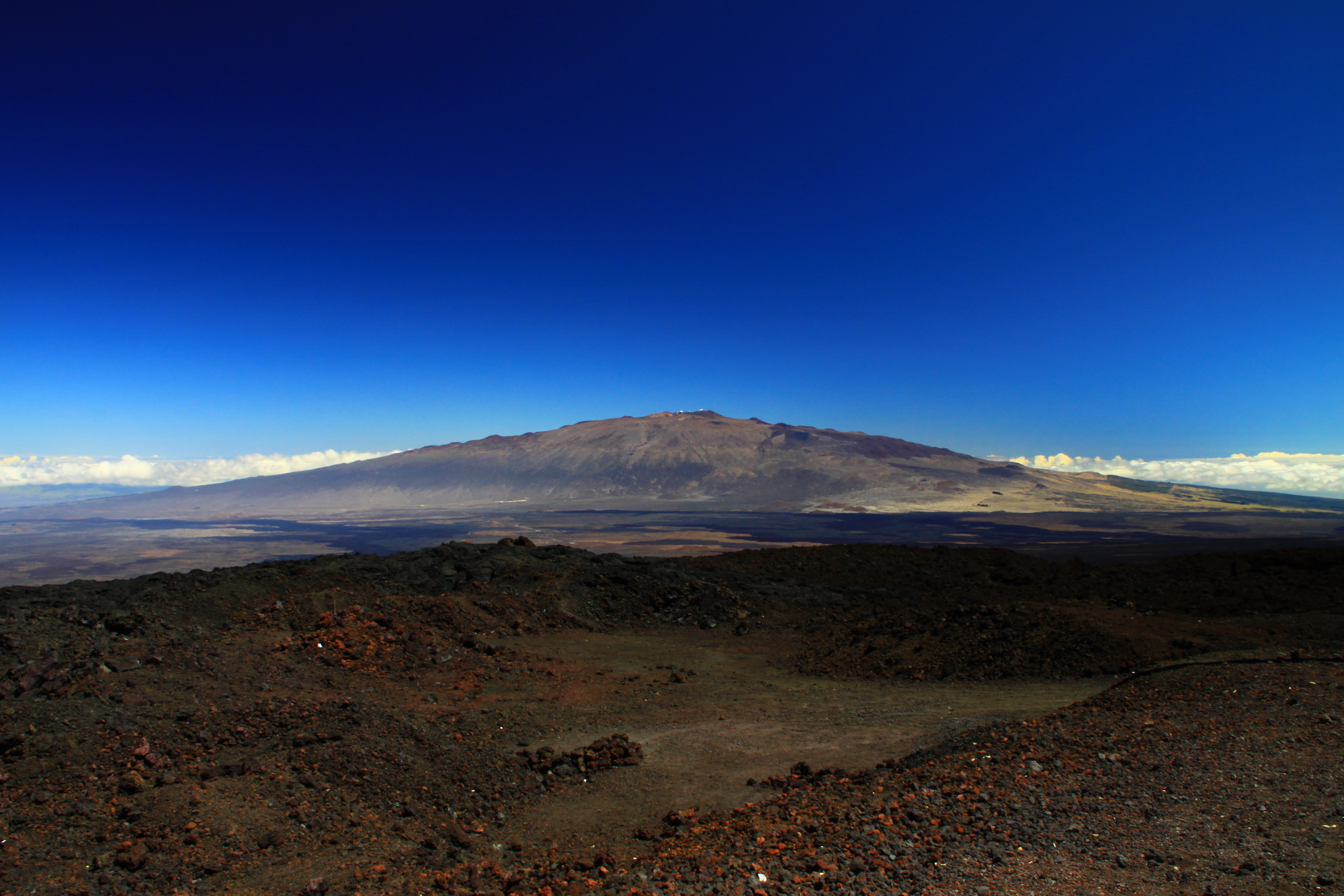
Štítová sopka Mauna Kea, Havaj

Štítové sopky mají tvar kužele, s plochým vrcholem, velmi širokou základnou a velmi nízkým sklonem svahů, pohybující se nejčastěji mezi 4° až 8°. Jsou budovány téměř výhradně z málo viskózní lávy mafického složení, obsahující málo oxidu křemičitého, která se na zemský povrch dostává prostřednictvím efuzivních (výlevných) erupcí, přičemž příležitostné se mohou objevit lávové fontány. Lávové proudy štítových sopek jsou velmi mobilní a schopné od místa výlevu urazit velké vzdálenosti, díky čemuž sopka získává svůj nízkoprofilový tvar, připomínající štít. Erupce explozivního charakteru bývají velmi neobvyklé, naopak zde dominují poklidnější erupce havajského nebo islandského typu. Havajský kumulativně budují masiv sopky, kdežto islandský vykazuje podobnou aktivitu, ale pochází z dlouhých, paralelně situovaných trhlin a budované masivy jsou z topografického hlediska méně výrazné. Podobně jako stratovulkány může být vrcholová část štítových sopek zakončena sopečným kráterem nebo kalderou (mnohdy se strmými okraji). Na rozdíl od nich však některé dokáží nabýt mnohem větších rozměrů. Mauna Kea na Havaji dosahuje nadmořské výšky 4 207 m. Jenomže okolní vody Tichého oceánu jsou hluboké 6 km, takže celková výška hory činí 10 203 metrů. V rámci měření výšky od základny po vrchol to z ní dělá nejvyšší horu světa, neboť Mount Everest přesahuje svou základnu jen o 3 650 až 4 650 m. Sousední Mauna Loa má odhadovaný objem 75 tisíc km³. Obě hory svojí váhou lokálně stlačují oceánskou kůru až o 8 km.

#### Kaldera

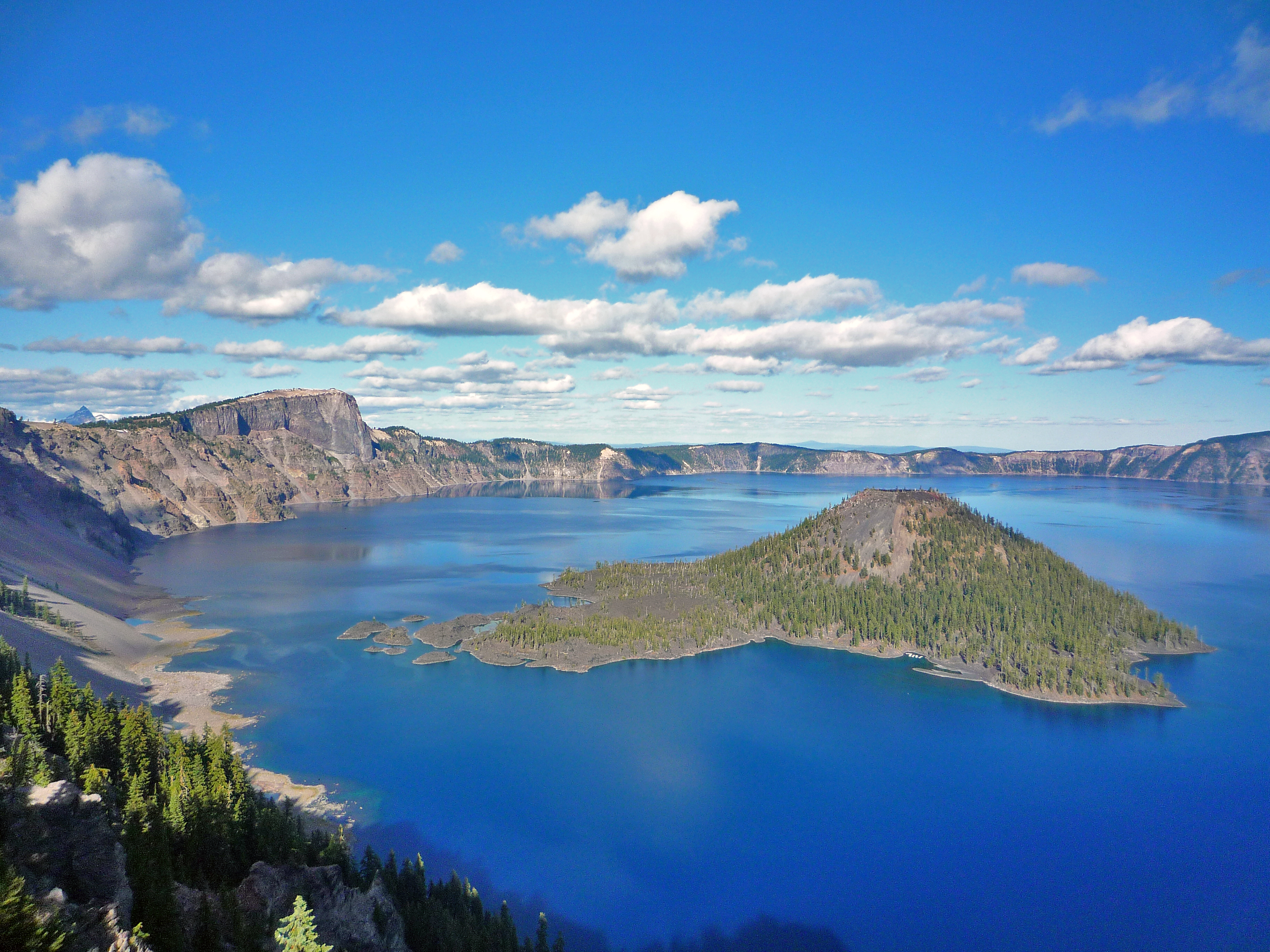
Asi 10 km široká kaldera s jezerem Crater Lake v americkém Oregonu, jež vznikla před 7 700 lety mohutnou erupcí, jež vyvrhla 50 km³ materiálu

Kaldera je útvar na zemském povrchu, který má půdorysný tvar kruhové nebo elipsovité prohlubně, ohraničenou vysokými skalními stěnami na okraji. Vzniká gravitačním zhroucením (tzv. kalderizací) nadložních vrstev do uvolněného prostoru částečně vyprázdněného magmatického krbu v závěru silné sopečné erupce. Rozměry závisí na množství vyvržené hmoty a povaze erupce. Šířka se pohybuje od několik kilometrů do desítek kilometrů, přičemž hloubka dosahuje několik set metrů. Ačkoliv je podobná sopečnému kráteru, jedná se o zcela jiný útvar. Kalderizace je nejčastěji spojována s katastrofálními explozivními erupcemi pliniovského typu, dosahující minimálně indexu VEI 5, kdy objem vyvrženin překračuje 1 km³. Během toho obyčejně dochází k částečnému nebo úplnému zániku původního sopečného tělesa (Mount Mazama před 7 700 lety, Tambora 1815, Pinatubo 1991). Proces neprovází pouze explozivní erupce, ale taktéž i některé efuzivní na štítových vulkánech. Zvláštností je, že kalderizace u nich probíhá postupně, relativně déle a již u nízkoobjemových událostí. Sopka Fernandina na Galapágách iniciovala v roce 1968 výlev 0,2 km³ čedičové lávy, což následně zapříčinil kolaps její vrcholové části do prohlubně o průměru 5 km a hloubce 300 m. Přestože každý rok dojde na Zemi zhruba k 60–80 sopečným výbuchům u 50–70 sopek, patří zformování kaldery k relativně vzácným jevům, k nimž dochází pouze párkrát za století. Mezi lety 1911 a 2018 se odehrály pouze 8krát. Po skončení erupce bývají působením srážek a podzemních vod často vyplněny kalderovým jezerem. S pokračující vulkanickou aktivitou se na jejich dně mohou objevit lávové dómy či může započít růst zcela nového kuželu (tzv. somma), přičemž přísun nového materiálu je schopný v určitém časovém horizontu kalderu částečně nebo zcela zaplnit. V případě další silné erupce se může nová kaldera zformovat uvnitř stávající anebo se mohou navzájem překrývat. Kaldery se rovněž utváří během mimořádně silných erupcí supervulkánů o síle VEI 8, kdy dojde vyvrhnutí více než 1 000 km³ sopečného materiálu. K takovým událostem však dochází pouze jednou za několik desítek tisíc let (naposledy před 25 600 lety). Velikost těchto kalder výrazně překračuje velikost kalder u běžných sopek. Například Yellowstonská kaldera má rozměry 70 × 45 km, zatímco kaldera Toby dokonce 100 × 30 km.

#### Supervulkán

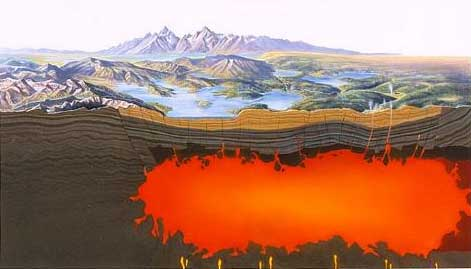
Umělá představa ohromného magmatického krbu pod Yellowstonským národním parkem

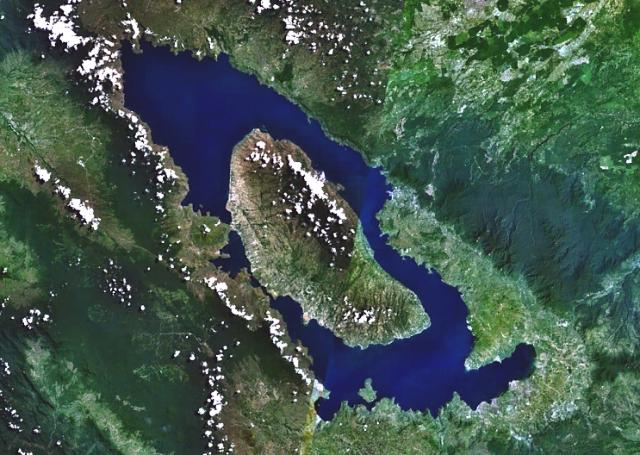
Kaldera Toby v Indonésii, s rozměry 100×30 km, vznikla před 74 tisíci roky

Supervulkán je sopka, která alespoň jednou v historii způsobila erupci, při níž bylo vyvrženo více než 1 000 km³ (index VEI 8) sopečných produktů. Nutno však dodat, že většina erupcí supervulkánů takové intenzity nedosahuje a neobvyklá není ani poklidná produkce lávových proudů. Například od poslední VEI 8 erupce Yellowstonské kaldery před 630 tisíci lety došlo na jejím místě k několika událostem s indexem VEI 6 a rovněž se objevilo několik desítek proudů lávy. Navíc z odborného hlediska není mezi některými vulkanology termín „supervulkán“ příliš oblíbený. V současnosti mezi aktivní supervulkány patří zmíněná Yellowstonská kaldera, Toba, Taupo či Long Valley v Kalifornii. S termínem se dá setkat také u italského Campi Flegrei, ležící u města Neapol a sopky Vesuv. Jenomže u něj je doložena erupce maximálně s indexem VEI 7. Supervulkány vznikají, když stoupající magma ze zemského pláště není schopné prorazit skrz celou kůru na povrch. To se hromadí a utvoří velmi rozměrný magmatický krb. Tyto struktury se sice mohou vyskytovat uprostřed tektonické desky (nad tzv. horkými skvrnami – Yellowstonská kaldera), ale zpravidla se soustředí na jejich okrajích, zejména u konvergentních rozhraní (subdukcí), kam patří například Toba na indonéském ostrově Sumatra. Poněkud netypicky je umístěná kaldera Long Valley, ležící u transformního zlomu San Andreas. Tektonické příčiny tamějšího vulkanismu jsou dosud z velké části nevysvětleny a podléhají řadě probíhajících výzkumů. Naprostou výjimkou je kaldera Gakkel, poblíž souostroví Severní země, v Severním ledovým oceánu. Jedná se o jediný známý supervulkán na divergentním rozhraní.
Sopečná erupce, která vyvrhne více než 1 000 km³, má na indexu vulkanické aktivity stupeň VEI 8 a je vždy zakončená rozsáhlou kalderizací. Vyvržení tolik hmoty má za následek zhroucení nadloží částečně vyprázdněného magmatického krbu do uvolněného prostoru, což se na povrchu projeví vznikem kaldery, jejíž rozměry výrazně přesahují rozměry kalder u stratovulkánů nebo štítových sopek. Depozita supervulkánů (v podobě tufů – zpevněný sopečný popel) jsou jediným vulkanický produktem, který může objemově konkurovat masivním výlevům čediče (tzv. platóbazalty, nebo nepřesně „povodňové čediče“), tvořící na zemském povrchu tzv. velké magmatické provincie. Časově k nim dochází nepravidelně a vzácně, průměrný interval činí zhruba 50 tisíc let. K posledním čtyřem takto masivním erupcím došlo před:
- 25,6 tisíci lety – Taupo, Vulkanická zóna Taupo, Nový Zéland[97]
- 74 tisíci lety – Toba, Indonésie[98]
- 340 tisíci lety – Maroa, Vulkanická zóna Taupo, Nový Zéland[99]
- 631,3 tisíci lety – Yellowstonská kaldera, USA[100]

Supervulkány jsou původci erupcí ultrapliniovského typu o síle VEI 8, s potenciálem způsobit sopečnou zimu a tím dlouhotrvající změny klimatu globálního rozsahu a ohrozit některé živočišné a rostlinné druhy jejich vyhynutím. Během nich je do stratosféry transportováno velké množství popela, oxidu uhličitého a oxidu siřičitého. Ten se v těchto výškách mění na aerosol kyseliny sírové, jehož drobné kapičky mají díky svému lesklému povrchu výbornou schopnost odrážet sluneční paprsky zpět do vesmíru. Tím, jak na zemský povrch dopadá méně slunečního záření, dochází k ochlazení. Aerosol kyseliny sírové na rozdíl od popelu zůstává v atmosféře mnohem déle, čímž má mnohem větší efekt.

#### Trhlinová sopka

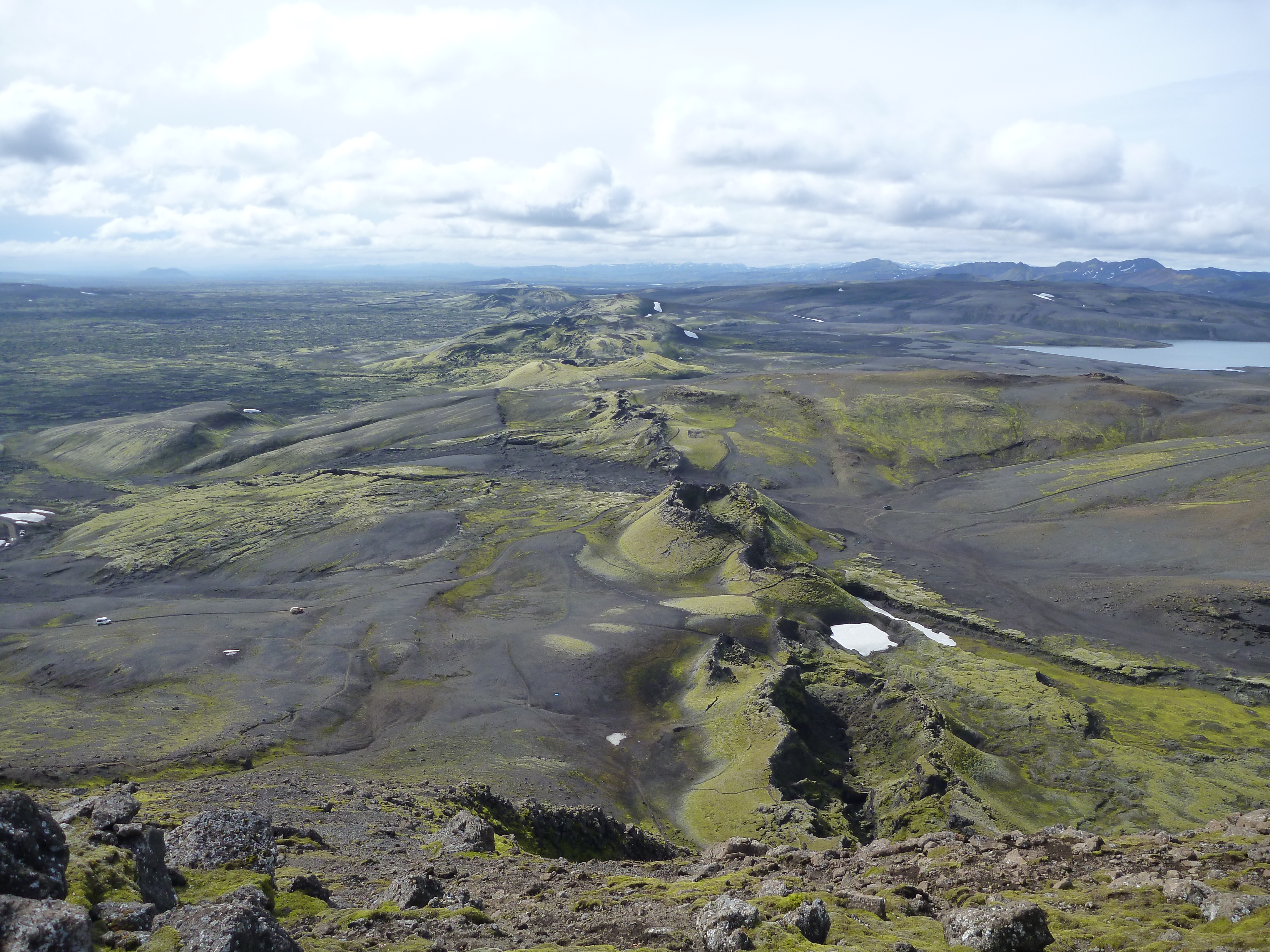
Puklinový systém Laki, Island

Trhlinové sopky (nebo také puklinové sopky) jsou přímé zlomy na zemském povrchu, jimiž vystupuje málo viskózní magma, zejména čedičového složení. Většina trhlin měří několik kilometrů, ale některé mohou být dlouhé až několik desítek kilometrů. Vyskytují se převážně na dně oceánů na divergentním rozhraní tektonických desek. Na pevnině je lze nalézt jen na několika místech. Například na Islandu, což je de facto nad oceán vystupující středoatlantický hřbet (divergentní rozhraní). Trhliny se orientují rovnoběžné s hlavní zlomovou linií. Je pro ně charakteristický neexplozivní efuzivní (výlevný) vulkanismus, někdy v podobě vysoké lávové fontány. Typické jsou tak lávové příkrovy, vyplňující nízko položená místa, čímž vznikají lávová pole. Nová trhlina se zpravidla otevírá na jiném místě než ta předchozí, často jen o několik set metrů vedle. Tento druh sopky nevytváří žádnou vyšší horskou strukturu. Nejznámější je trhlinový systém Laki na Islandu, zodpovědný za silnou a na plyny výjimečně bohatou erupci z let 1783–1784. Na povrch se za 8 měsíců dostalo 27 km dlouhou trhlinou 14,7 km³ roztavené horniny, která zaplavila 565 km². Trhlinové erupce menších rozměrů mohou doprovázet vulkanickou činnost stratovulkánů nebo štítových sopek.
Trhlinové sopky v minulosti stály za tzv. platóbazalty. Na zemský povrch se v průběhu několik set tisíc nebo několik milionů let dostalo masivními výlevy několik set tisíc až milionů km³ lávy. Tímto způsobem se zformovaly velké magmatické provincie, kde tloušťka čedičového příkrovu dosahuje až 3,5 km. Řadí se sem Sibiřské trapy v centrálním Rusku, Dekkánské trapy v Indii nebo Columbijské plató na západě USA.

#### Lávový dóm

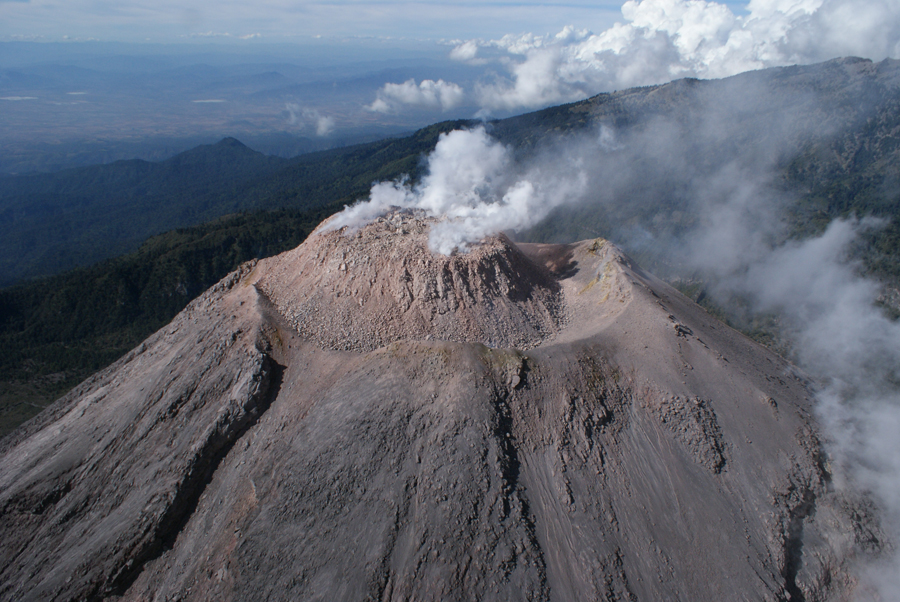
Lávový dóm na vrcholu mexické sopky Colima

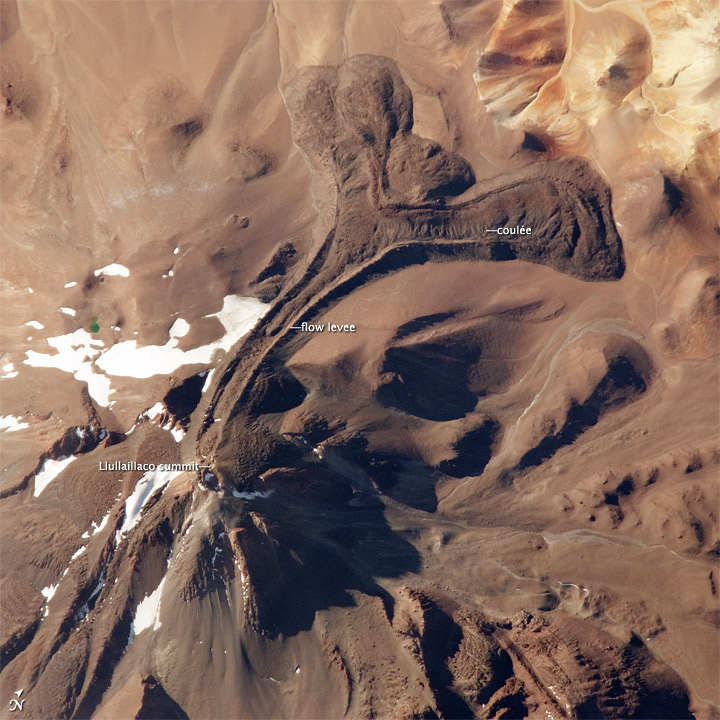
Coulée, Llullaillaco, Chile

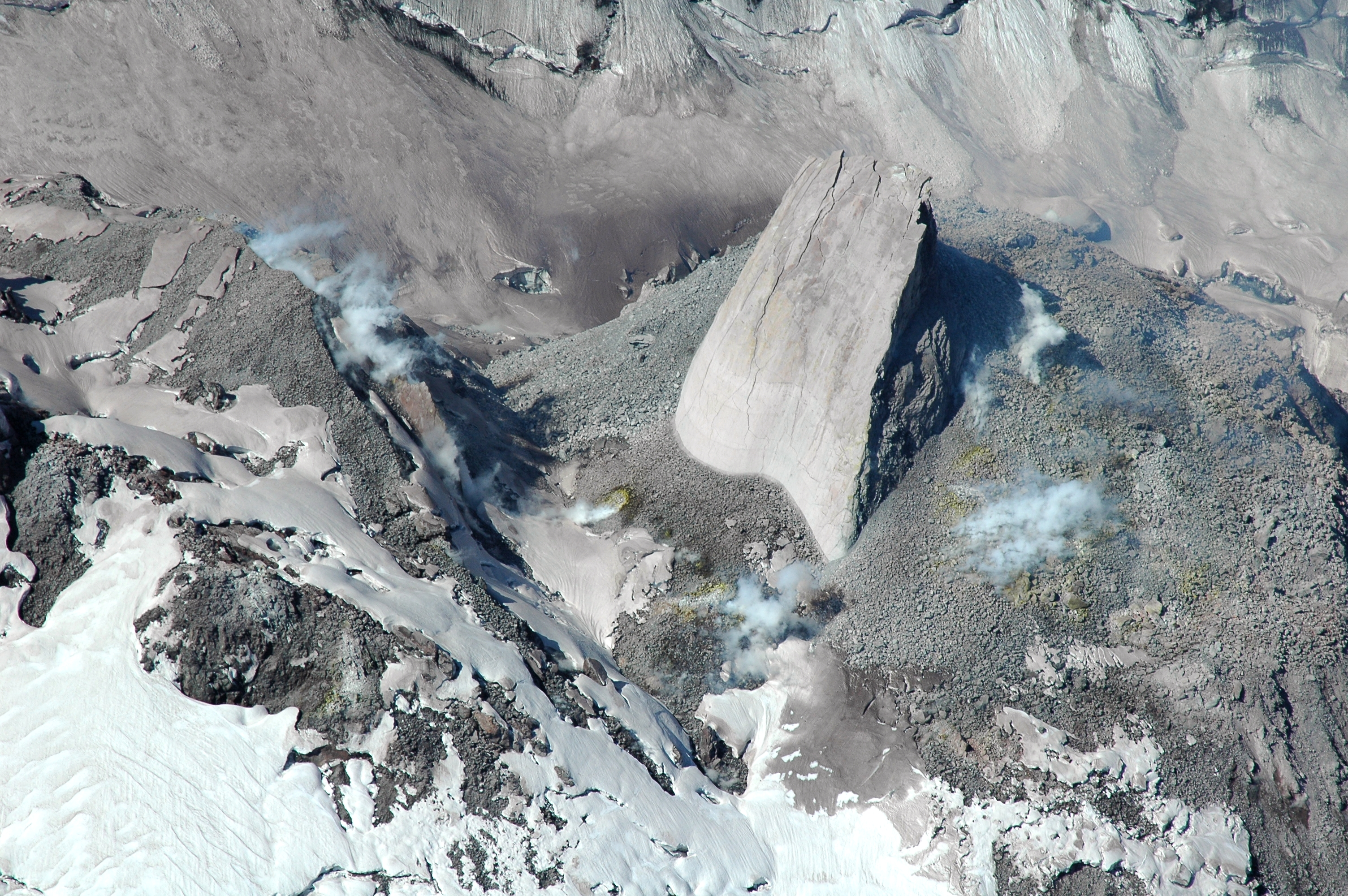
Lávová jehla v kráteru St. Helens

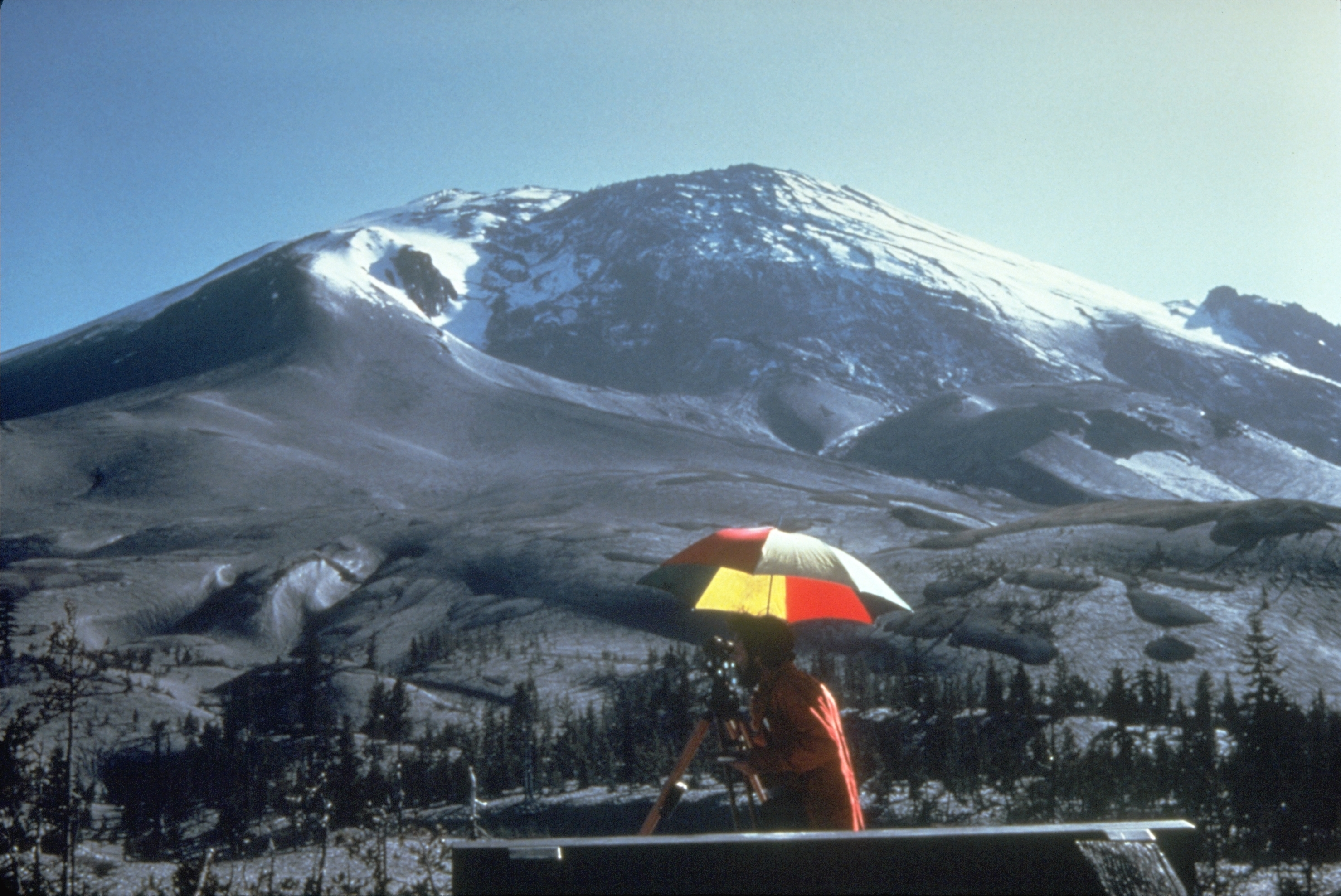
Kryptodóm, St. Helens, 1980

Lávový dóm (nebo také sopečný dóm) je extruze lávy, která na zemském povrchu utváří různě velká tělesa ve tvaru kupy, dómu či kopule. Formují se jak v sopečných kráterech či dně kalder, tak na svazích sopek. Mohou růst rychlostí až několik desítek metrů za den. Zhruba 6 % vulkanismu na Zemi tvoří právě aktivita sopečných dómu. Technicky vzato se jedná o lávové proudy, ale jejich viskozita je natolik vysoká, že nemohou proudit pryč od místa erupce, proto se vytlačovaný materiál hromadí na místě. Na šířku mohou měřit více než 1 km a dosahovat výšky několik set metrů. Dómy jsou závislé na magmata chudá na plyn, jelikož v opačném případě by nastala explozivní erupce a takový útvar by nemohl vzniknout. Mají nejčastěji andezitové nebo dacitové (Santa María), dále také ryolitové (Chaitén, 2010) nebo dokonce čedičové (Semeru, 1946). Jejich vývoj je nepředvídatelný v důsledku nestejnorodých vulkanických pochodů v přívodní dráze sopky. Procházejí různými procesy, jako je růst, kolaps, tuhnutí a eroze. Vnitřek aktivních dómů si udržuje vysoké teploty, což v případě jejich gravitačního zhroucení má za následek vznik žhavých a nebezpečných pyroklastických proudů. Právě kolapsy stojí za mnoho tragických událostí v minulosti. Tou nejhorší byla v roce 1902 erupce karibského vulkánu Mont Pelée na ostrově Martinik, kdy kvůli pyroklastickým proudům za jediný den zahynulo 30 tisíc lidí, kteří se vzhledem ke zhoršené se situaci ukrývali v pobřežním městě Saint-Pierre. Kromě vlastního sebezničení může zánik sopečných dómů způsobit i pokračující aktivita explozivního charakteru.
- Coulée – jsou podlouhlé sopečné dómy, které stekly do níže položených míst.[114] V podstatě jedná o jakýsi přechodný typ mezi běžným dómem a lávovým proudem. Mohou nabývat velmi velkých objemů a tloušťky několik set metrů. Jejich dosah obvykle nebývá větší než několik kilometrů, ale existují případy, kdy urazily vzdálenost více než 10 km. Největší známý coulée leží v Chile mezi stratovulkány Cerro del León a Paniri. Dosahuje nebývalého objemu 15 km³, tloušťky 400 m, přičemž na čelu je vysoký až 700 m. Díky strmému svahu se dokázal dostat až 14 km od zdroje extruze. Další příklady lze také nalézt u Llullaillaco a na jiných místech jihoamerických And.[3][115]
- Lávová jehla – je vertikální obdoba dómu z koherentního magmatu, ve tvaru jakési věže s hladkými stranami, která je tlakem spodní roztavené horniny vytlačovaná ze sopečného jícnu. Může být tvořena horninou, jež utuhla těsně předtím, než byla vytlačena na zemský povrch. Lávové jehly jsou vzácné, jelikož procesy vedoucí k jejich tvorbě vyžadují zvláštní podmínky. Tyto struktury jsou velmi nestabilní a vždy jsou odsouzené ke kolapsu, což může zahrnovat produkci pyroklastických proudů. [115]
- Kryptodóm – je velmi mělká intruze magmatu. Vzniká v momentě, když se tavenina dostane blízko povrchu, ale nepronikne na něj. Magma se tak hromadí těsně pod ním. Tento mělký průnik svým rostoucím objemem zvedá nadložní vrstvy a tím tvoří na povrchu vybouleninu, která nápadně připomíná lávový dóm.[115] Jako ukázkový příklad lze uvést kryptodóm na americkém stratovulkánu Mount St. Helens během jara roku 1980.[116]

#### Sypaný kužel

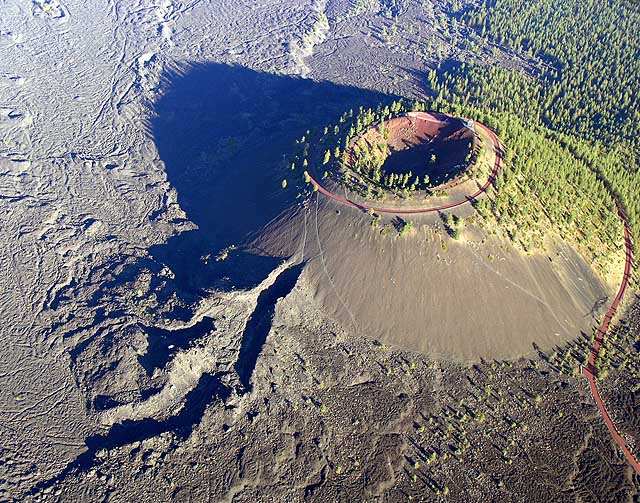
Lava Butte v USA, více než 7 tisíc let starý sypaný kužel

Sypané kužele (nebo také pyroklastické, struskové či škvárové kužele) jsou malá vulkanická tělesa s centrálním kráterem a příkrými svahy se sklonem 30 až 40°. Vznikají krátkodobými (v 50 % skončí po 30 dnech) a nízkoobjemovými erupcemi, proto dosahují malých rozměrů. Výška kuželů se nejčastěji pohybuje od 30 do 400 m a většinou nepřesahuje 500 m. Tvoří-li se za silného převládajícího větru, nabývají asymetrického tvaru, přičemž na závětrné straně dosahuje okraj kráteru větší výšky než na návětrné. Obecně se jedná se o monogenní sopky, takže po skončení erupce se stávají definitivně vyhaslými. Mohou se vyskytovat zcela samostatně, někdy ve velkých počtech na tzv. sopečných polí, nebo se objevovat na svazích jiných polygenních sopek (stratovulkánech, štítových sopkách a kalder) jako tzv. parazitické kužele. Formují se během sopečné aktivity, kdy se vymrštěné kusy lávy stačí ve vzduchu během svého pádu dostatečně ochladit na to, aby se při dopadu vzájemně nespojovaly. Tato struska se tak ukládá v blízkosti sopečného jícnu. Erupce jsou explozivní, nižší intenzity a převážně strombolského typu. Mohou se objevovat jak lávové fontány, tak proudy lávy. Ta má nejčastěji čedičové nebo intermediální (např. andezitové) složení. Sypané kužele vznikají pouze v suchém prostředí. Dostane-li se stoupající magma, které by za normální situace vytvořilo na povrchu sypaný kužel, do kontaktu s podzemní nebo povrchovou vodou, vznikají zcela jiné vulkanické útvary: tufový kužel, tufový prstenec nebo maar.
Mezi sypané kužele se řadí Paricutín v Mexiku, Sunset Crater v Arizoně. Vícero struskových kuželů, jakožto parazitických kuželů, lze nalézt na svazích italského stratovulkánu Etna. V Novém Mexiku se nachází sopečné pole Caja del Rio s více než šedesáti kužely. Na základě satelitních snímků bylo navrženo, že tyto struktury se mohou vyskytovat i mimo Zemi; na povrchu Marsu a Měsíce.

#### Tufový kužel

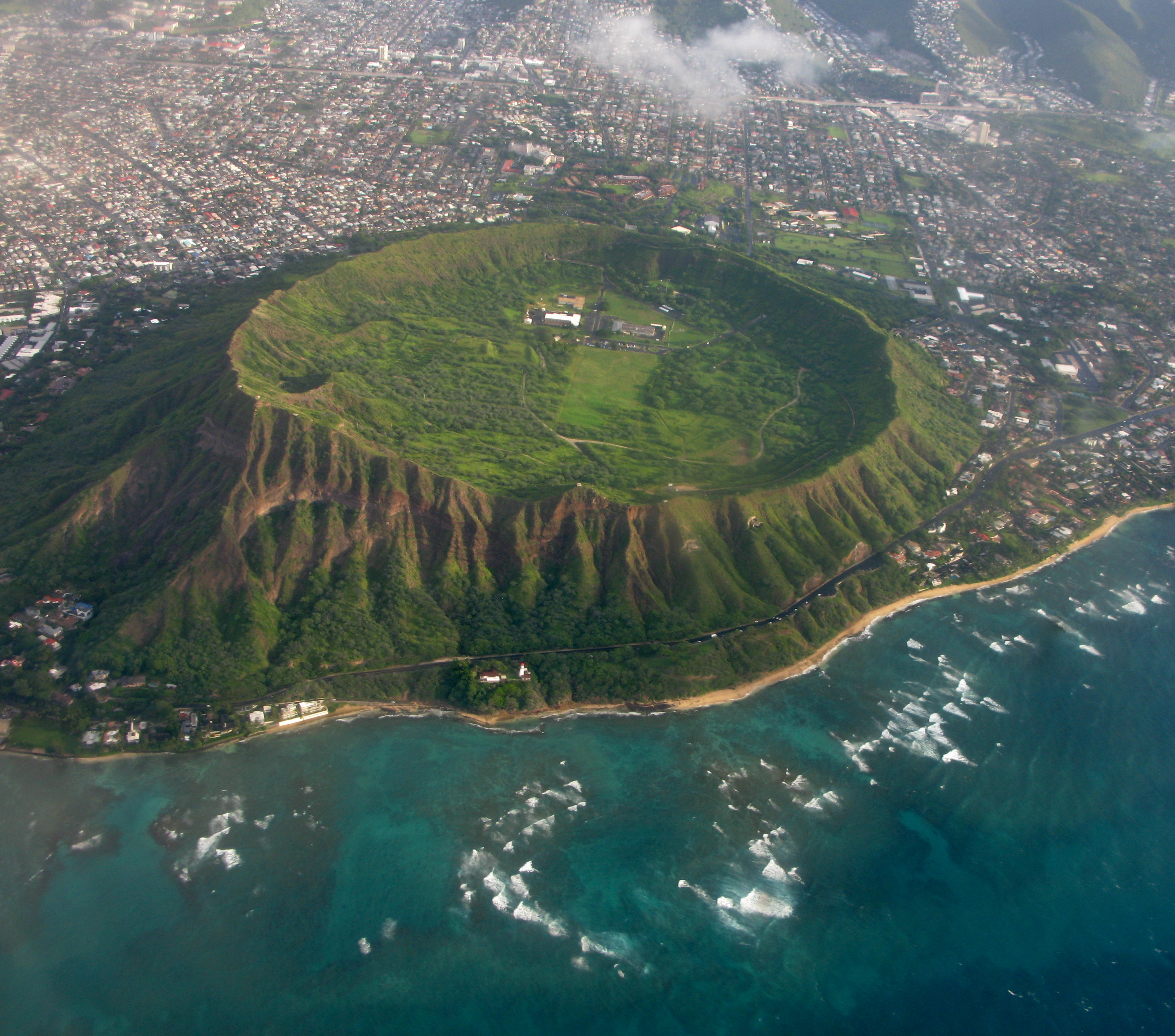
Tufový kužel Diamond Head na havajském ostrově Oahu

Tufový kužel je konický útvar se strmými svahy, širokým a mělkým kráterem. Vzniká freatomagmatickými erupcemi, když se stoupající magma dostane s mělkou povrchovou vodou. Tím se liší od sypaných kuželů, formující se výhradně bez účasti vody. Freatomagmatickými erupcemi rovněž vznikají tufové prstence a maary, s nimiž může mít shodné půdorysné rozměry (průměr). Výškově se však liší, okraje tufových kuželů mohou čnít do výšky až 300 m.

#### Tufový prstenec
Tufový prstenec je kuželovitý útvar s rozměrným a mělkým kráterem, který obvykle není vyplněn kráterovým jezerem. Okraje prstenců nepřesahují výšku 50 m. Předpokládá se, že vznikají podobně jako maary freatomagmatickými erupcemi, ale interakce stoupajícího magmatu a podzemní vody se odehrává v mělčích hloubkách blíže k povrchu.

#### Maar

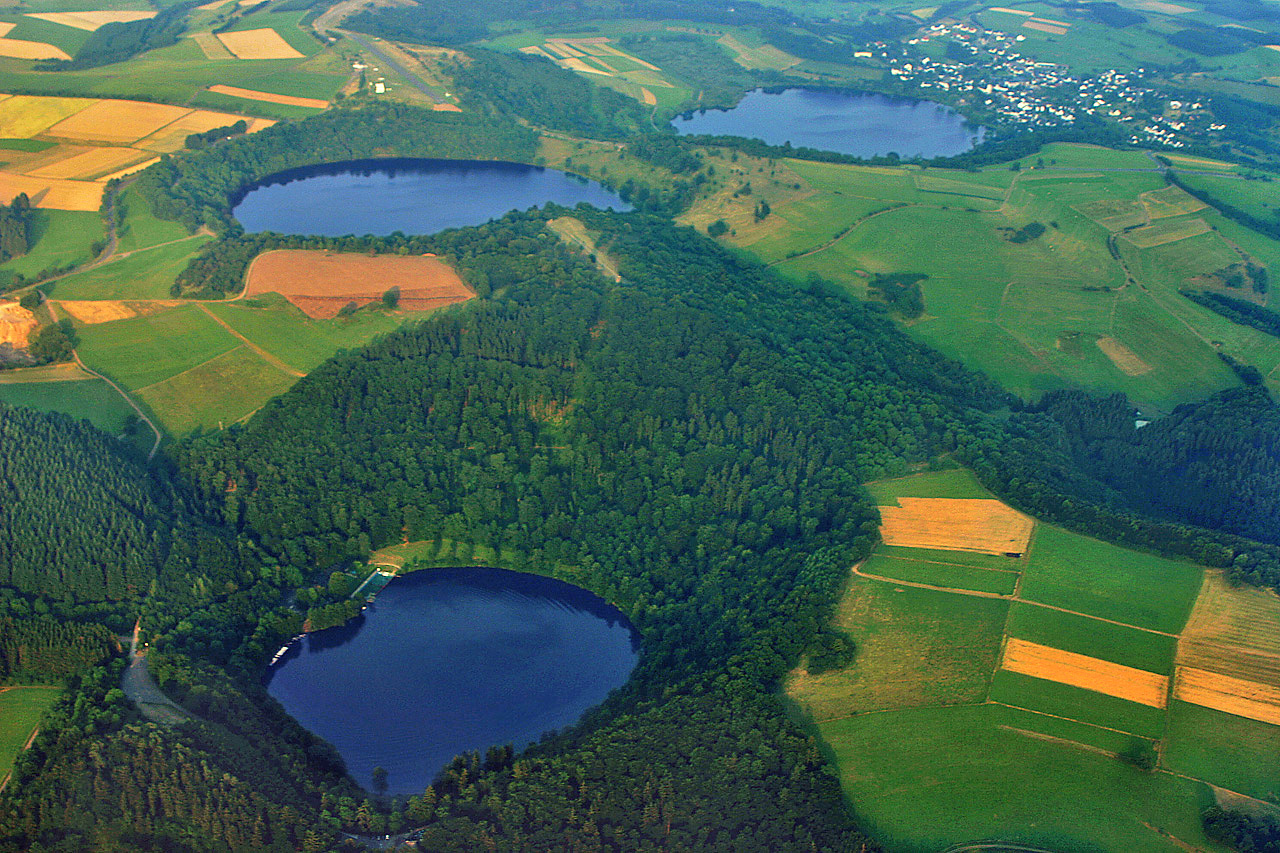
Tři maary v pohoří Eifel, ležící u města Daun na západě Německa

Maar je vulkán bez sopečného kužele, ležící pod úrovní okolního terénu. Má podobu prohlubně kruhového, někdy oválného tvaru. Dno je ploché a výškově leží pod úrovní terénu z přederupční doby. Vznikají, když se stoupající magma dostane do kontaktu s podzemní vodou, čímž nastane bouřlivá interakce v podobě explozivní erupce freatomagmatického typu. Tím se vyhloubí kotlovitá prohlubeň, jejíž okraje může lemovat tufový val, tvořeným ukládáním pyroklastik a nepřesahující výšku 30 m. Maary se mnohdy vyskytují ve skupinkách. Podzemní část se nazývá diatréma a sahá do hloubky až 2 km. Na základě stratifikace brekcií, pyroklastik a sedimentů, kterými je vyplněna, ji dělíme na dvě části. Ve spodní je materiál chaoticky rozdistribuován, kdežto v té horní je vrstven s patrným úklonem směrem do středu. Když maary vyhasnou, velmi často se naplní vodou, jelikož jejich dno leží pod úrovní okolního terénu. Taková jezera se mohou jevit obyčejně, přičemž jejich sopečný původ nemusí být běžnému člověku ihned patrný.
Zhruba 75 maarů lze nalézt na západě Německa v pohoří Eifel. Více než polovina z nich není vyplněna jezerem. Poslední erupce se zde odehrály krátce po konci poslední doby ledové před 10,9 až 10,6 tisíci lety. Ta nejnovější je dokonce mladší než poslední erupce tamějšího, dosud aktivního vulkánu Laacher See. Některé jsou však výrazně starší, kvůli čemuž se na nich podepsala eroze. V průběhu tisíců let byly zaneseny sedimenty a jejich rysy proto nejsou tak dobře patrné. Největší známé maary se nacházejí na severozápadě Aljašky. Mají průměr od 4 do 8 km, hloubka činí až 300 m a datují se do svrchního pleistocénu.

#### Vulkanický komplex
Vulkanický komplex (nebo také komplexní sopka nebo složená sopka) je uskupení vícero příbuzných sopek, které se mohou navzájem překrývat. Formují se v důsledku změn v erupčním stylu nebo přemístění erupčních center. Takovou sopkou je Banahaw na Filipínách, skládající se ze tří stratovulkánů, včetně několika maarů v nejbližším okolí. Sopečný komplex může nahradit stávající těleso stratovulkánu, které silnou erupcí pliniovského typu zaniklo vytvořením kaldery. Uvnitř ní, případně na jejích okrajích, může pozdější sopečnou aktivitou započít růst lávových dómů a sypaných kuželů. Současná Yellowstonská kaldera v USA překrývá dvě starší, což je dáno pohybem severoamerické tektonické desky přes horkou skvrnu. Mezi komplexní sopky dále patří: Vesuv, Pacaya, Puyehue aj.

## Produkty
Materiál, který je vyvrhován při sopečných erupcí lze rozdělit do tří typů:
- Láva: název pro magma, když se dostane na zemský povrch.[30]
- Vulkanoklasty: různě velké úlomky lávy, vyvržené při sopečné erupci.
- Sopečné plyny: směs plynů tvořená většinou vodní párou, oxidem uhličitým a sloučenin síry (oxid siřičitý nebo sirovodík).

### Láva

#### Složení

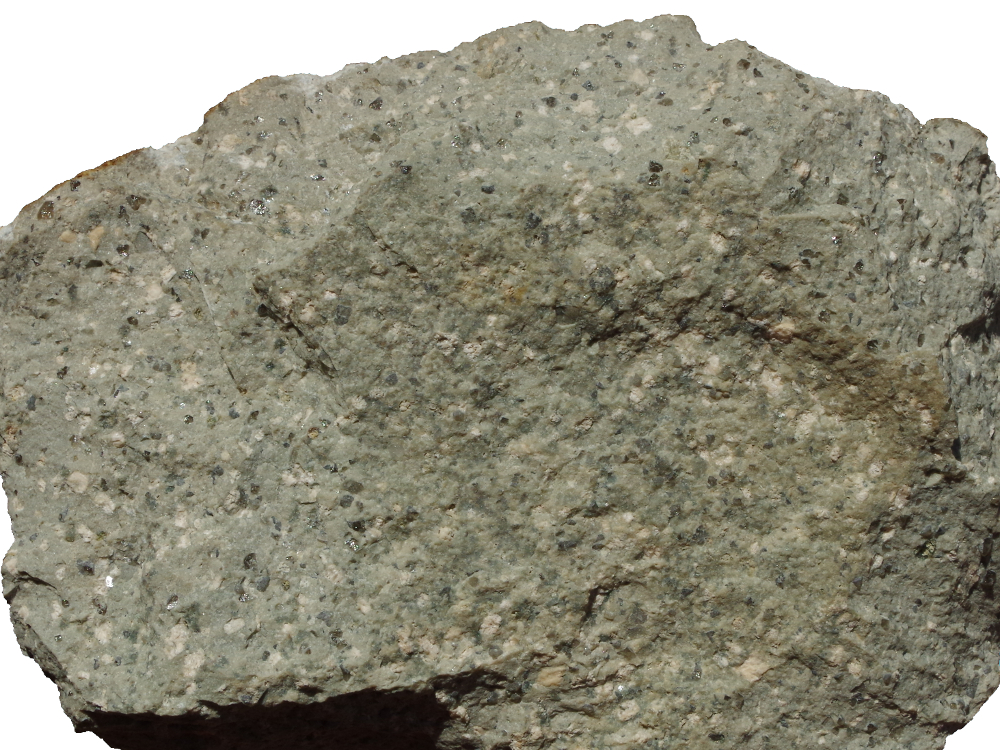
Ryolit, Česko

Magmata vznikají ve spodní části zemské kůry a v svrchní části pláště. Většina z nich jsou bohatá na oxid křemičitý (SiO2) a označují se jako silikátová magmata. Převažují v nich dva chemické prvky, křemík s kyslíkem – nejhojnější prvky v zemské kůře. Dále obsahují i hliník, vápník, hořčík, železo, sodík, draslík a mnoha dalších v menším množství. Tyto prvky jsou vázány v minerálech, mezi něž patří: živce, foidy, olivín, pyroxeny, amfiboly, slídy a křemen. Protože je známo, že řada mechanických vlastností (např. viskozita a teplota) koreluje s obsahem oxidu křemičitého, jsou silikátová magmata rozděleny do čtyř chemických typů, založených na obsahu této sloučeniny. Patří sem: felsické (kyselá), intermediální, mafické (bazické) a ultramafické (ultrabazické).
- Felsická: mají obsah oxidu křemičitého vyšší než 63 %. Mezi ně se řadí ryolitové a dacitové lávyy. Teplota je relativně nízká, dosahuje okolo 650 až 800 °C. S takto vysokým obsahem SiO2 jsou extrémně viskózní (hůře tekutá), kvůli čemuž (za předpokladu silného nasycení sopečnými plyny) způsobují silně explozivní erupce, fragmentaci magmatu a produkci pyroklastik. Při nízkém nasycení naopak dochází k jejich nevýbušnému vytlačování v podobě lávové jehly či lávového dómu.[41][53]

- Intermediální: obsahují 52 % až 63 % oxidu křemičitého.[141][53] Teplota činí 850 až 1 100 °C. Nejhojněji rozšířeným intermediálním vulkanitem je andezit, vyskytující se u stratovulkánů (např. jihoamerické Andy – podle nich pojmenován). Hojně tvoří lávové dómy a blokové lávové proudy.[41]

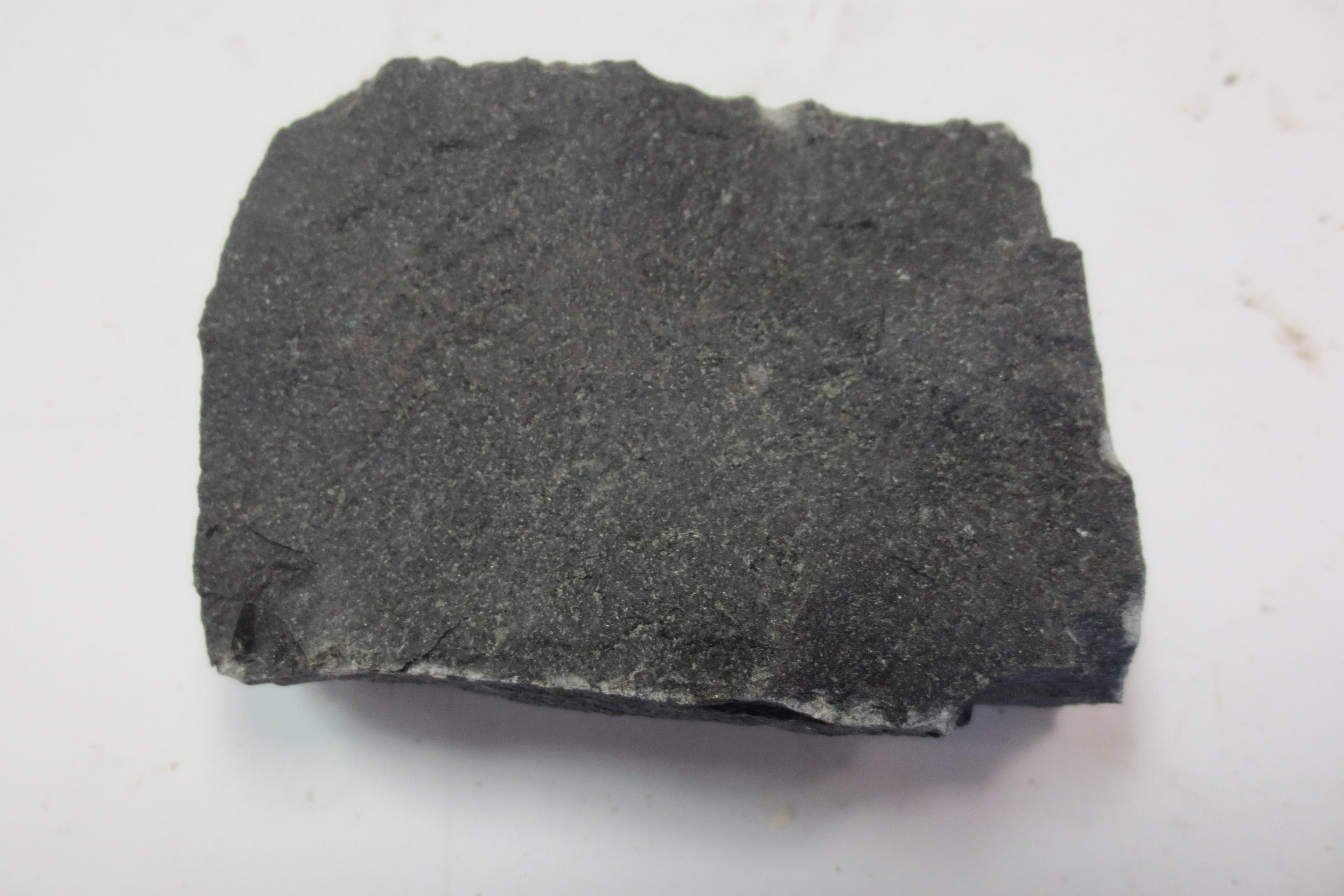
Čedič

- Mafická: mají obsah oxidu křemičitého 52 % až 45 %. Jejich teplota se při dosažení zemského povrchu pohybuje okolo 1 100 až 1 200 °C.[53] Typickým příkladem mafitů je čedič. Viskozita je nízká (dobře tekutá), kvůli čemuž mají výbornou tekutost a lávové proudy s tímto složením mohou dosáhnout velkých vzdáleností.[41]

- Ultramafická: neobsahují víc než 45 % oxidu křemičitého. Nejrozšířenějšími zástupci těchto hornin jsou pikrit, boninit či extrémně hořečnatý komatiit. Komatiity obsahují přes 18 % oxidu hořečnatého a předpokládá se, že jejich teplota dosahuje až 1 600 °C.[53]

- Alkalická magmata: Některá křemičitá magmata mají zvýšený obsah oxidyů alkalických kovů (sodíku a draslíku). Je pravděpodobné, že budou pocházet z větších hloubek v zemském plášti.[53][142]

Dále ještě existují vzácná nesilikátová (nekřemičitá) magmata velmi neobvyklého složení. Zahrnují:
- Karbonatitové: se ze 75 % skládají z uhličitanových minerálů. V současnosti takovou lávu produkuje Ol Doinyo Lengai v Tanzanii. Je extrémně tekutá (její viskozita je o něco větší než je viskozita vody) a velmi chladná. Teplota, dosahující pouhých 491 až 544 °C, je natolik nízká, že roztavená hornina nevydává dostatek světla, aby ve dne svítila, a proto se jeví jako černá kapalina.[143]

- Sirné proudy tvoří síra v tekutém skupenství, s teplotou tání 115 °C. Zaznamenána byla u sopek Ijen, Širetoko-Iwo-zan nebo Mauna Loa.[144]

- Magmata oxidu železa se kvůli vzájemné nesmísitelnosti separovaly od primárního vápenato-alkalického nebo alkalického magmatu.[145][146]

#### Typy lávových proudů

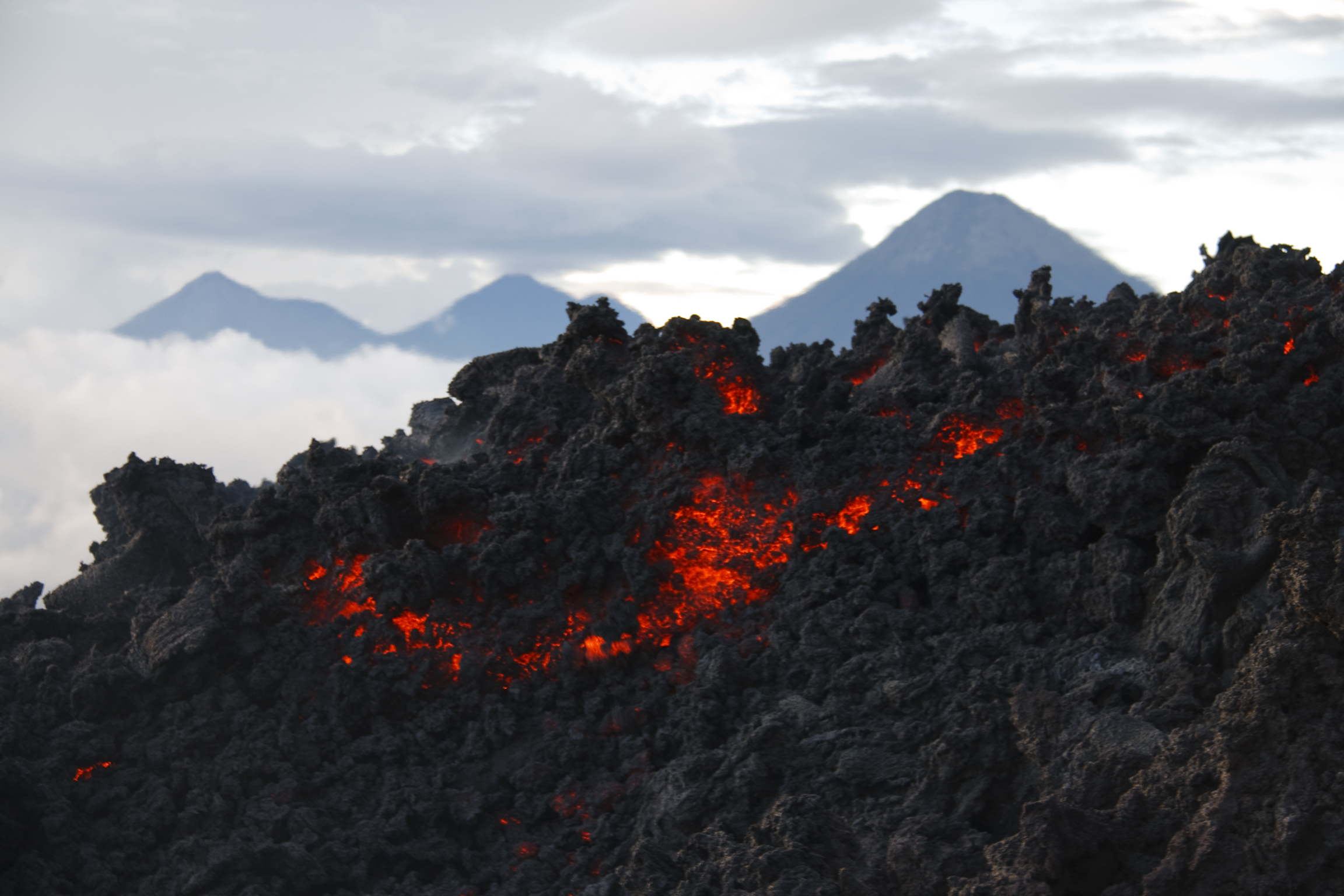
Láva typu aa, guatemalská Pacaya

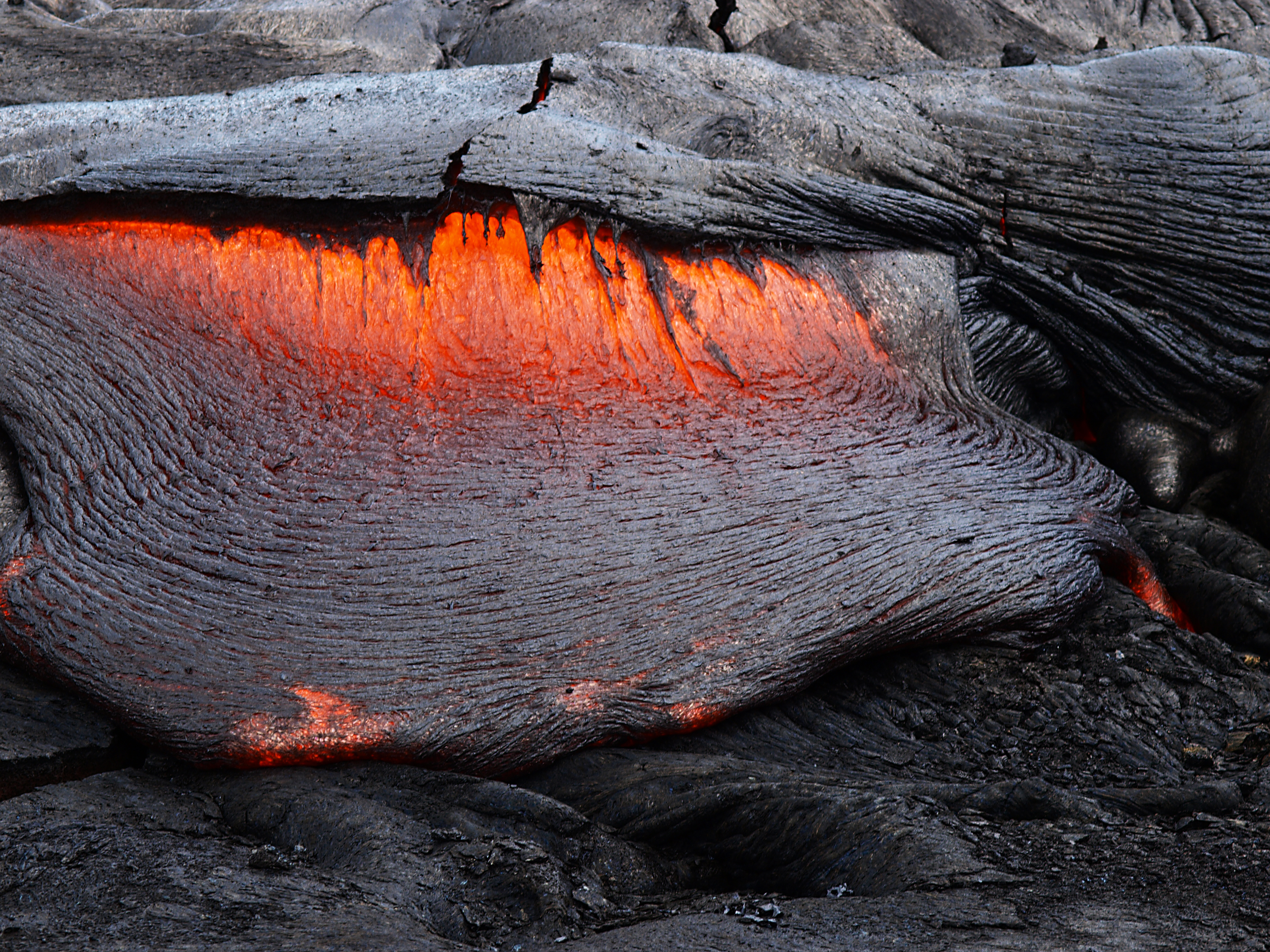
Láva typu pahoehoe, havajská Kilauea

Morfologie láv, podle níž se rozeznávají různé typy lávových proudů, je ovlivněná složením, obsahem (SiO2), rychlostí výstupu, teplotou, obsahem plynů, pohybem krystalů atd.
- Aa: je viskózní láva, jež má charakteristický drsný a štěrkovitý povrch, složený z rozbitých kousků horniny.[41][149][150] Aa láva se od pahoehoe nápadně liší vzhledem.[3] Oproti pahoehoe má aa větší obsah oxidu křemičitého (SiO2), vyšší viskozitu a menší teplotu.[151][152] Rychlost proudění je mnohdy menší než rychlost chůze.[148]

- Pahoehoe: je láva s hladkým, vlnitým nebo provazcovitým povrchem. Tento rys je zapříčiněn pohybem velmi tekuté lávy pod tuhnoucí povrchovou krustou. Obsahuje velmi málo oxidu křemičitého, jenž se projevuje nízkou viskozitou a špatnou přilnavostí. Dosahuje teploty 1 100 až 1 200 °C.[53] Je velmi dobře pohyblivá, v některých případech může urazit vzdálenost více než 10 km.[148][41][3][3][53]

- Bloková láva: je typická pro ryolitové nebo andezitové lávy ze stratovulkánů. Chová se podobně jako láva typu aa, ale její vyšší viskozita způsobuje, že při tuhnutí tvoří ostrohranné bloky. Oproti lávám aa se ze svahu pohybují mnohem pomaleji a mají větší mocnost.[41][153]

- Polštářová láva: je zvláštním druhem, vznikající prostřednictvím kontaktu s chladným vodním prostředím na dně oceánů či jezer. Voda lávu na jejím povrchu okamžitě ochlazuje, což má za následek vytvoření „polštáře“ s typicky sklovitou povrchovou strukturou.[154]

### Vulkanoklasty

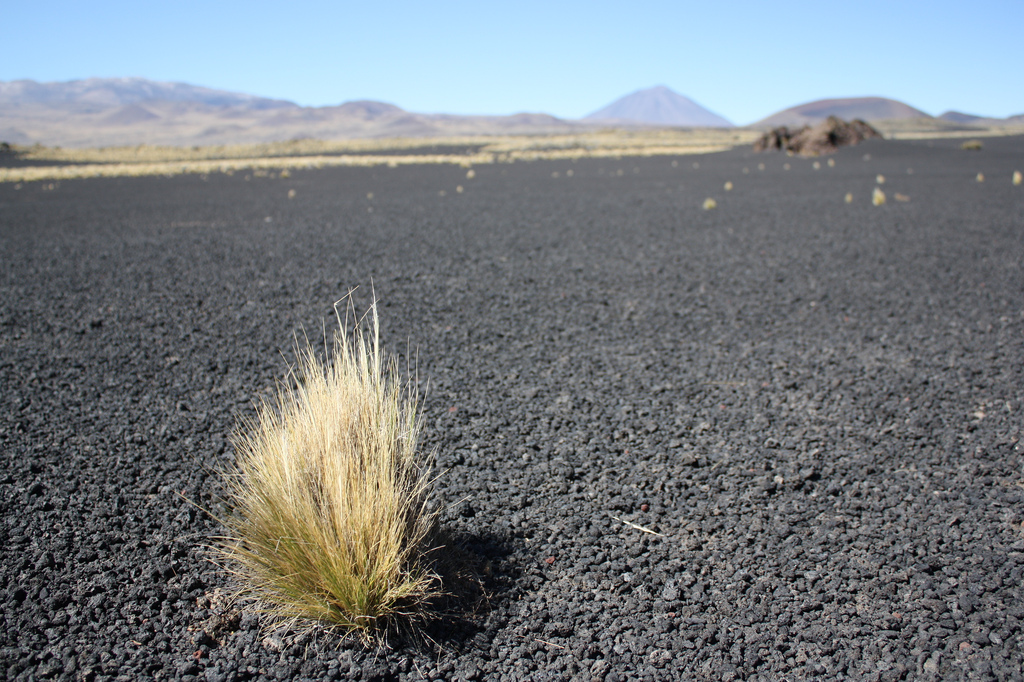
Lapilli (sopečná struska)

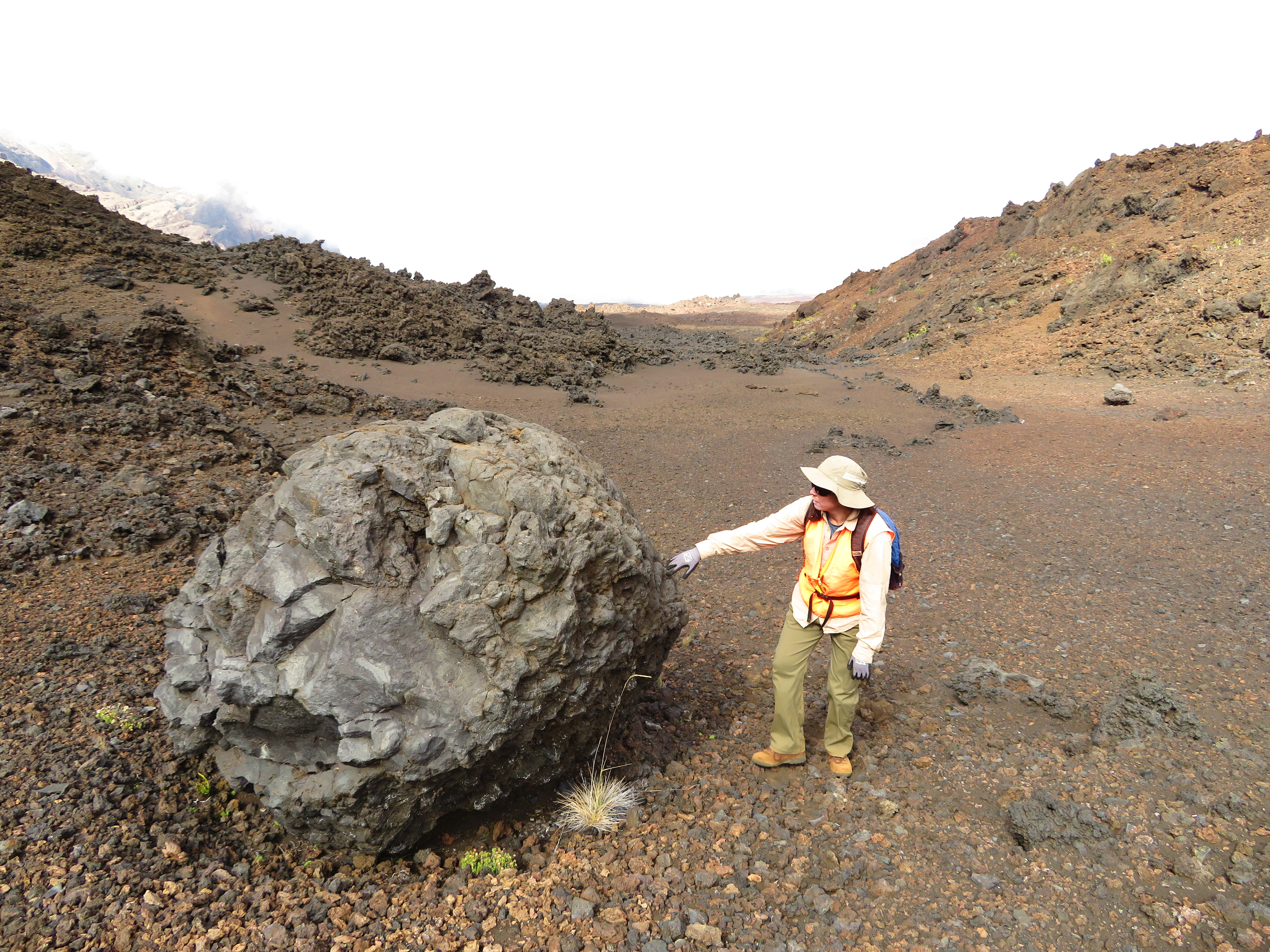
Lávová bomba na havajském ostrově Maui

Vulkanoklasty označuje širokou škálu různě velkých úlomků extruzivních hornin. Charakteristickým znakem je přítomnost vulkanického skla.

#### Podle velikosti zrn
- sopečná bomba – nad 64 mm
- lapilli (sopečná struska) – 2 až 64 mm
- hrubý sopečný popel – 0,063 až 2 mm
- jemný sopečný popel – pod 0,063 mm[155][156]

#### Podle mechanismu vzniku
Vulkanoklastické horniny se rozdělují podle mechanismu, jakým došlo k jejich vzniku, na:
- pyroklastika – k fragmentaci (magmatu) dochází přímo během explozivní erupce.[157] Mezi pyroklastika patří:
  - Tefra – je akumulace pyroklastického materiálu, který ještě nebyl zpevněn. Projde-li konsolidací (postupné zmenšování objemu pomocí tlaku – zpevňování), vzniká tuf nebo tufit.[158][159]
  - Pemza – je silně pórovité (zpěněné) sopečné sklo s hrubou texturou. Pórovitost činí až 64–85 % jejího objemu, díky čemuž pemza umí plavat na vodě.[160][161][162][163]

- epiklastika – jsou klasty fragmentované v důsledku zvětrávání již utuhnutých láv a zpevněných pyroklastik. Mezi epiklasty řadíme i depozita laharů.[164][165][166]

- hyaloklastika (vitroklastika) – vznikají při přímém kontaktu lávy s vodním prostředí.[30][166]

- autoklastika – jsou ostrohranné úlomky, tvořící se brekciací pohybujícího se lávového proudu.[166][41]

### Sopečné plyny
Sopečné plyny se do atmosféry uvolňují, jak u aktivních či spících sopek, tak v oblastech s postvulkanickou aktivitou. Základem všech sopečných plynů je vodní pára (50–90 %), oxidem siřičitým (5–25 %) a oxidem uhličitým (3–25 %). Průduchy, kterými volně unikají do atmosféry se dělí na tři druhy. Fumaroly emitují plyny o teplotě 200–800 °C, s hlavním podílem vodní páry. Převažují-li sirné plyny s teplotou 100–250 °C, jedná se o solfatary. Průduchy, vypouštějící převážně oxid uhličitý s teplotou menší než 100 °C, se nazývají mofety a nejčastěji se nacházejí v oblastech s postvulkanickou aktivitou.

## Sopečné erupce
Styl sopečné činnosti je zásadně ovlivňován chemickým složením magmatu (procentuálním podílem oxidu křemičitého), viskozitou magmatu, mírou nasycenosti sopečnými plyny a přítomností vody.

### Podle charakteru

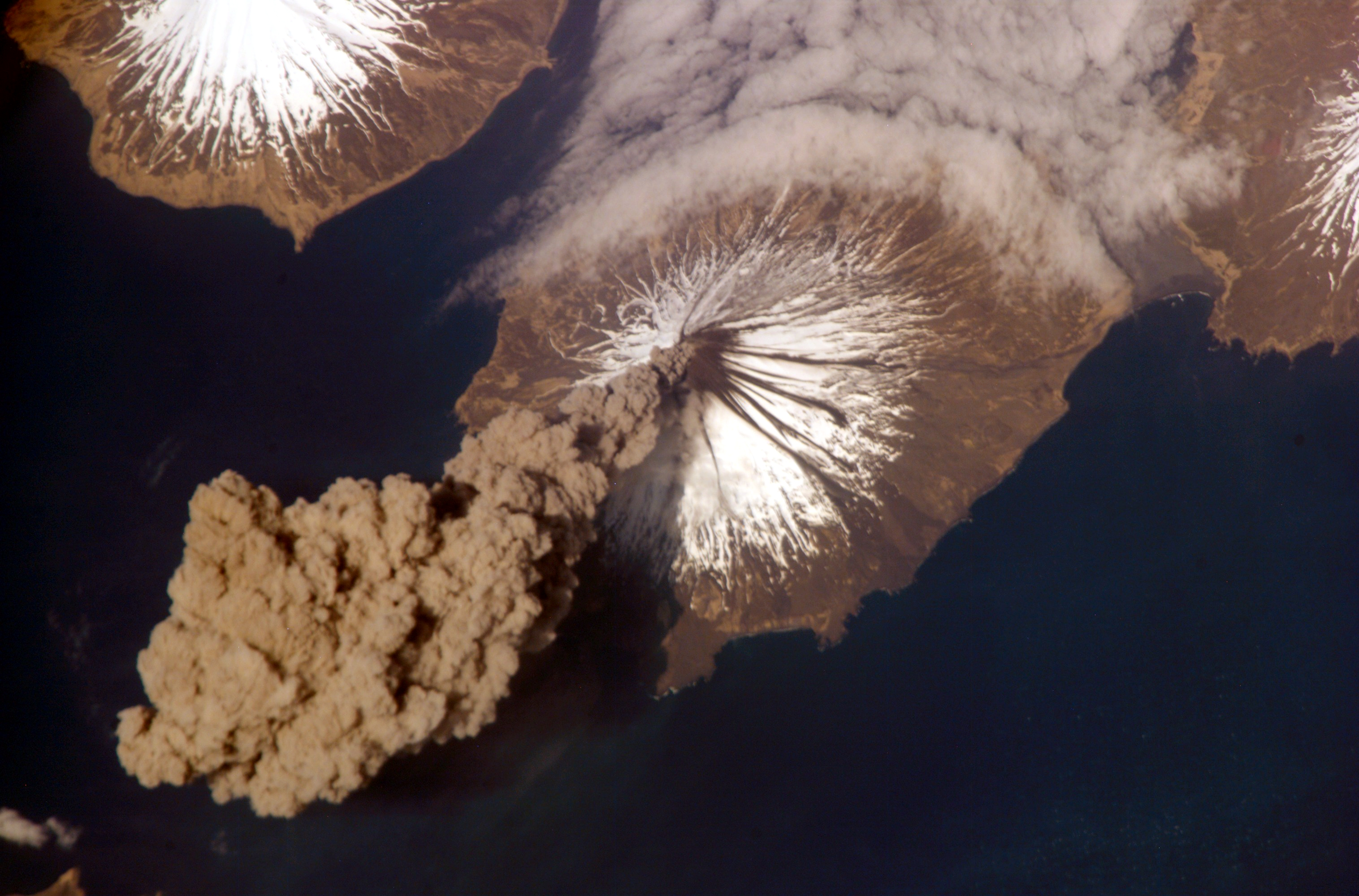
Explozivní erupce

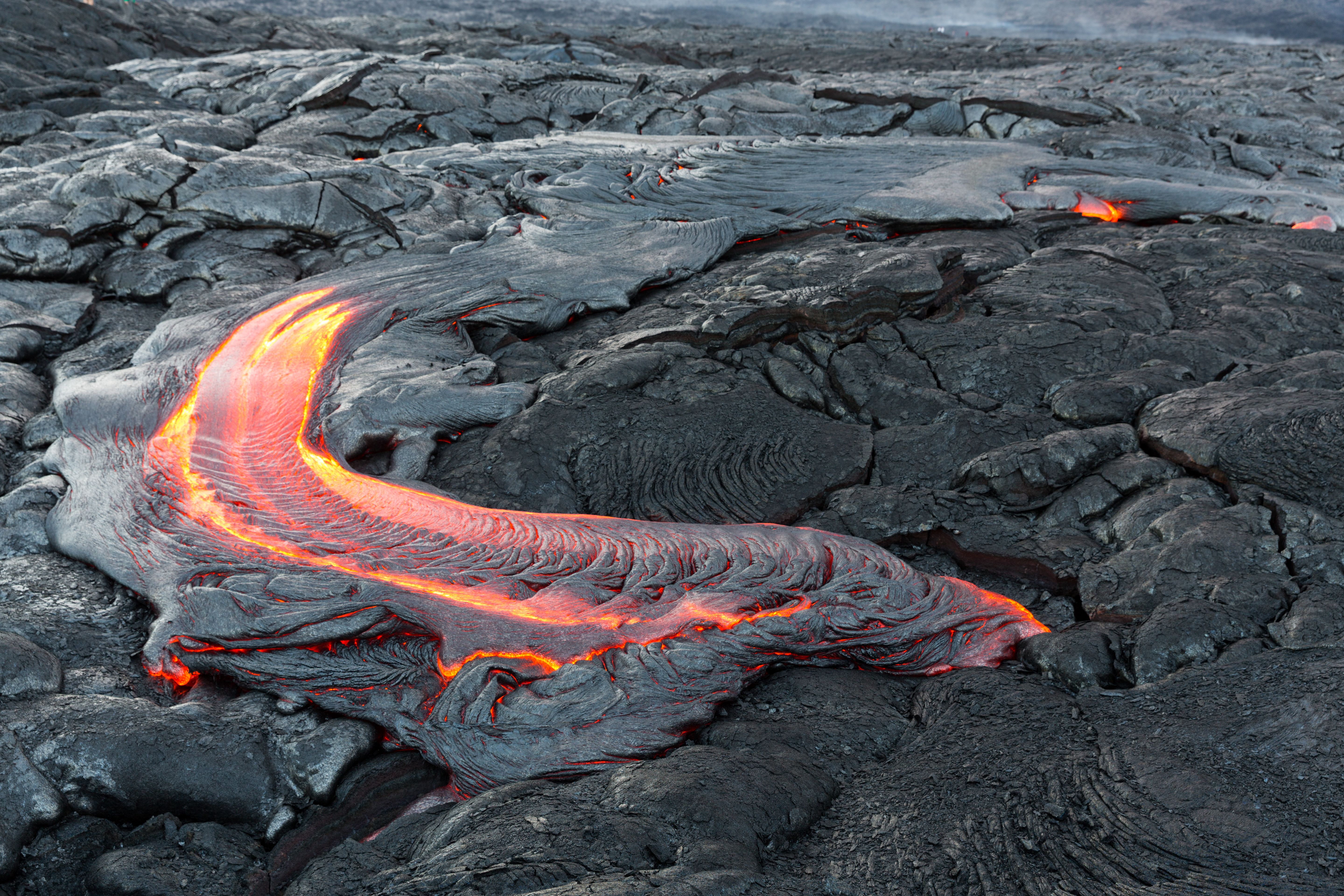
Výlevná erupce

- Výbušná (explozivní) – je bouřlivá sopečná erupce, která do okolí prudce vyvrhuje sopečný materiál. Její výbušnost je způsobena velkým množství rozpuštěných plynů a viskózním (špatně tekutým) magmatem. Rozpuštěné plyny vlivem této vlastnosti nemohou volně uniknout a v tavenině je tak mimořádný tlak. Značný rozdíl vůči mnohem menšímu atmosférickému tlaku, během výstupu na povrch, má za následek výbušné uvolnění těchto plynů. Při uvolnění energie je do okolí vyvrhován sopečný materiál v podobě kusů lávy a pyroklastik. Výbušné erupce mají na svědomí 95 % všech obětí sopečné činnosti.[171][172]

- Výlevná (efuzivní) – je klidná erupce, při které láva pouze volně vytéká na povrch. Z dobře tekuté taveniny mohou totiž sopečné plyny volně unikat do atmosféry a proto tyto erupce postrádají jakoukoliv výbušnost. Při větším nasycení sopečnými plyny se mohou objevovat lávové fontány. V případě viskóznější lávy s vysokým obsahem oxidu křemičitého naopak dochází k produkci méně mobilních lávových proudů (typ aa nebo bloková láva) nebo sopečných dómů.

### Podle mechanismu

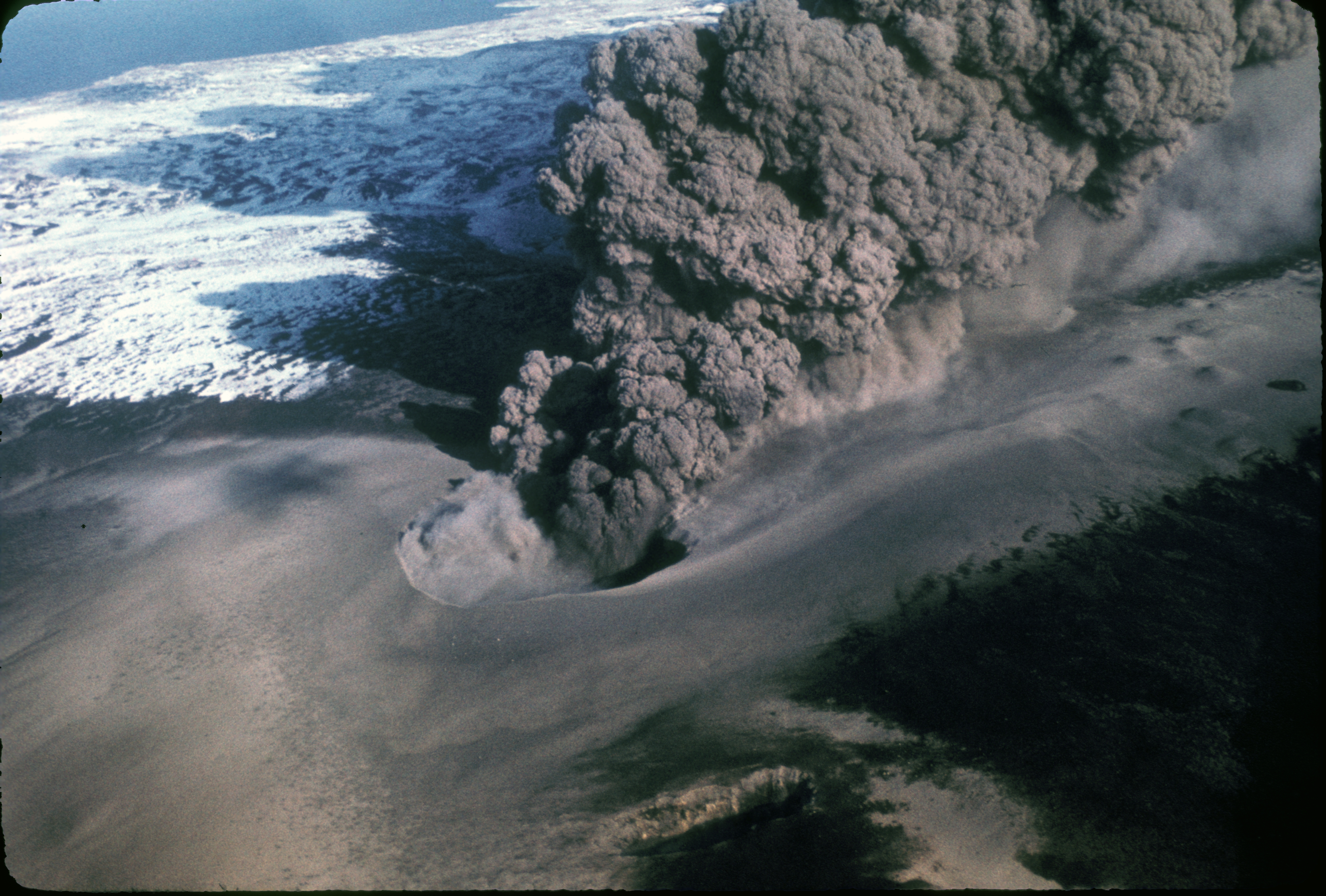
Freatomagmatická erupce maaru

- magmatické – jsou erupce bez účasti vody, které pohání především expanze plynné složky v magmatu, v důsledku klesajícího okolního litostatického tlaku.[173]
- hydrovulkanické – hydrovulkanické erupce jsou erupce, kdy se magma dostává do přímého nebo nepřímého kontaktu s vodou. Dělí se na dva typy:
  - Freatomagmatické – vznikají přímým kontaktem magmatu s vodou. Velký teplotní rozdíl mezi těmito dvěma látkami vede k přemění vody v páru, jejíž expanze (pára má 1 700× větší objem než voda)[174] rapidně zvyšuje tlak a tím explozivitu a sílu erupce. To má za následek vyšší míru fragmentace magmatu.[175]
  - Freatické – jsou výbuchy horké páry. Oproti magmatickým a freatomagmatickým mají mnohem nižší intenzitu. Nastávají tehdy, když teplo z nedaleko umístěného magmatu zahřeje podzemní nebo povrchovou vodu. Vzniklá expandující pára rapidně zvýší tlak, což vede k explozivní erupci. Ta kromě páry může také vyvrhovat sopečný popel a vystřelovat sopečné bomby.[3] Freatické erupce se vyznačují svou nepředvídatelností.[176][177][178]

### Podle intenzity
K měření intenzity sopečné erupce je možné použít několik různých klasifikačních metod. Stěžejním parametrem je množství vyvrženého sopečného materiálu a zároveň se posuzuje trvání erupce či výška erupčního sloupce. Určit množství vyvržené hmoty na základě depozitů není jednoduché. Vrstvy mohou mít na malé ploše proměnou tloušťku, složitý vzor distribuce (daný tehdejší meteorologickou situací) a mohou se usazovat v různých prostředí (na souši nebo na dně vodních ploch). Postupem času degradují působením eroze. Obzvlášť citlivá jsou například špatně konsolidovaná ložiska tefry, což má posléze negativní vliv na stanovení objemu erupce.
Index vulkanické aktivity VEI (Volcanic Explosivity Index), vyvinut roku 1982, je široce užívanou škálou pro klasifikaci sopečných erupcí na základě jejich velikosti a intenzity. Číselná stupnice (od VEI 0 do VEI 8) je logaritmická, což znamená, že s každým stupněm množství vyvržené množství hmoty vzrůstá 10×. S nejnižším a nejslabším indexem VEI 0 jsou spojeny neexplozivní erupce s nízkoobjemovými lávovými proudy. Indexem VEI 5 je ohodnocena například slavná erupce Vesuvu v roce 79, index VEI 6 je připsán erupci Krakatoi roku 1883. Nejvyššího indexu VEI 8 dosahují erupce supervulkánů. Nutno dodat, že s přibývající sílou klesá četnost těchto událostí. Bylo prostudováno téměř 8 tisíc sopečných erupcí, k nimž došlo v holocénu (posledních 11 700 let), přičemž 90 % z nich mělo index VEI 3 a méně.
| VEI | Množství vyvrženého materiálu | Typ erupce                                  | Výška sopečného mraku/sloupce | Průměrná četnost každý(ch) | Příklady některých erupcí                                                  |
| --- | ----------------------------- | ------------------------------------------- | ----------------------------- | -------------------------- | -------------------------------------------------------------------------- |
| 0   | do 10 000 m³                  | havajská erupce                             | do 0,1 km                     | nepřetržitě                | Kilauea (1977), Piton de la Fournaise (2017)                               |
| 1   | 0,01 – 1 mil. m³              | havajská a strombolská erupce               | 0,1 – 1 km                    | den                        | Stromboli (od dob Římské říše), Nyiragongo (2002)                          |
| 2   | 1 – 10 mil. m³                | strombolská, vulkánská erupce               | 1 – 5 km                      | 2 týdny                    | Cumbre Vieja (1949), Sinabung (2010), Whakaari (2019)                      |
| 3   | 10 – 100 mil. m³              | vulkánská, peléjská a subpliniovská erupce  | 3 – 15 km                     | 3 měsíce                   | Nevado del Ruiz (1985), Soufrière Hills (1995), Semeru (2021)              |
| 4   | 0,1 – 1 km³                   | peléjská, subpliniovská a pliniovská erupce | nad 10 km                     | 18 měsíců                  | Mont Pelée (1902), Eyjafjallajökull (2010), Taal (2020)                    |
| 5   | 1 – 10 km³                    | peléjská a pliniovská erupce                | nad 10 km                     | 12 let                     | Vesuv (79), Agung (1963), Mount St. Helens (1980), Puyehue (2011)          |
| 6   | 10 – 100 km³                  | pliniovská a ultrapliniovská erupce         | nad 20 km                     | 50 – 100 let               | Ilopango (~431), Krakatoa (1883), Pinatubo (1991)                          |
| 7   | 100 – 1 000 km³               | ultrapliniovská erupce                      | nad 20 km                     | 500 – 1 000 let            | Campi Flegrei (před ~39 280 lety), Théra (~1600 př. n. l.), Tambora (1815) |
| 8   | více než 1 000 km³            | ultrapliniovská erupce                      | nad 20 km                     | 50 000 let                 | Yellowstone (před ~631 300 lety), Toba (před ~74 000 lety)                 |

### Typy erupcí
- Havajská: je nejklidnější[30] a nejběžnějším typem sopečné erupce. Jedná se o výlevný vulkanismus málo viskózních (dobře tekoucích) láv, většinou čedičové složení, s nízkým obsahem rozpuštěných plynů a vysokou teplotou překračující 1 000 °C. Byl pojmenován podle sopek na ostrově Havaj. Tyto erupce nejsou explozivní, nedochází při nich k emitování oblak sopečného popela a jsou typické pro štítové vulkány. Sopečná aktivita nemusí být soustředěna pouze na centrální sopečný kráter, roztavená hornina může naopak proudit z radiálně umístěných trhlin na svazích.[186] Občas se mohou objevit i lávové fontány. Ačkoliv havajský typ patří mezi nejméně nebezpečné erupce, vzniklé lávové proudy jsou schopné urazit velké vzdálenosti, ohrozit zastavené oblasti a někdy si i vyžádat ztráty na lidských životech.[187][188]

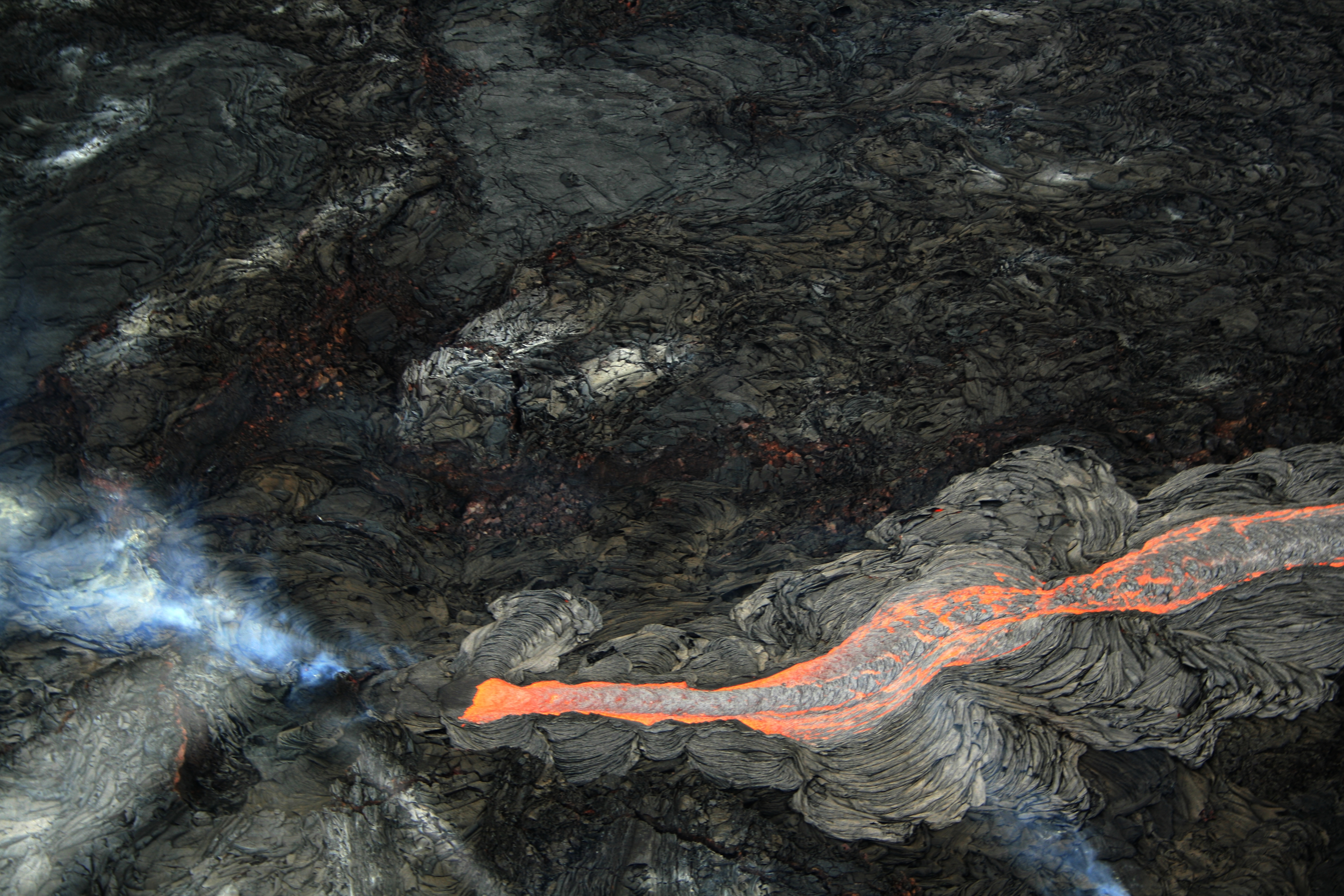
Lávový proud, Kilauea
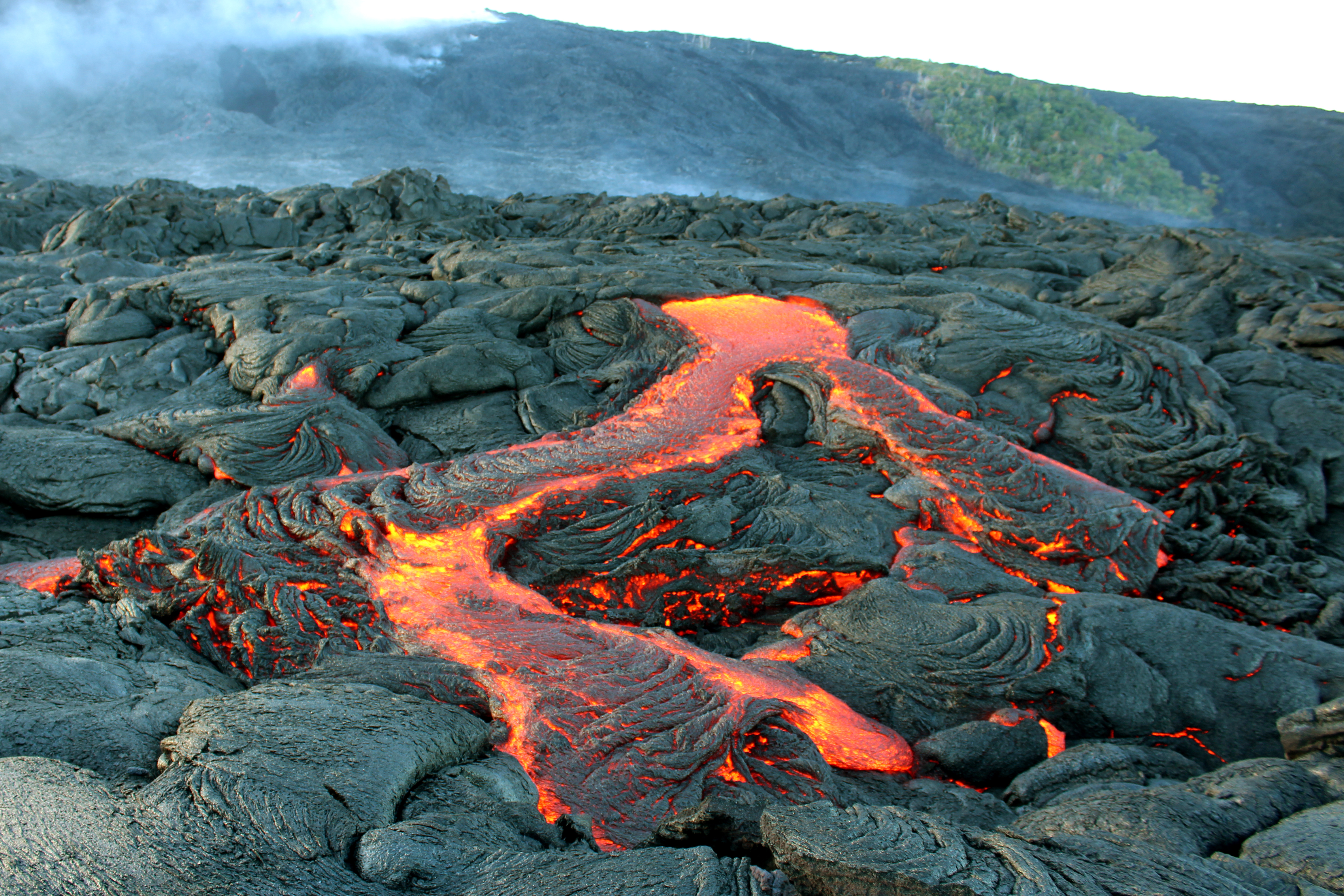
Lávový proud, Kilauea
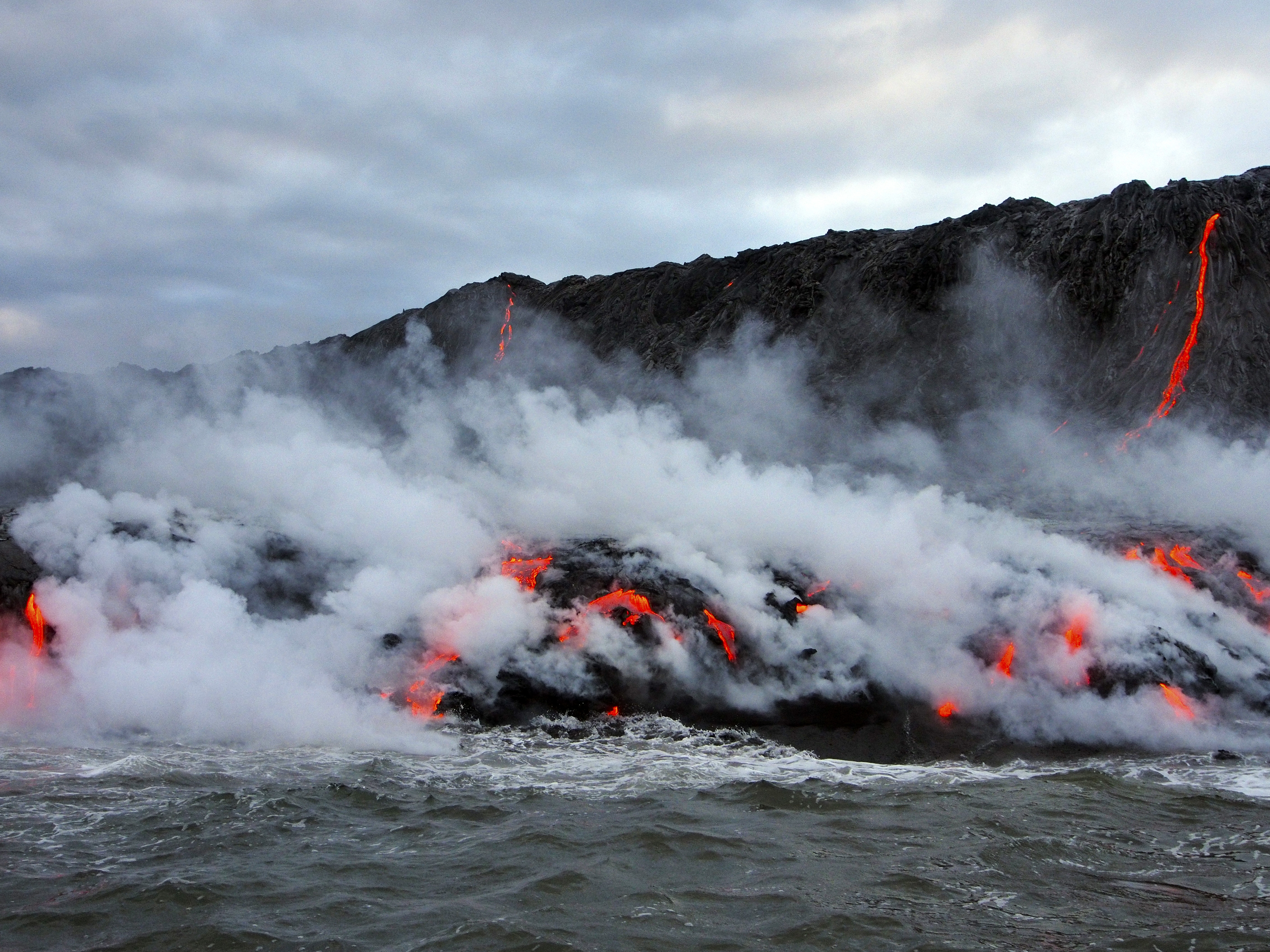
Průnik lávy do oceánu, Kilauea
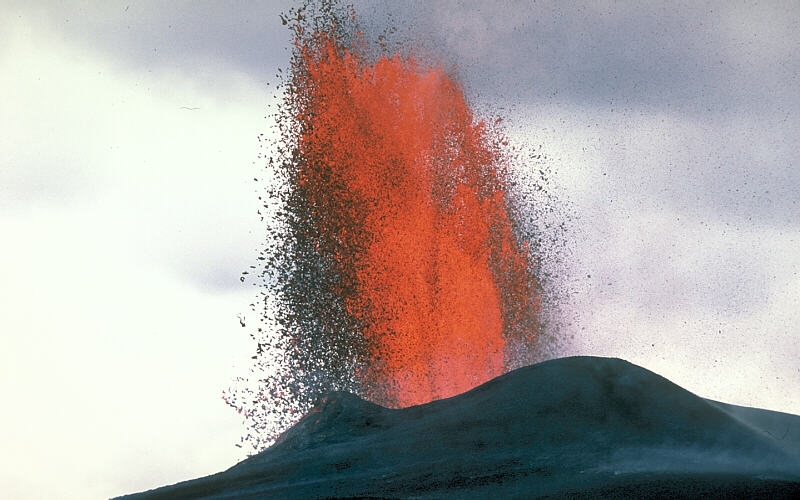
Lávová fontána Kilauei

- Islandská: je výlev málo viskózní lávy z trhliny. Nápadně se podobá tomu havajskému, ale pocházejí z trhlin rovnoběžně orientované okolo divergentního rozhraní tektonických desek. Délka pukliny, z níž proudí roztavená hornina na povrch, může být dlouhá od několika set metrů po několik desítek kilometrů. Není neobvyklé, že se podél ní mohou zformovat tzv. spečené kužely. Lávové proudy nebo lávové příkrovy vyplňují níže položená místa a vytváří tak lávová pole. K obnovení sopečné činnosti nedochází na tomtéž místě, ale nová trhlina se otevře několik set metrů až kilometrů vedle. Islandské erupce většinou kumulativně nebudují žádný horský masiv. Pokud ano, jedná se o štítový vulkán podstatně menších rozměrů než protějšky vystavěné pomocí havajského typu. Nejznámější erupcí byla patrně ta, která nastala u sopky Laki v letech 1783–1784. Po dobu osmi měsíců prýštila láva z trhliny dlouhé 27 km. Na zemský povrch se ji vylilo zhruba 14,7 km³.[2][3]

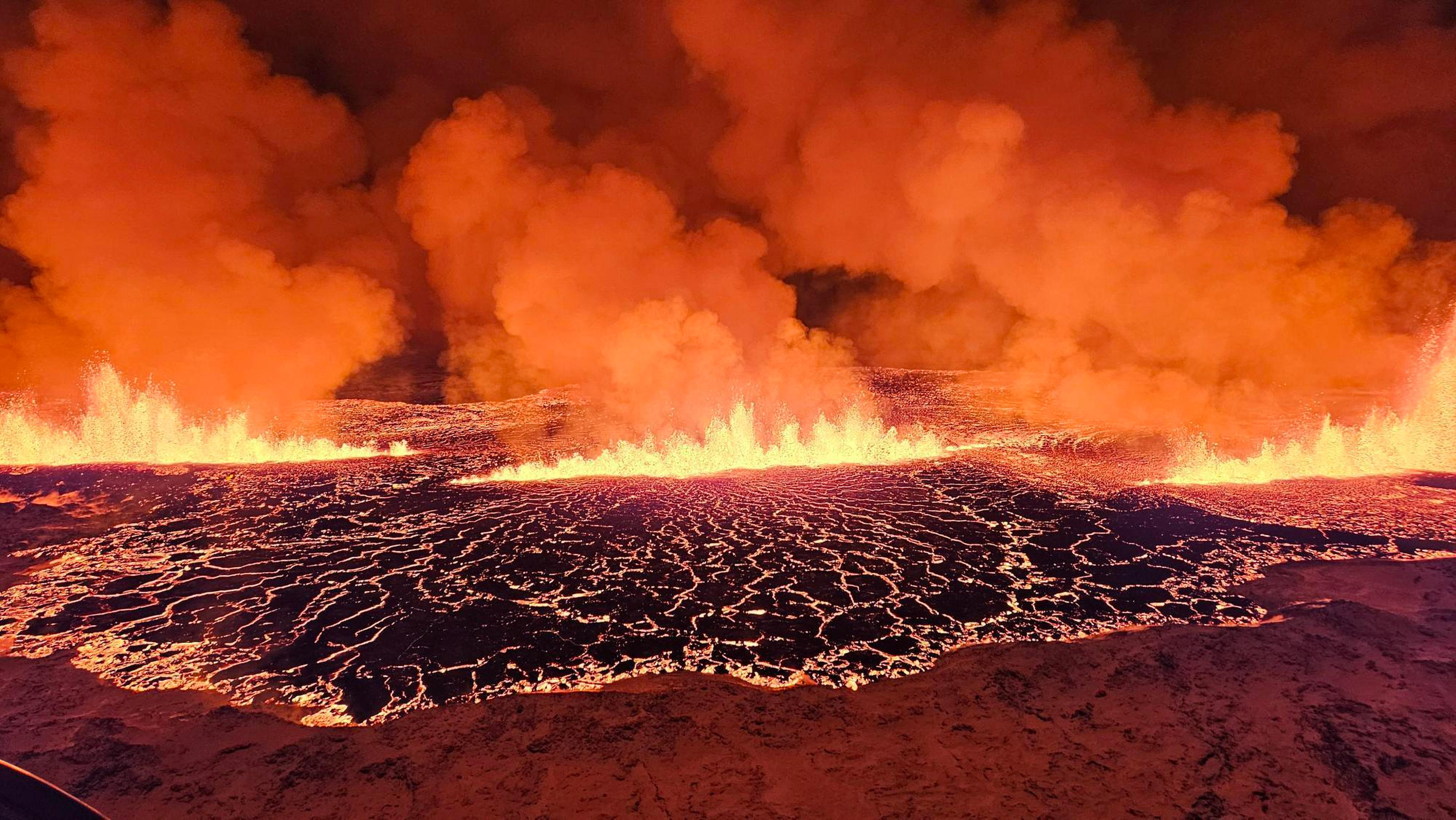
3,5 kilometrů dlouhá erupční trhlina při erupci Svartsengi na Islandu (2023)
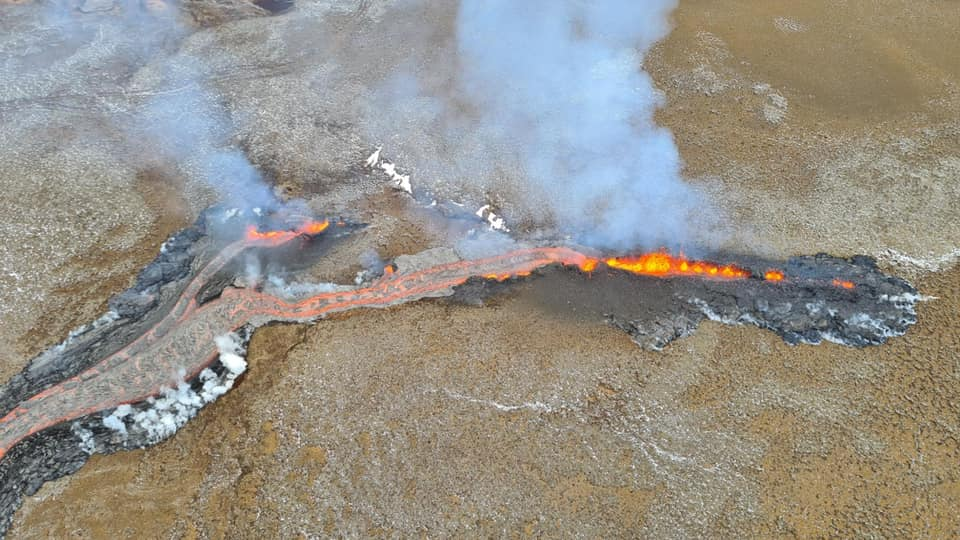
Erupce Fagradalsfjall (2021)
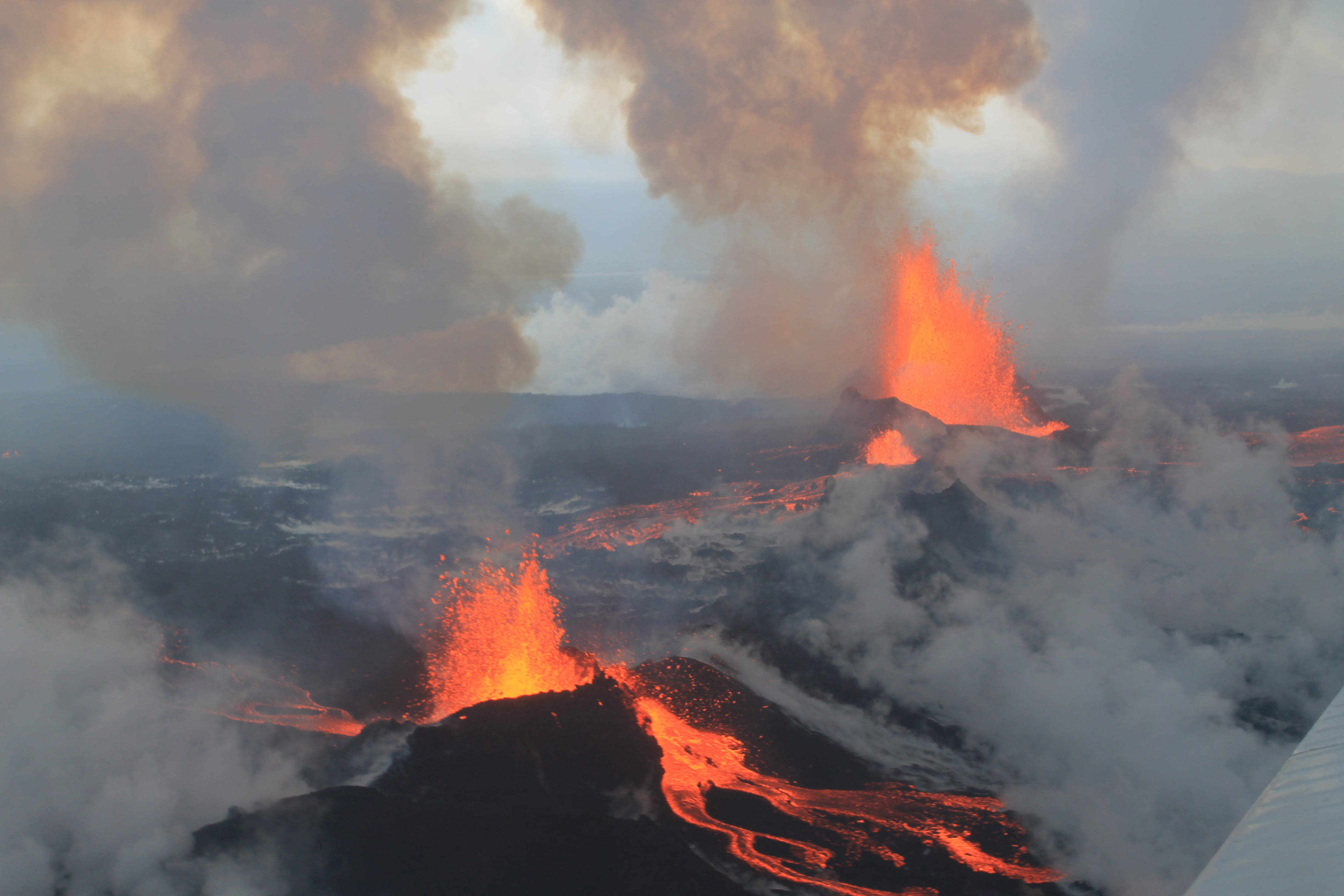
Erupce Bárðarbungy (2014)
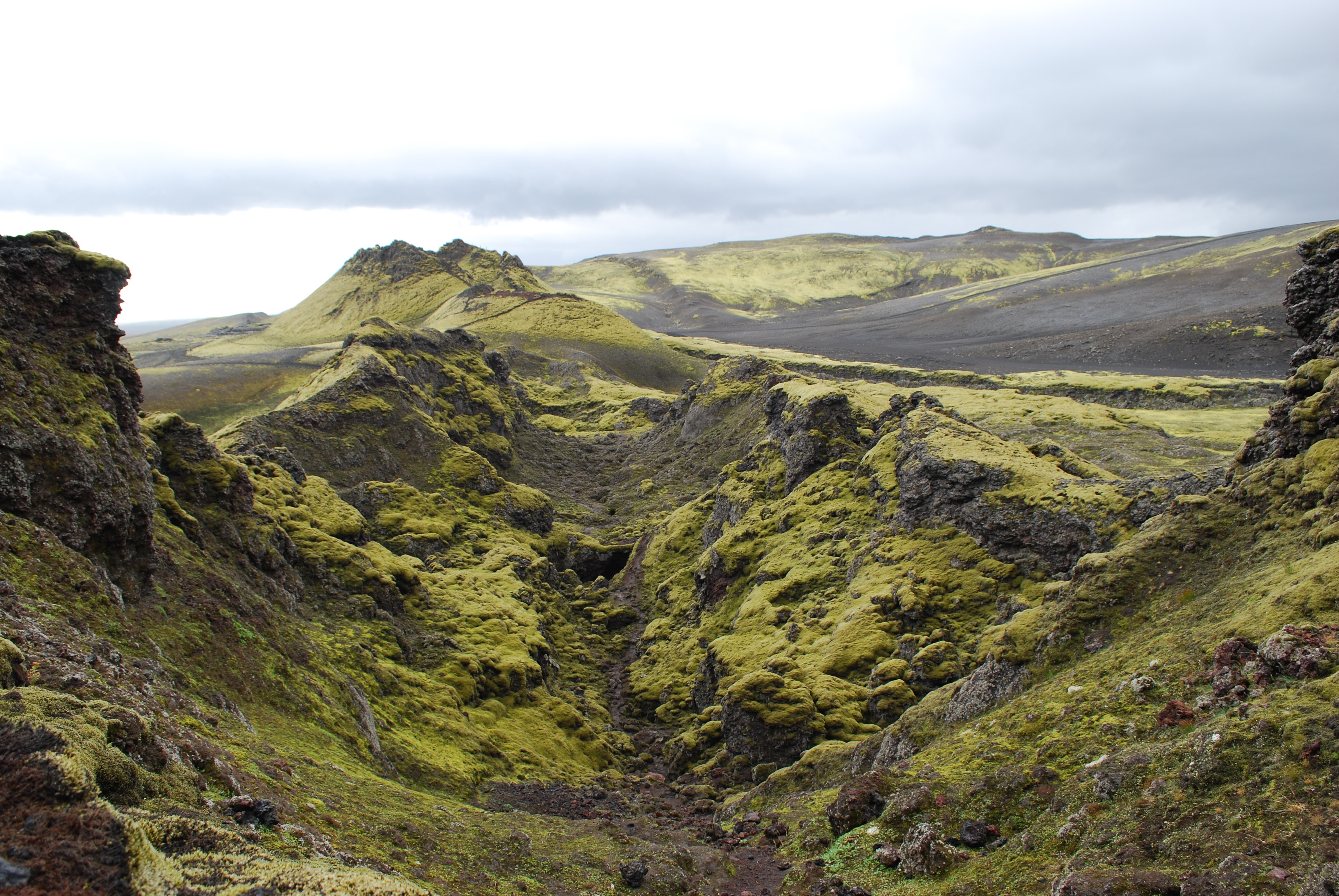
Pohled do trhliny Laki

- Strombolská: je slabá explozivní erupce, představující jeden z nejlépe zdokumentovaných typů. Je charakteristická krátkodobými, rytmicky se opakujícími výbuchy expandujících plynů, chrlící do svého nejbližšího okolí sopečnou strusku.[30] Síla expandujících plynů magma fragmentuje na menší kusy, které jsou výtrysky chrleny maximálně do výšky několik set metrů. Během svého letu částečně utuhnou a jako sopečná struska se hromadí v okolí sopečného kráteru.[186] Pro strombolské erupce jsou běžná málo viskózní magmata čedičového a čedičoandezitového složení. Typicky se vyskytují u sypaných kuželů a stratovulkánů na konvergentním rozhraní tektonických desek (subdukční zóny). Typ erupce byl pojmenován podle známého italského vulkánu Stromboli, který je nepřetržitě činný již 2 400 let a proto ho starověcí Římané přezdívali „maják Středozemního moře“. Strombolské erupce jsou turisticky vyhledávané, zejména pro noční pozorování.[3][189]

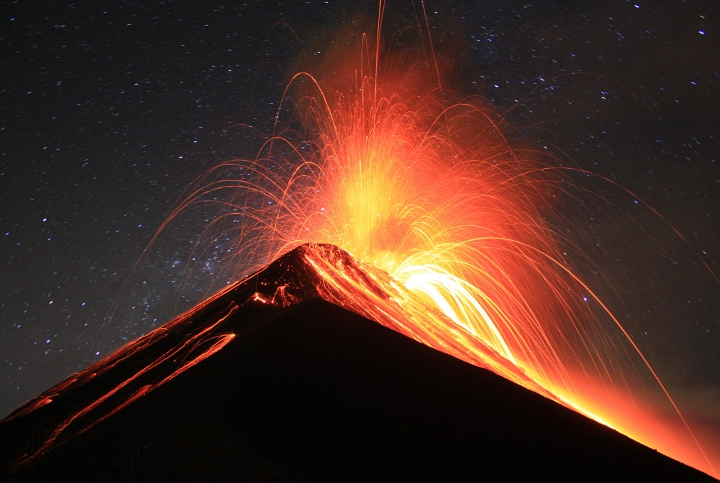
Erupce Fuega
Erupce Stromboli
Erupce Stromboli

- Vulkánská: je středně prudká explozivní erupce, produkující oblaka popela a zároveň do okolí vystřeluje velké kusy hornin (tzv. lávové bomby). Souvisí s přítomností velice viskózního magmatu, zejména čedičo-andezitového, andezitového, dacitového a ryolitového složení.[186] To obsahuje velké množství plynů, které vlivem viskozity nemohou z magmatu volně unikat. V jícnu sopky tak postupně narůstá tlak, až nakonec dojde k jeho náhlému uvolnění prostřednictvím prudkých explozí. Jednotlivé výbuchy vulkánských erupcí se rytmicky opakují. Oblaka sopečného popela obvykle dosahují výšek 1 až 2 km. Lávové bomby, jejichž dráha je reprezentovaná balistickou křivkou, mohou dopadat na zemský povrch dokonce 5 km od sopečného kráteru. Vulkánské erupce byly pojmenované podle italské sopky Vulcano. Vzhledem k produkci velkého množství lávových bomb s velkým dopadovým poloměrem je tento typ erupce poměrně nebezpečný.[3][190]

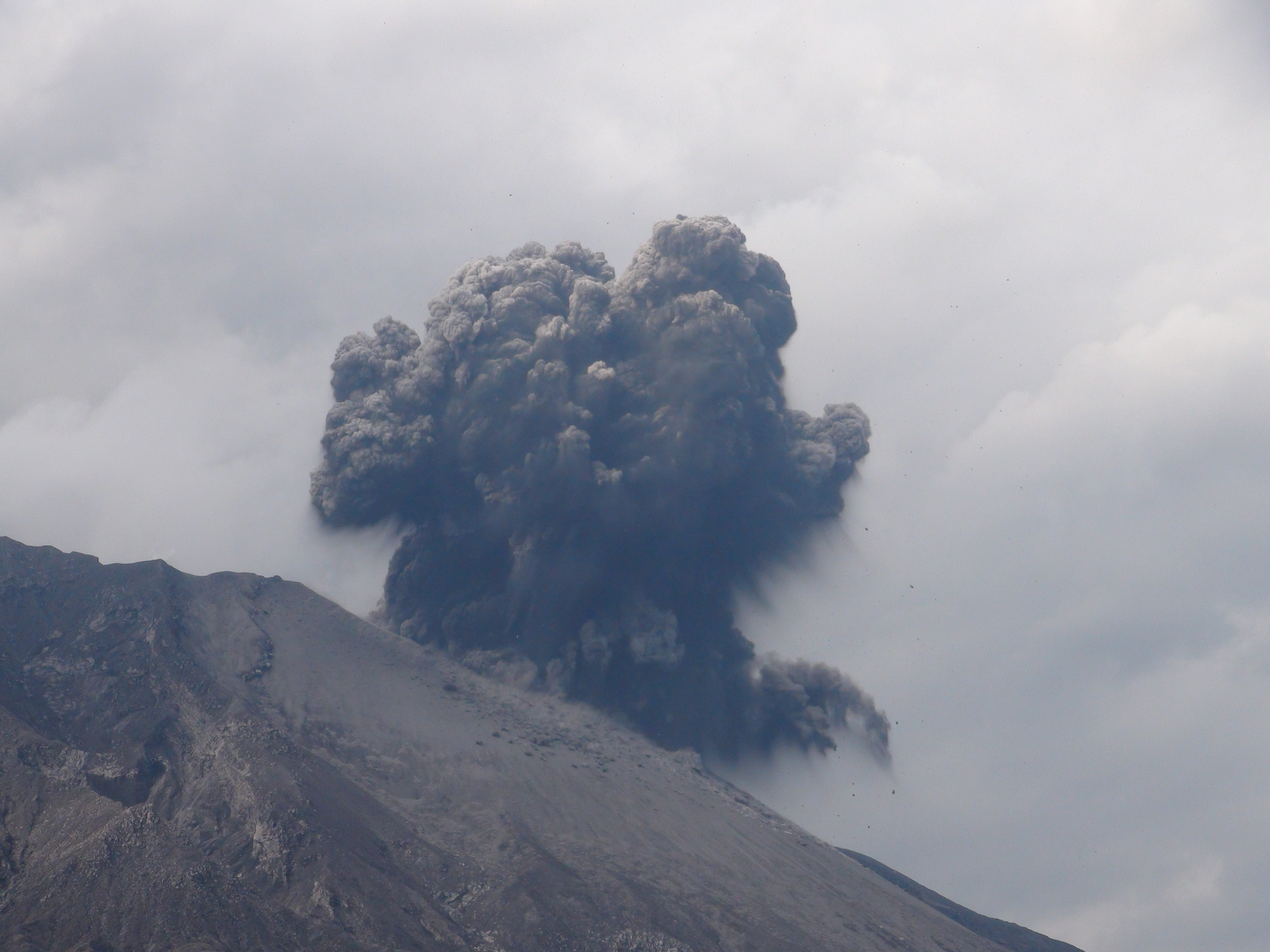
Erupce Sakuradžimy
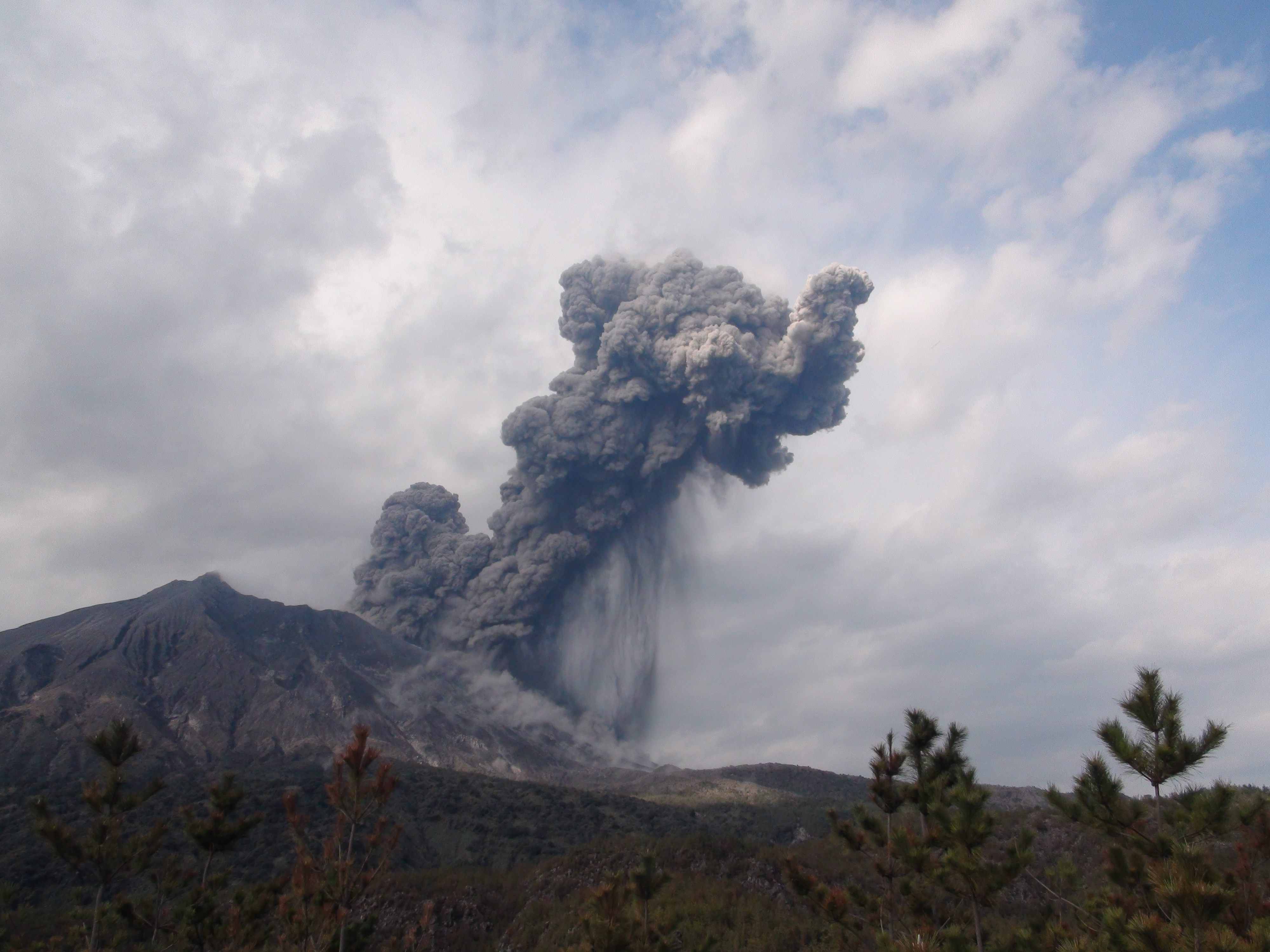
Stejná erupce po 48 vteřinách
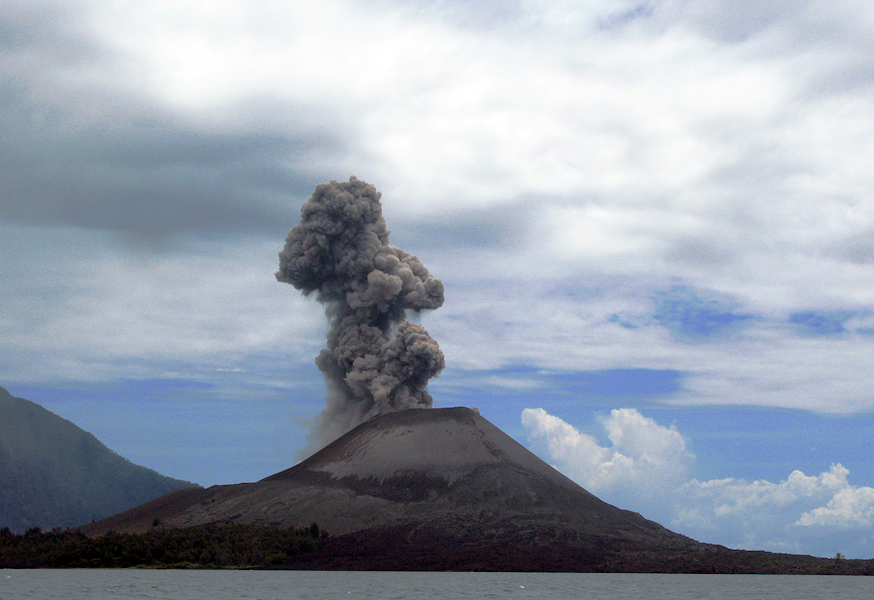
Erupce Krakatoi

- Peléjská: je explozivní erupce, jejímž hlavním rysem je produkce pyroklastických proudů, kvůli čemuž může být pro své okolí velmi destruktivní. Proudy nejčastěji vznikají kolapsem lávového dómu nebo lávové jehly.[109] Zhroucení je způsobeno buď jejich strukturální nestabilitou nebo tlakem přísunu nového magmatu. Opakování tvorby a kolapsu může přetrvávat několik let nebo i desetiletí (Santiaguito). Erupce jsou úzce vázány na vysoce viskózní felsické magma ryolitového, případně andezitového složení. Neprobíhají zcela samostatně, ale často doprovázejí erupce vulkánského nebo pliniovského typu. Poprvé byly popsány při erupci karibského vulkánu Mont Pelée, který svými pyroklastickými proudy zahubil 28 tisíc obyvatel.[2][191][192]

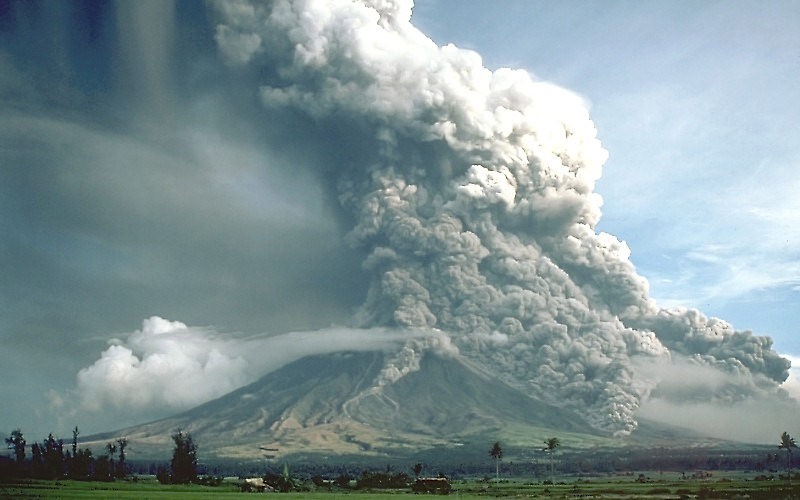
Erupce Mayon

- Pliniovská: je extrémně explozivní erupce. V podstatě se jedná o nejničivější a energeticky nejmohutnější typ erupce. Délka jejich trvání se pohybuje v řádu hodin nebo několika dnů. Jsou velmi bohaté na plyny a na značně viskózní intermediální či felsická magmata dacitového až ryolitového složení. Charakteristickým znakem je vysoký erupční sloupec, jenž může dosahovat výšky více než 30 km. Druhým znakem je vznik kaldery v závěru erupce, zapříčiňující mnohdy destrukci samotného tělesa vulkánu. Pliniovský typ představuje vážné nebezpečí pro své okolí. Přilehlé území, do vzdálenosti až 25 km, mohou zničit pyroklastické proudy.[193] Oblasti po směru větru a to i na velké vzdálenosti, jsou zasypávány silným sopečným spadem.[3][194] Obecně jsou pliniovské erupce, oproti jiným typům erupcí, poměrně vzácné. Mají značný potenciál ovlivnit globální klima.[3]

Typ erupce nese jméno po Pliniu mladším. Ten byl svědkem slavné erupce Vesuvu roku 79, jež zničila římská města Pompeje a Herculaneum.

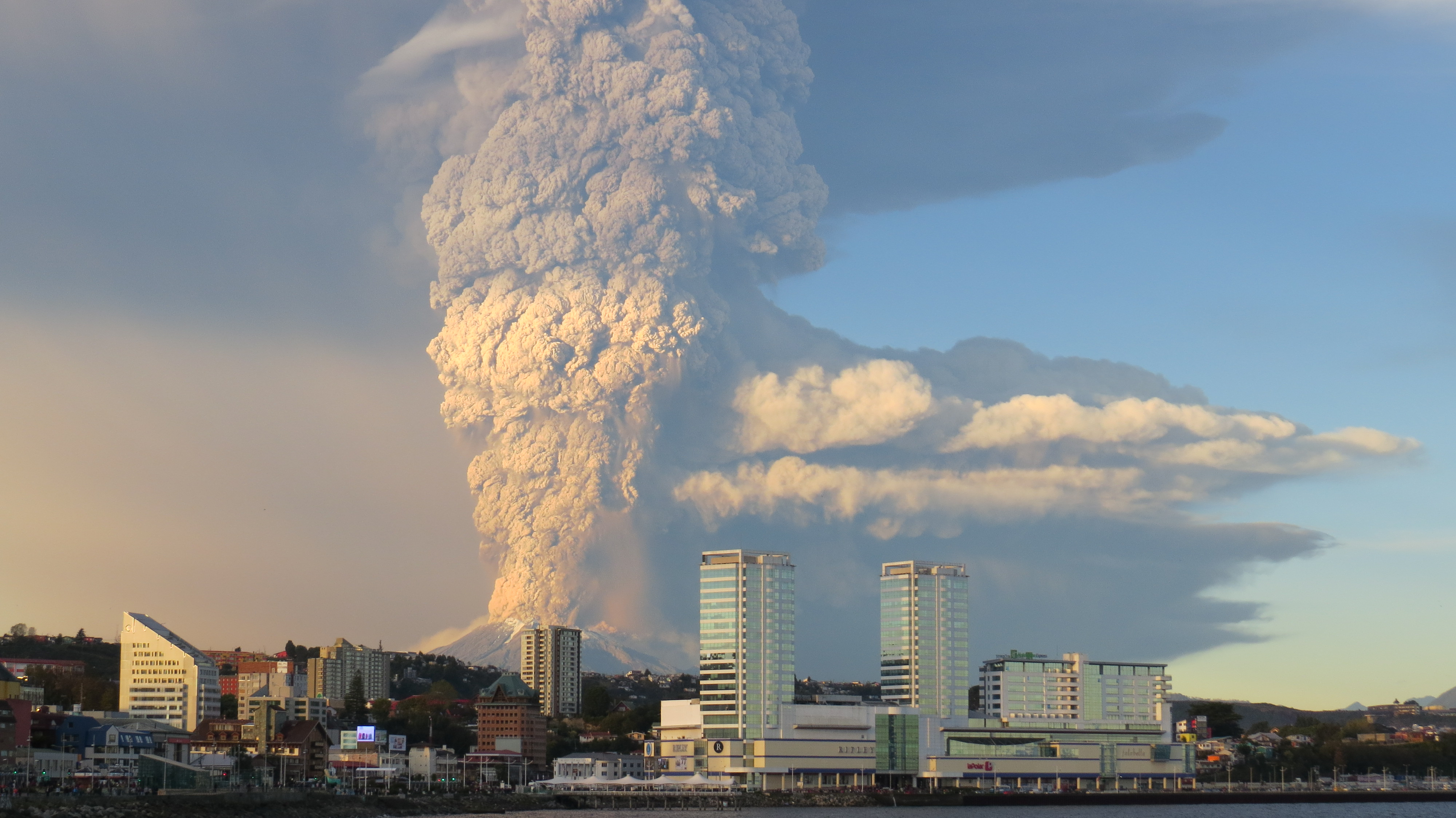
Subpliniovská erupce Calbuca (2015) (Video )
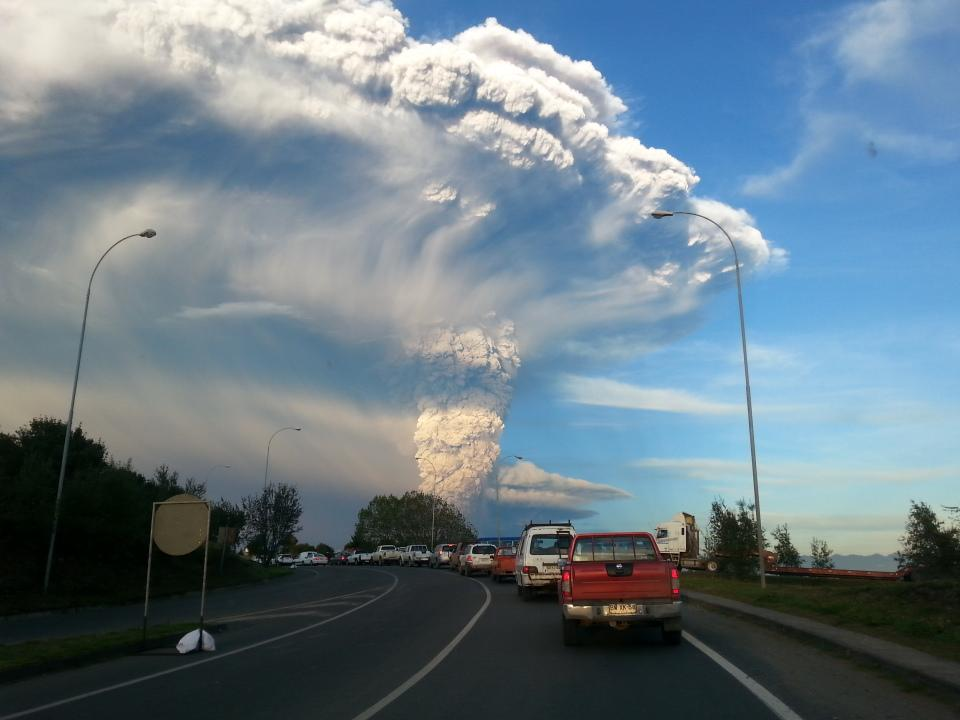
Calbuco
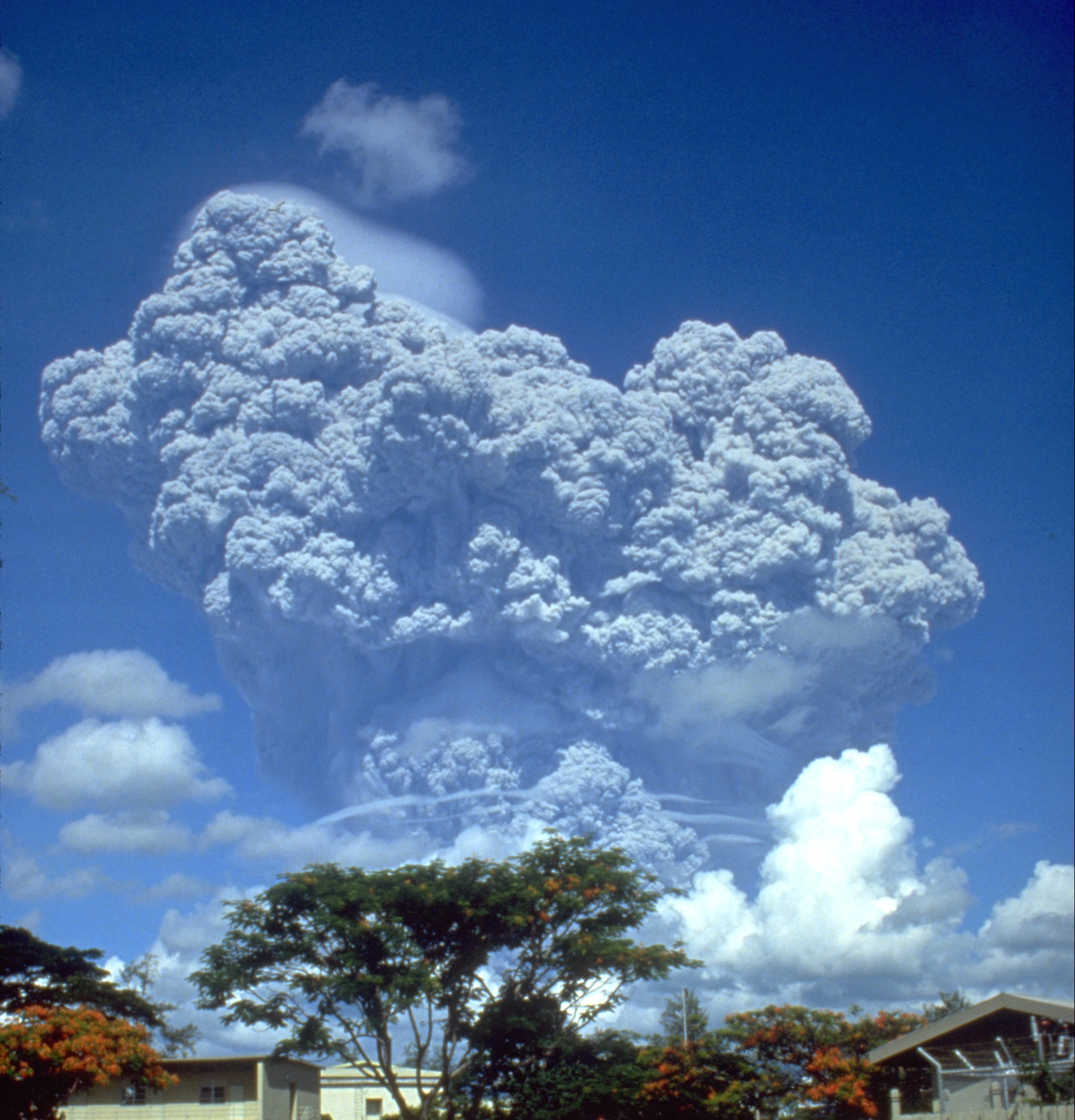
Erupční sloupec Pinatuba
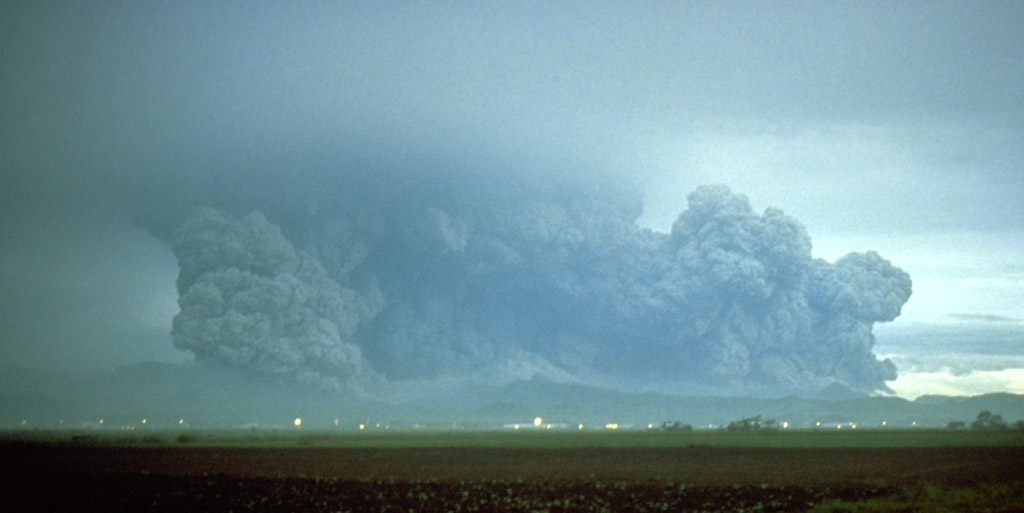
Pyroklastický proud s dosahem 8 až 10 km, vzniklý kolapsem sloupce filipínského Pinatuba (1991)
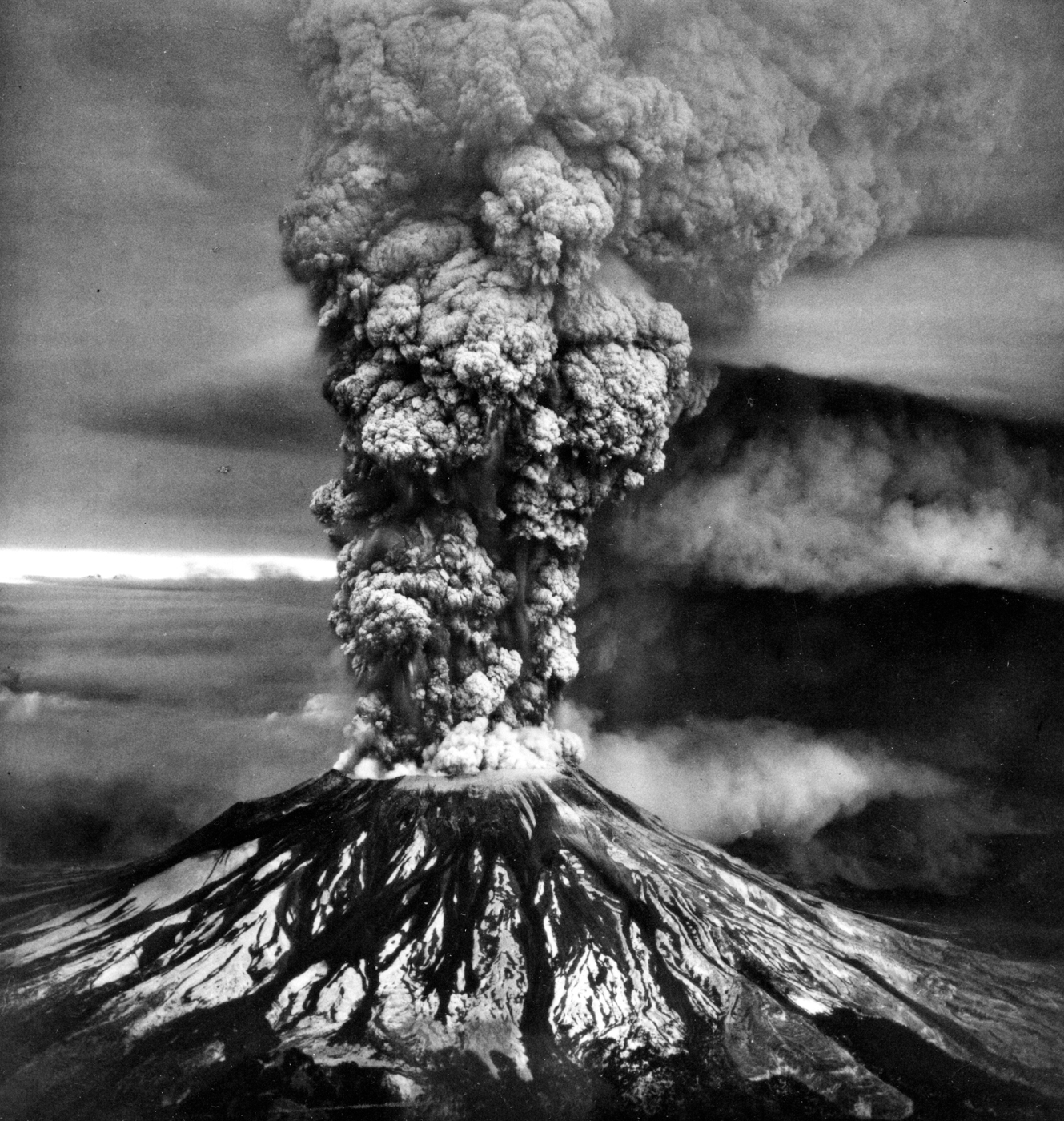
Erupční sloupec Mount St. Helens (1980)
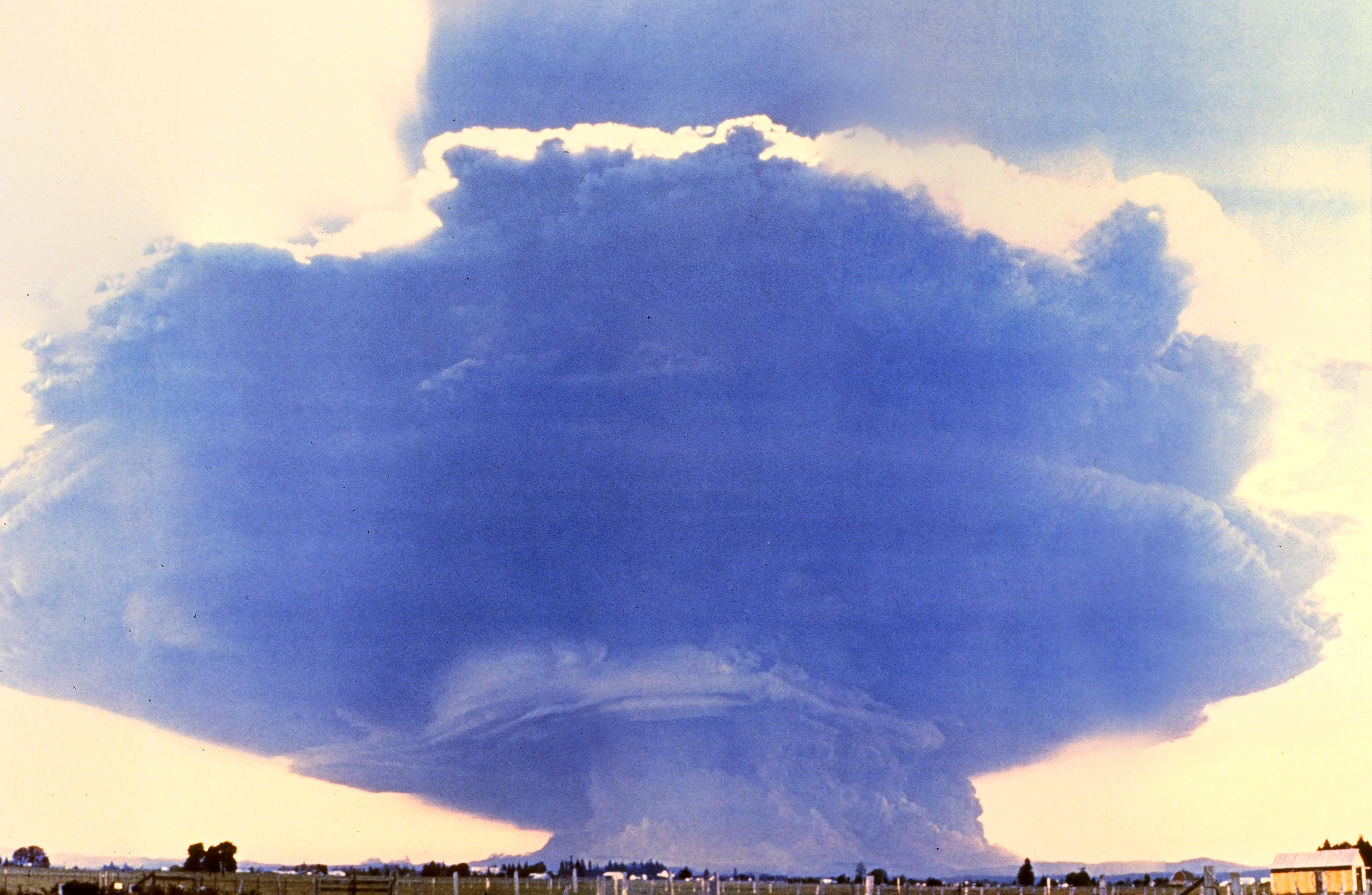
Mount St. Helens

- Surtseyská: je druhem freatomagmatické erupce, kdy větší množství vody má volný přístup do sopečného jícnu. Bouřlivá interakce se žhavým magmatem má za následek zvýšení explozivity a jeho vysokou fragmentaci.[186] Dochází tak k prudké explozi v podobě černě zbarveného výtrysku, tvořeného popelem, kusy lávy, vody, páry a plyny, schopného dosáhnout výšky i 800 m, přičemž lávové bomby mohou být vystřeleny ještě výš a do větší vzdálenosti.[196] Ihned na to začne vypuzený materiál opět padat zpět dolů. U základny výtrysku se na všechny strany vyvalí rozpínající se pyroklastický příval typu base surge, turbulentní směs přehřátých plynů a popela.[194] Poprvé byly surtseyské erupce zdokumentovány v roce 1963, kdy sopečná činnost vytvořila nový ostrov poblíž jihozápadního pobřeží Islandu, posléze pojmenovaný jako Surtsey.[197]

Erupce Taal s patrným pyroklastickým přívalem
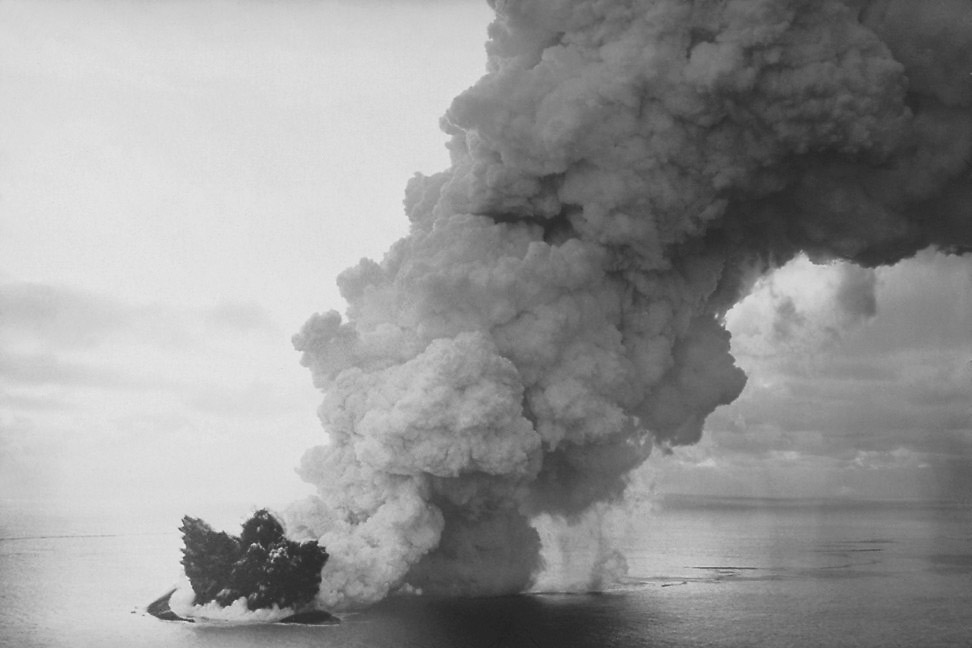
Erupce na ostrově Surtsey
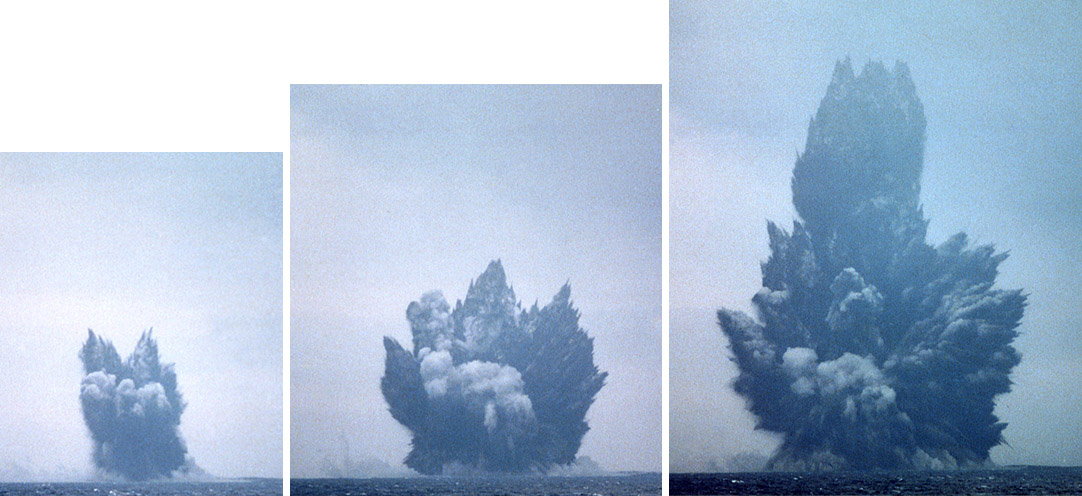
Erupce Fukutoku-Okanoba
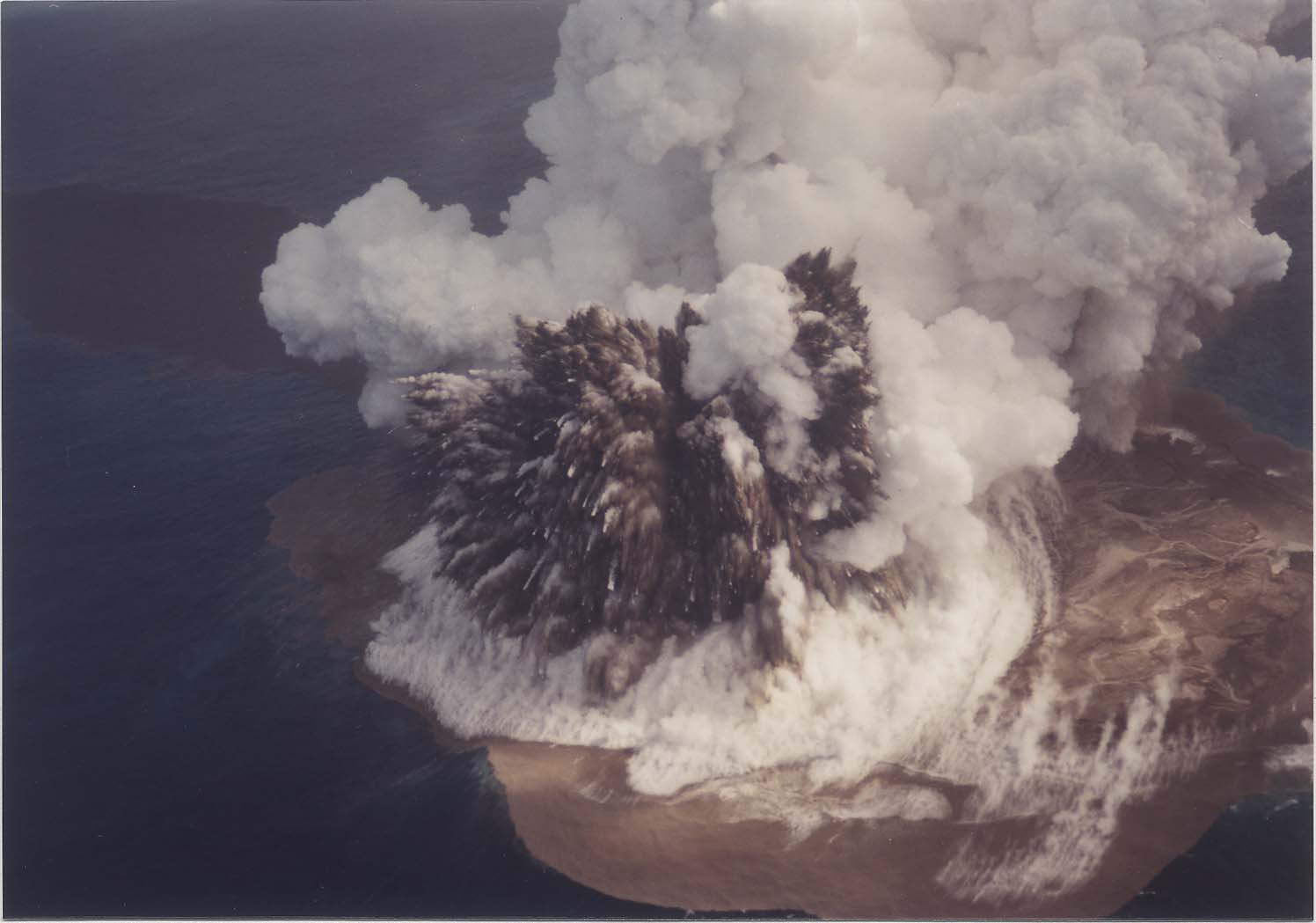
Erupce Fukutoku-Okanoba

- Subglaciální: probíhá u sopek, jež jsou z většiny nebo celé pokryté ledovcem či ledovým příkrovem. Během erupce dochází vlivem tepla k roztavení nadložního ledu. Pokud dojde ke kontaktu vody s magmatem, nastává bouřlivá reakce a erupce se stává freatomagmatickou. Zvýšená explozivita podporuje fragmetaci magmatu, čímž dochází k tvorbě hustých mračen sopečného popela. Množství roztáté vody může být natolik velké, že její masa může prorazit skrz ledovec a následně způsobit masivní povodně, na Islandu zvané jako jökulhlaupy.[55][56] Jejich průtok může být dosahovat tisíců někdy i sta tisíců m³/s, čímž se mohou dokonce vyrovnat průtoku řeky Amazonky.[57] Mezi známou subglaciální erupci patří erupce islandské Eyjafjallajökull v dubnu 2010. Kvůli mračnu popela se nad velkou částí Evropy musela na několik dní přerušit letecká doprava.[198]

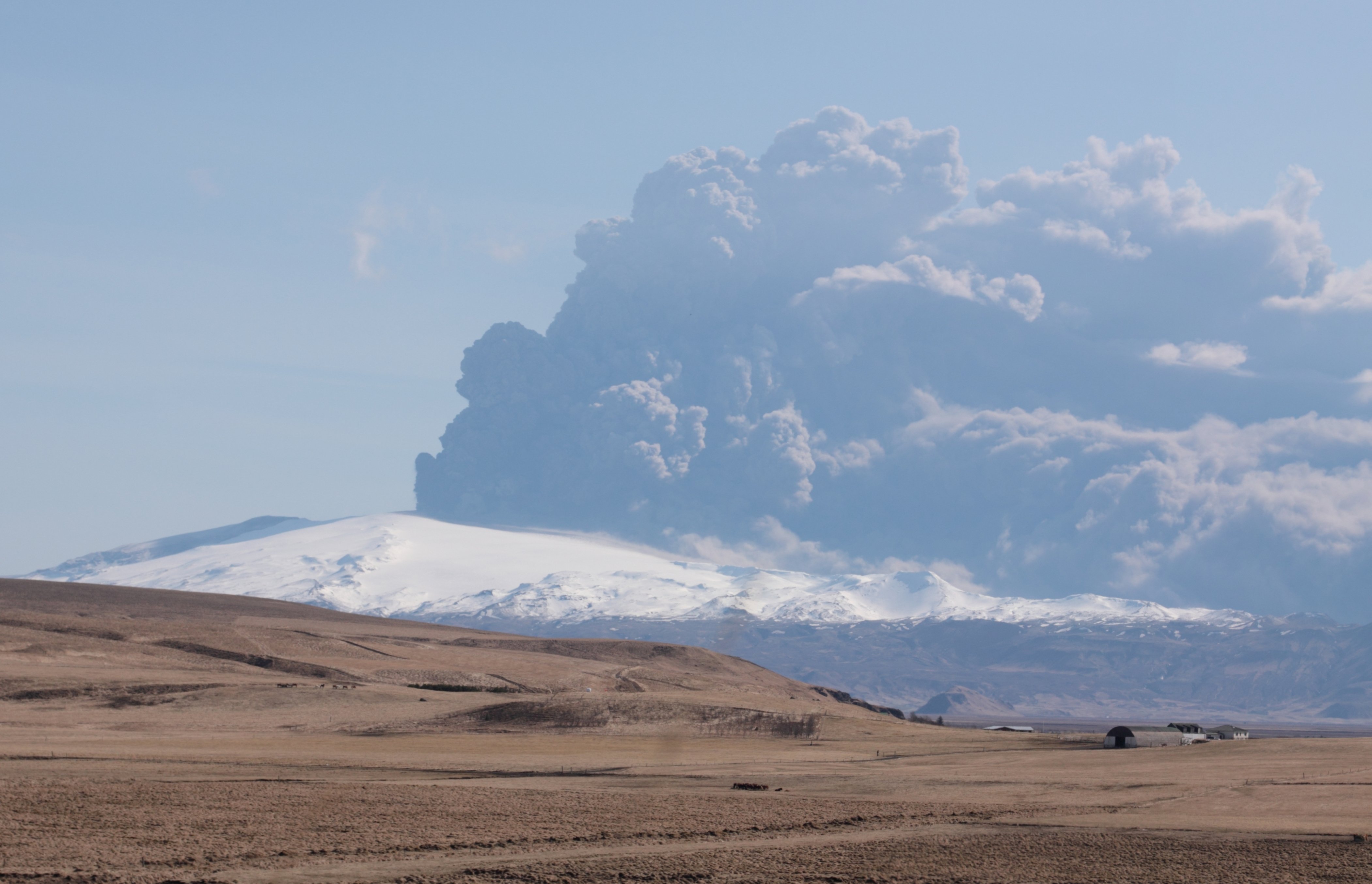
Erupce Eyjafjallajökull

- Podmořská: většina z nich je soustředěna na středooceánských hřbetech podél divergentních rozhraní. Málo viskózní láva, převážně čedičového složení, zde vytváří tzv. polštářovou lávu. Majoritní část oceánské kůry je složená právě těmito „polštáři“. Podmořské vulkány mohou rovněž způsobovat erupce explozivního charakteru. Takové sopky se hojně nalézají na konvergentním rozhraní (subdukce) tektonických desek. Explozivita erupcí je však značně tlumena hydrostatickým tlakem vodního sloupce, kdy s každými 100 m hloubky naroste o 1 MPa. Čím vyšší je tlak, tím více je omezována expanze sopečných plynů, neboli výbušnost. Ačkoliv většina vulkanické činnosti na planetě probíhá pod hladinou moří a oceánů, tak je kvůli velmi špatné přístupnosti málo prozkoumaná. Navíc mnohé podmořské vulkány zůstávají z velké části dosud neobjeveny.[3]

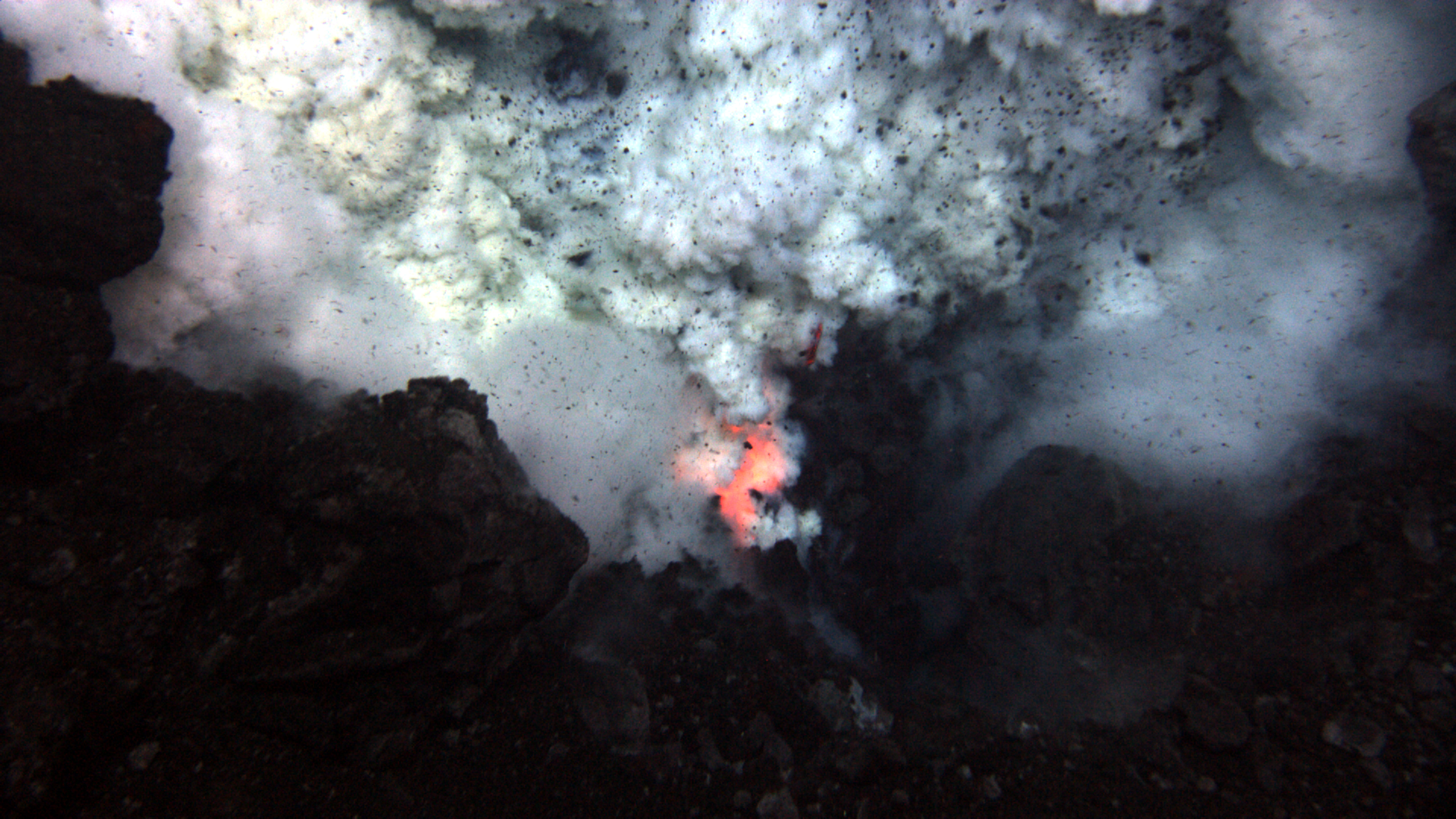
Erupce sopky West Mata
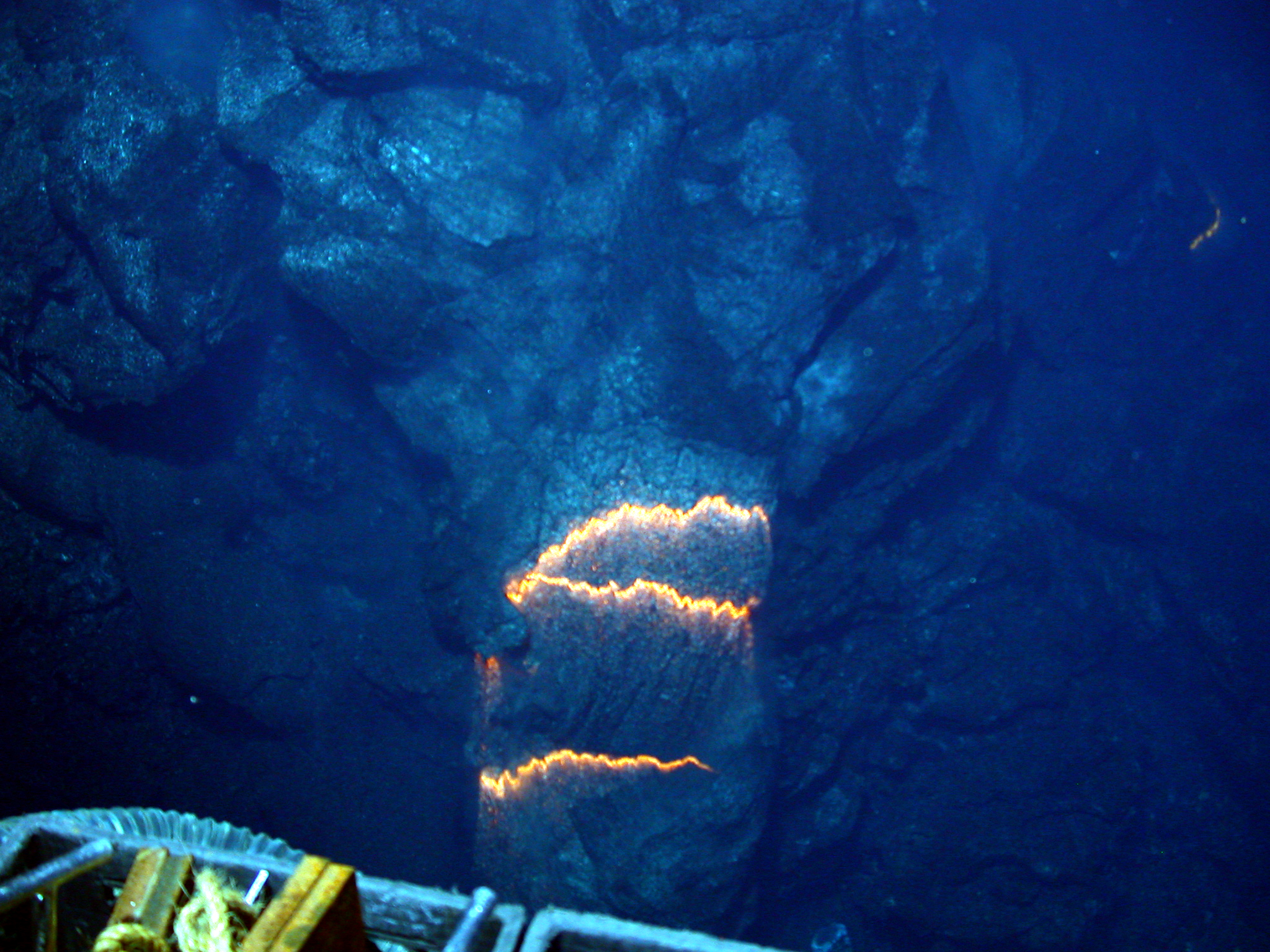
Erupce sopky West Mata
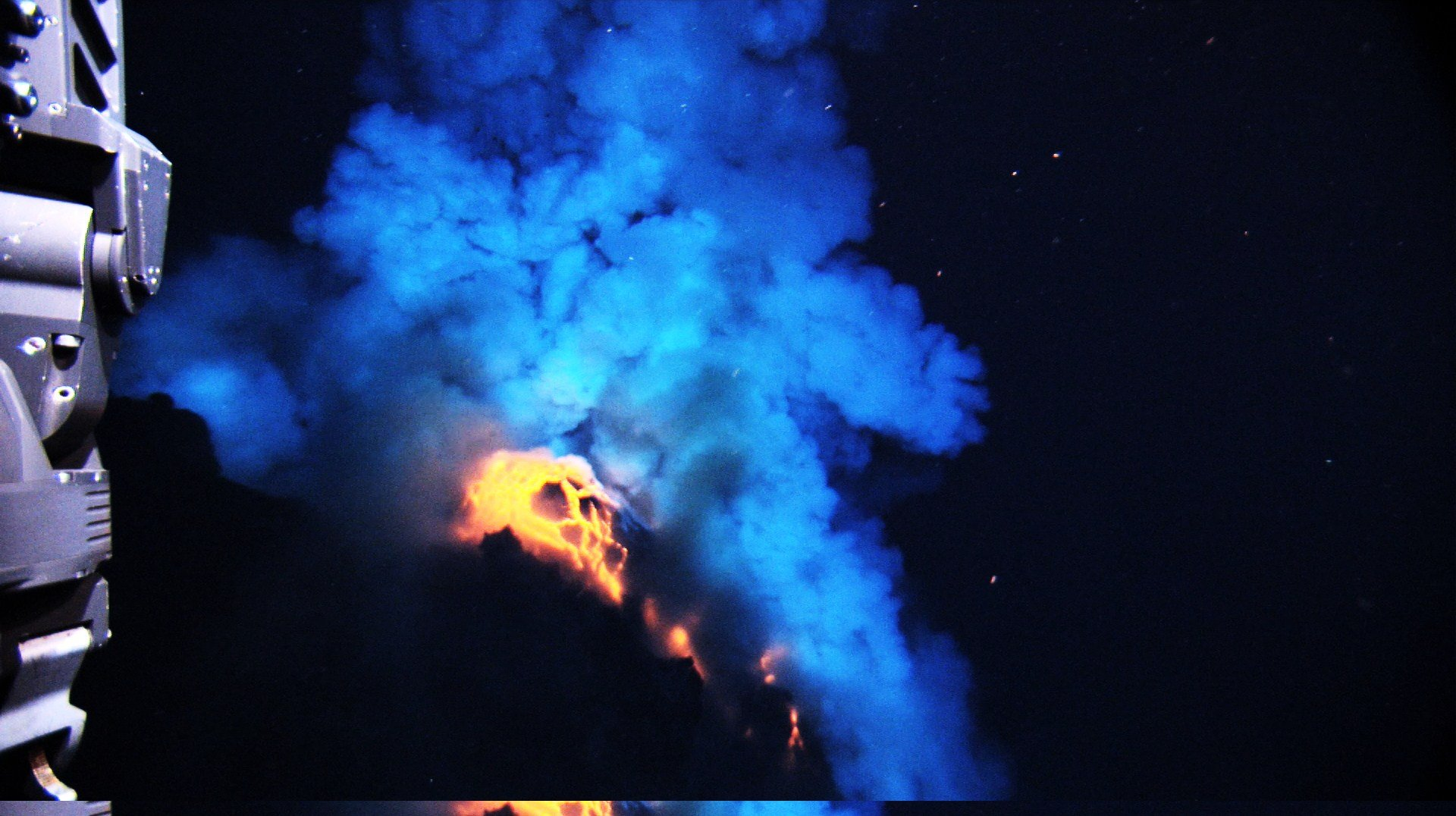
Erupce poblíž Fidži
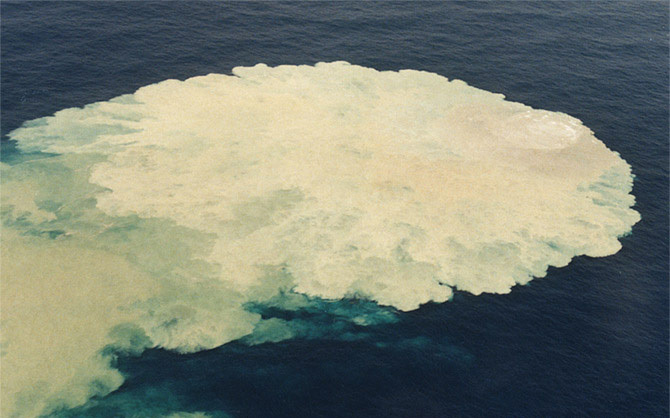
Mělká podmořská erupce

## Nebezpečné sopečné jevy
Sopečnou činnost, v závislosti na její intenzitě a charakteru, mohou doprovázet nebezpečné sopečné jevy. Některé z nich stály v minulosti za řadu tragických přírodních katastrof. Podle studie z roku 2013, zjišťující počet obětí a příčinu jejich smrti, měla vulkanická činnost mezi roky 1600–2010 na svědomí zhruba 274 501 obětí.
| Sopečný jev                       | Počet obětí | Procentuální poměr |
| --------------------------------- | ----------- | ------------------ |
| Pyroklastické proudy/přívaly      | 91 484      | 33 %               |
| Nepřímé následky (hlad a choroby) | 65 024      | 24 %               |
| Tsunami                           | 55 277      | 20 %               |
| Lahary                            | 44 252      | 17 %               |
| Sopečný spad                      | 8 126       | 3 %                |
| Sesuvy                            | 5 230       | 2 %                |
| Sopečné plyny                     | 2 151       | 0,78 %             |
| Jökulhlaupy                       | 1 163       | 0,42 %             |
| Lávové proudy                     | 887         | 0,32 %             |
| Vulkanická zemětřesení            | 765         | 0,28 %             |
| Vulkanické blesky                 | 142         | 0,05 %             |

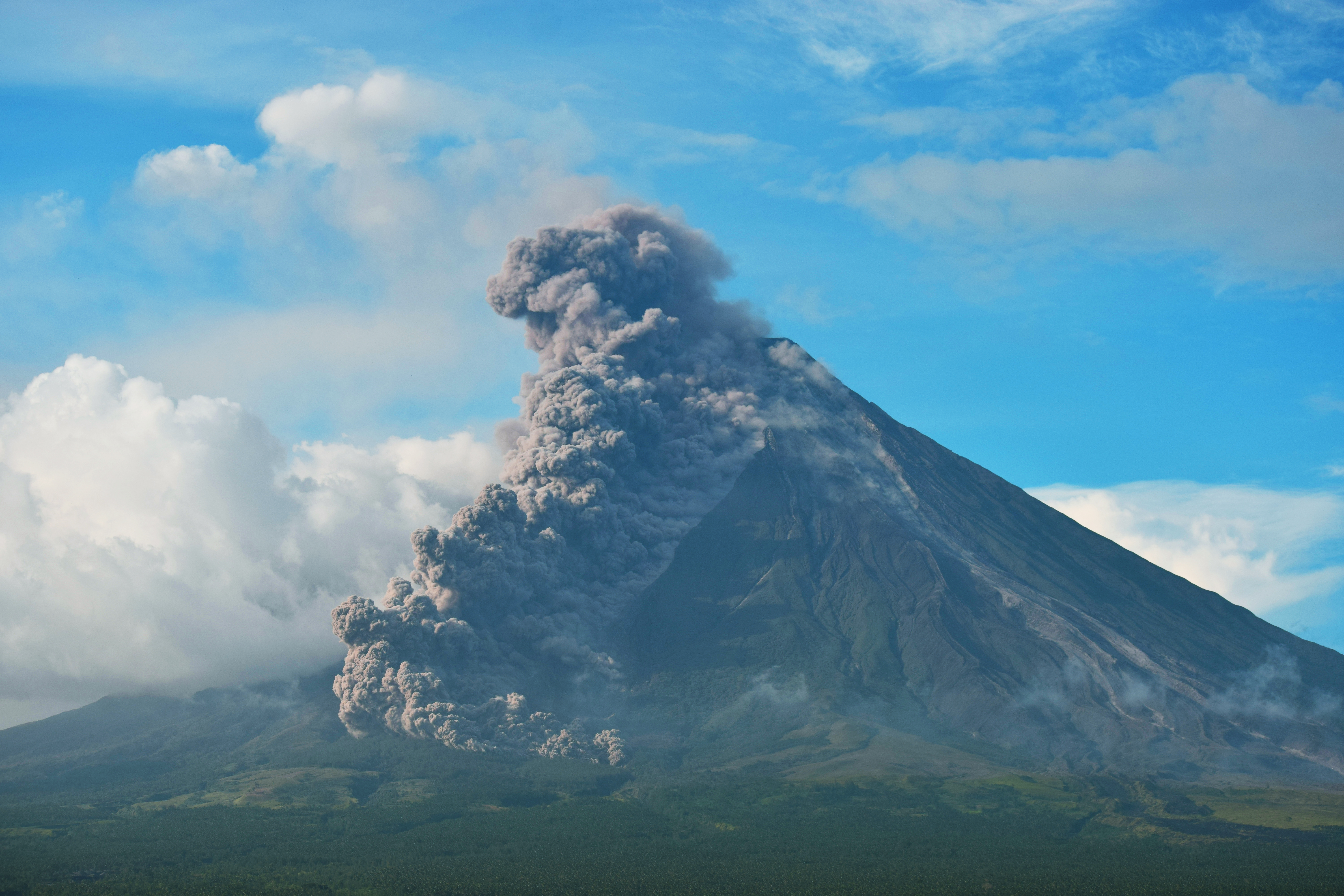
Pyroklastický proud na svahu filipínské Mayon s délkou dráhy 4 km

- Pyroklastický proud a pyroklastický příval: jsou rychle se pohybující (100 až 700 km/h, výjimečně 1 000 km/h) fluidizované směsi žhavých (100 až 1 100 °C) plynů, popela a hornin.[200] I malá žhavá mračna umí urazit několika kilometrové vzdálenosti. Při velmi silných erupcích může délka jejich dráhy činit až 25 km[193] (u supervulkánů dokonce přes 150 km).[201] Díky své hybnosti mají schopnost do určité míry stoupat do kopce a rovněž se dokáží pohybovat po vodní hladině. Po průchodu po sobě žhavé mračno zanechává depozita, vrstvu pyroklastik o tloušťce méně než 1 m nebo více než 200 m.[202] Pyroklastické proudy a přívaly jsou nejdestruktivnějšími a nejnebezpečnějším projevem vulkanické činnosti.[203] Kromě intenzivního žáru je hlavním ničivým elementem velmi silné vnitřní turbulentní proudění. Neexistuje před nimi žádný zaručený úkryt a ochranu neposkytují ani interiéry dobře postavených cihelných nebo železobetonových budov.[204] V minulosti zapříčinily řadu známých katastrof: Vesuv (79), Krakatoa (1883) a Mont Pelée (1902) aj.[3][205][206] [207][208][209][210]

- Tsunami: ve většině případů vzniká v důsledku silného podmořského zemětřesení. Ovšem dalším významným původcem jsou sopečné erupce a to, jak podmořských, tak i suchozemských vulkánů. Výskyt není omezen jen na moře a oceány, ale může se týkat i vnitrozemských vodních ploch.[211] Vodní sloupec může narušit sesuv tělesa vulkánu, průnik pyroklastických proudů, formování kaldery, podvodní erupce, výjimečně i atmosférické tlakové vlny.[212] Významné vulkanogenní tsunami vyvolaly sopky jako Théra (~1800 př. n. l.), Unzen (1792) nebo Krakatoa (1883, 2018).[213][214][215][216][215][217]

- Lahar: neboli sopečný bahnotok, je rychle tekoucí směs vody, sopečného popela a úlomků hornin. Podle tvaru a sklonu dráhy dosahují rychlosti 40-80 km/h[218][219] a mohou urazit vzdálenost více než 120 km.[220] V závislosti na způsobu jejich vzniku mohou mít teplotu od 0 °C do 100 °C (tzv. studené a horké lahary). Jedná se o jeden z nejničivějších sopečných jevů. Mezi známé katastrofy patří: Kelut (1919), Mount St. Helens (1980), Nevado del Ruiz (1985) nebo Pinatubo (1991).[3][221][221][222]

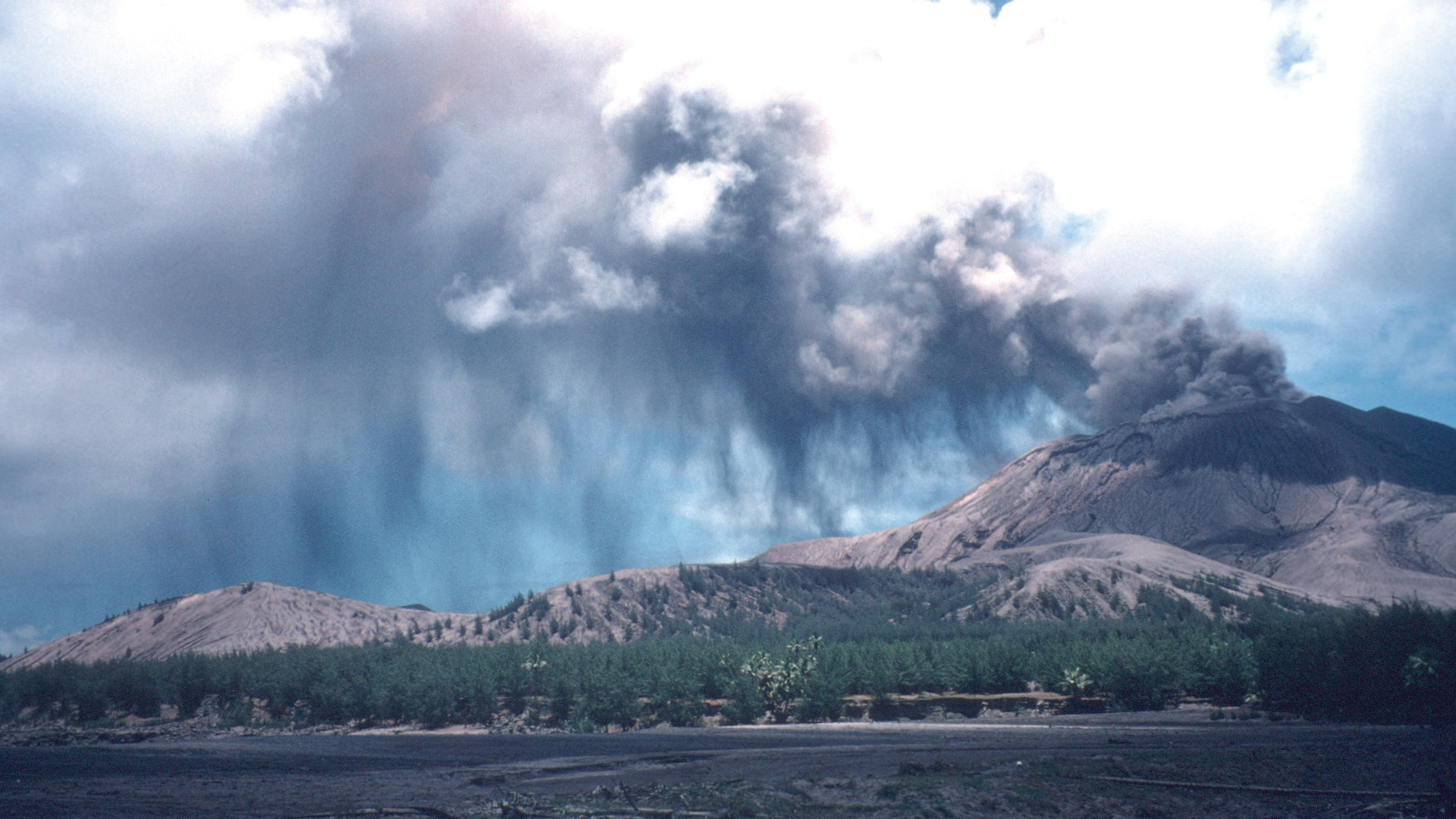
Sopečný spad, snášející se z oblaka popela na okolí sopky Pagan

- Sopečný spad: je sedimentace sopečného materiálu (popel, struska nebo kusy pemzy) na zemském povrchu ze sopečného mraku. Doprovází některé explozivní sopečné erupce, přičemž nejintenzivnější spad vytváří erupce pliniovského typu. Během nich je schopný postihnout rozsáhlá území.[223] Malé částečky popela může vzdušné proudění v atmosféře snadno transportovat na velké vzdálenosti. Jeho vdechování je zdraví škodlivé a rovněž poškozuje různá technická zařízení a infrastrukturu. Vrstva popela může zničit zemědělskou úrodu nebo kontaminovat zvířatům zdroje vody a potravy. Značné nebezpečí představuje pro letecký provoz.[224][225][226][227][3][228]

Mount St. Helens jeden den před erupcí a čtyři měsíce poté. Foceno zhruba ze stejného místa.

- Sesuv: je relativně rychlý, krátkodobý klouzavý pohyb horninových hmot, způsobeným poruchou stability svahu, a to v důsledku přírodních procesů nebo v důsledku lidské činnosti. Sesuvy jsou na sopečných tělesech běžné, neboť se mnohdy skládají z vrstev popela a lávových proudů, kvůli čemuž nejsou strukturálně plně stabilní. K nestabilitě svahů přispívá i zvýšený obsah vody.[229] Sesuv může iniciovat magmatická intruze, sopečná erupce, silné zemětřesení nebo intenzivní srážky. Objem některý u těch větších to může být více než 1 km³ (miliarda m³), výjimečně více než 100 km³.[3][230][231]

- Sopečné plyny: představují nebezpečí obvykle představují pro oblasti v bezprostřední blízkosti vulkánu či míst, kudy unikají do atmosféry. Vzdálenější místa jsou riziková výjimečně.[232][3] Mezi nejnebezpečnější plyny patří oxid uhličitý (CO2), oxid siřičitý (SO2) a sulfan (H2S). Větší množství oxidu uhličitého se drží u zemského povrchu nebo vyplňuje různé prohlubně nedýchatelnou vrstvou bez kyslíku. Oxid siřičitý lidem dráždí kůži, tkáně a sliznice. Navíc uniká-li přes dno do vodní plochy, rozkládá se na kyselinu sírovou a tím snižuje ph vody na extrémní hodnoty. Sulfan je plyn, který při koncentraci 0,01 % způsobuje bezvědomí a nad 0,05 % smrt.[233][234]

- Jökulhlaup: je islandský termín jökulhlaup označující masivní ledovcové povodně. Objevují se u subglaciálních sopek, které jsou částečně nebo úplně celé pokryté ledovcem nebo ledovým příkrovem. Spouštěčem je sopečná erupce, kdy její teplo roztaje obrovské množství ledu, jehož voda se často hromadí na místě v důsledku blokace samotným ledovcem nebo okolními skalními stěnami.[55][56] Kulminační průtok činí tisíce či desetitisíce m³/s. Během erupce islandského vulkánu Katla v roce 1755 se průtok pohyboval mezi 200 až 400 tisíci m³.[235][236] Jökulhlaupy mají také nevulkanický původ. Například, když dojde k protržení ledovcového jezera.[237]

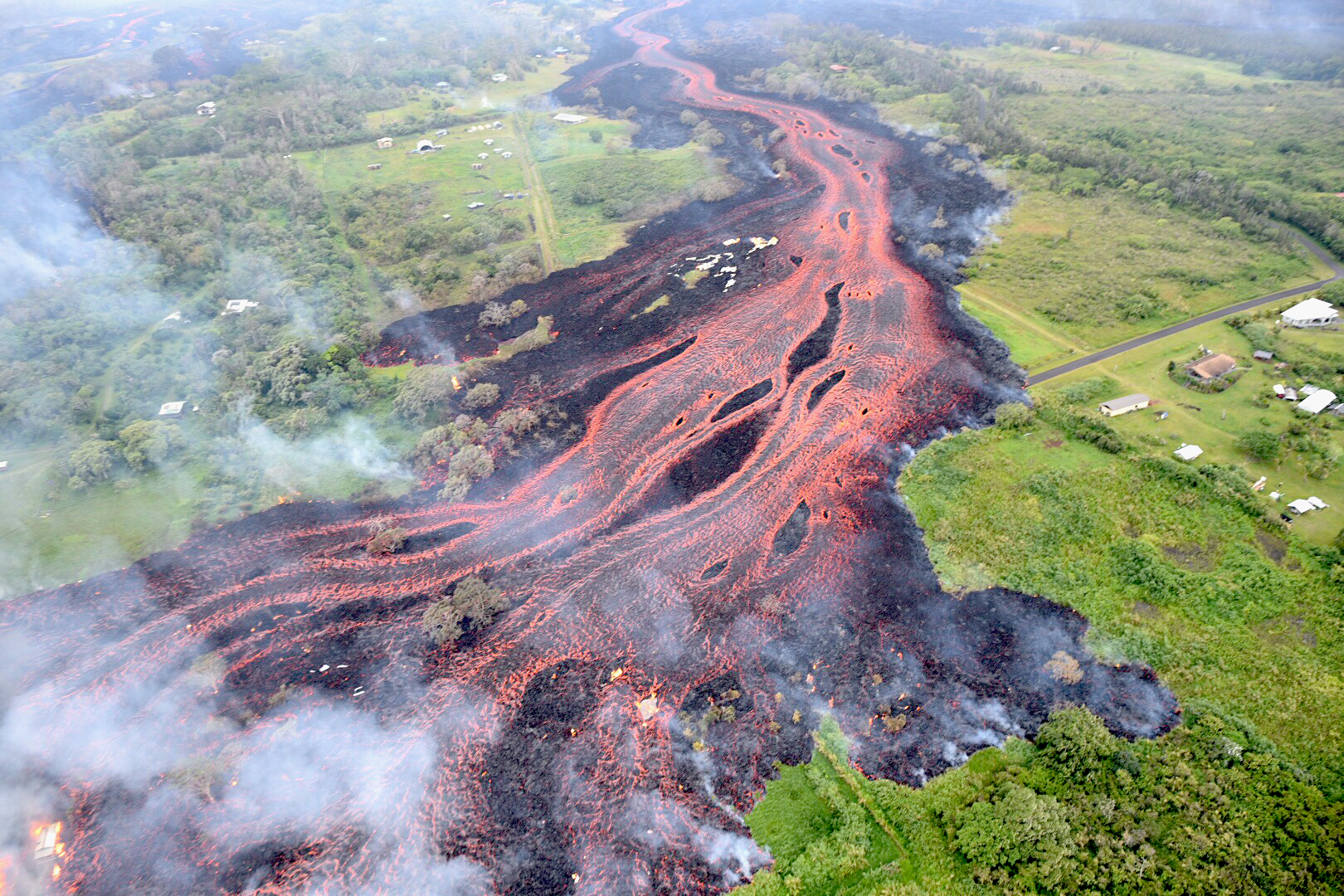
Proud lávy typu pahoehoe na Havaji roku 2018

- Lávový proud: je výron roztavené horniny na zemském povrchu.[238] Délka trasy lávových proudů závisí na sklonu a členitosti terénu, včetně vlastnostech roztavené horniny. Ve výjimečných případech mohou urazit vzdálenost více než 30 km.[3][148][53] Rychlost pohybu čela lávového proudu zřídka přesahuje rychlost chůze člověka a ten obvykle může snadno uniknout bezprostřednímu nebezpečí. Naopak láva typu pahoehoe může v lávovém kanálu či tunelu proudit rychlostí více než 30 km/h.[148][239][3]

- Vulkanické zemětřesení: je uvolnění napětí prostřednictvím pohybu horninových bloků. Sopečná se od těch tektonických liší: nevznikají pohyby litosférických desek, probíhají v nižších hloubkách (1–9 km), mají nižší intenzitu a vznikají jinými procesy. Téměř každou zaznamenanou sopečnou erupci předchází a doprovází zvýšení seismické aktivity. Otřesy se mnohdy vyskytují v rojích. Některá sopečná zemětřesení mohou způsobit poškození staveb či sesuvy půdy.[3][240]

- Vulkanický blesk: je elektrický výboj, doprovázející některé explozivní sopečné erupce. Primárně vzniká třením částic popela (triboelektrický jev) v sopečných oblacích či erupčních sloupcích, popřípadě třením ledových krystalků během freatomagmatických erupcí.[241][242] Nejstarší známe pozorování se odehrálo v roce 79, kdy slavnou erupci Vesuvu z dálky sledoval Plinius mladší. Vulkanické blesky nejsou vzácný jev. Vyskytují se relativně běžně.[3]

## Postvulkanická činnost

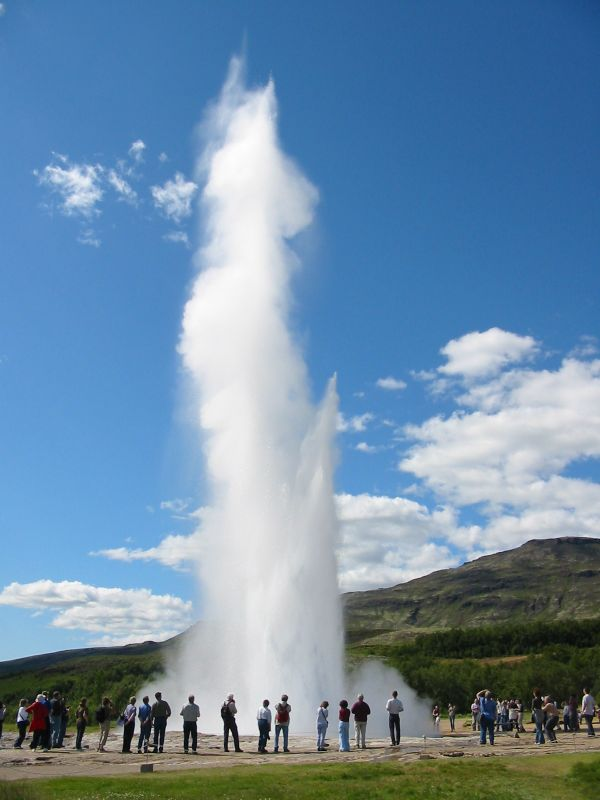
Více než 20 metrů vysoký výtrysk gejzíru Strokkur na Islandu

Postvulkanická činnost představuje řadu geotermálních jevů, které následují po definitivním ukončení vulkanické činnosti na daném místě. Po vyhasnutí vulkánu totiž v magmatickém krbu stále zůstává magma, které postupně chladne a tuhne. Zbytkové teplo a sopečné plyny interagují s podzemní vodou, což se na povrchu projevuje výskytem:
- termálních pramenů – je pramen, z něhož vyvěrá horká voda, která byla v podzemí ohřátá teplem z relativně blízkého magmatu. Ovšem nedosahuje takových teplot, aby to umožnilo vznik gejzíru. Termální prameny kromě Islandu, USA, Japonsku a dalších zemí lze nalézt i v České republice (Teplice, Karlovy Vary).[244][245]
  - černých kuřáků – termální prameny se taktéž vyskytují i pod mořskou hladinou, kde se nazývají černí kuřáci. Vlivem poklesu teploty přehřáté vody (>400 °C) dochází ke srážení minerálních složek, které postupným ukládáním tvoří komíny, terasy či valy.[3] [246]
- gejzírů – je pramen charakteristický nepravidelným únikem vroucí vody vyvrhované turbulentně do okolí a doprovázené oblakem vodní páry. Zasáknutá voda v podzemí přichází do kontaktu s horkými horninami, což vede k přehřátí a k explozivnímu vytlačení na povrch. Vodní erupce mohou dosahovat výšky několik desítek metrů. Voda je často nasycená minerálními látkami, které se při výstupu srážejí, čímž vytváří sedimentární horninu sintr.[247]
- bahenních sopek – není sopkou v pravém slova smyslu. Koncentrované plyny (především oxid uhličitý a metan) stoupají vzhůru a s sebou berou podzemní vodu, která při tom rozpouští sedimenty jílu. Vzniká husté a velmi jemné bahno vyvrhované na povrch.[248] Bahenní krátery tvarem připomínají drobné sopečné kužely, bahno z nich volně vytéká nebo vystřikuje jako gejzír spolu s unikajícím plynem a drobným štěrkem.[249][250] Neobvyklé nejsou ani větší erupce, způsobené nahromaděním uhlovodíkových plynů (metanu), které se mohou samovolně vznítit.[251]
- fumarol – je průduch, kudy do atmosféry unikají sopečné plyny o teplotě 200–800 °C.[168][169][170]
- solfatar – je průduch, kudy do atmosféry unikají sopečné plyny bohaté na síru, jejichž teplota se pohybuje od 100 do 250 °C.[168][169][170]
- mofet – je průduch, kudy do atmosféry uniká především oxid uhličitý s teplotou do 100 °C.[168][169][170]

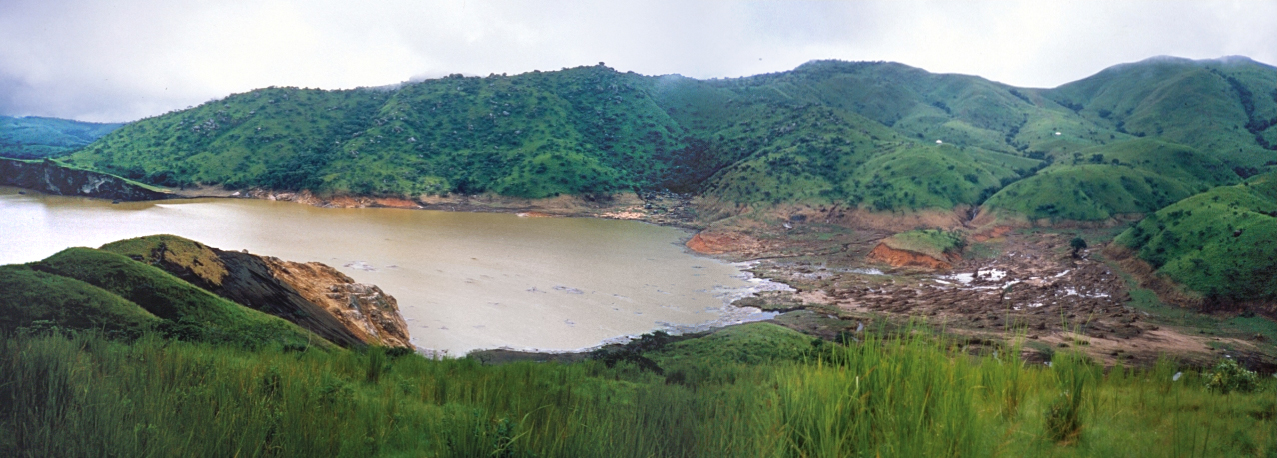
Maarové jezero Nyos po limnické erupci.

Nutno dodat, že zmíněné jevy doprovází i aktivní nebo spící sopky a rovněž mohou předcházet jejich erupční aktivitě.
Mezi postvulkanickou činnost lze zařadit také tzv. limnické erupce – vzácný a velmi nebezpečný druh přírodní pohromy, kdy dochází k okamžitému výronu obrovského množství oxidu uhličitého z vod hlubokých meromiktických jezer. Oblak CO2 může udusit lidi i zvířata až ve vzdálenosti desítek kilometrů.

## Vulkanologie
Vulkanologie je jedním z oborů geologie. Zabývá se vznikem a stavbou sopek, sopečnou činností, projevy vulkanismu, původem a vývojem magmatu, včetně geofyzikálních, geochemických a geologických jevů. Vědci, kteří se zabývají vulkanologií, se nazývají vulkanologové. Ti se musí často pohybovat v terénu, což zahrnuje i oblasti aktivních sopek, kde zkoumají lávové proudy, sopečné kužele, vyvřelé horniny, sopečné plyny atd.

### Výstražné úrovně
| Barva    | Stav aktivity vulkánu |
| -------- | --- |
| Zelená   | • Beze změny: Sopka je v normálním stavu bez erupce. • Snížení: Erupční fáze je považována za ukončenou a sopka se vrátila do svého normálního nečinného stavu.                                         |
| Žlutá    | • Zvýšení: Sopka vykazuje známky zvýšeného neklidu, nad rámec normální stavu. • Snížení: Vulkanická aktivita se výrazně snížila, ale nadále je pečlivě sledována, z důvodu možného opětovného vzestupu. |
| Oranžová | • Zvýšení: Sopka vykazuje zvýšený neklid se zvýšenou pravděpodobností erupce. • Snížení: Probíhá erupce sopky, emise vulkanického popelu jsou zanedbatelné nebo žádné.                                  |
| Červená  | • Zvýšení: Hrozí bezprostřední nebezpečí erupce s pravděpodobně významnými emisemi popelu do atmosféry. • Beze změny: Probíhá erupce s významnými emisemi popelu do atmosféry.                          |

V současné době neexistuje komplexní systém výstražných úrovní pro veřejnost, který by jednotně platil po celém světě. K tomu se nejvíce blíží tzv. Barevné kódy pro letectví (ACC – Aviation Color Code). Některé země používají svoje vlastní systémy výstražných úrovní. Například Americká geologická služba na území USA používá čtyřbodový systém (NORMAL, ADVISORY, WATCH, WARNING) se shodnými barvami jako u ACC. Nicméně je koncipován na nebezpečí, která sopka představuje pro osoby a infrastrukturu na zemi. Na Novém Zélandu se naopak využívá číselný výstražný systém se šesti úrovněmi.

### Monitorování sopek
Monitoring sleduje různé geologické, geochemické a geofyzikální údaje, poskytující informace o fyzikálních procesech, které probíhají v nitru sopek a mohou souviset s pohybem magmatu nebo jinou přederupční aktivitou. Monitorování rovněž přináší důležitá vědecká data pro jejich výzkum. Zároveň představuje významný faktor pro vyhodnocení potenciálního nebezpečí, předpovězení erupcí a předběžného varování příslušných orgánů s cílem zmírnění možných ztrát na životech nebo majetku.

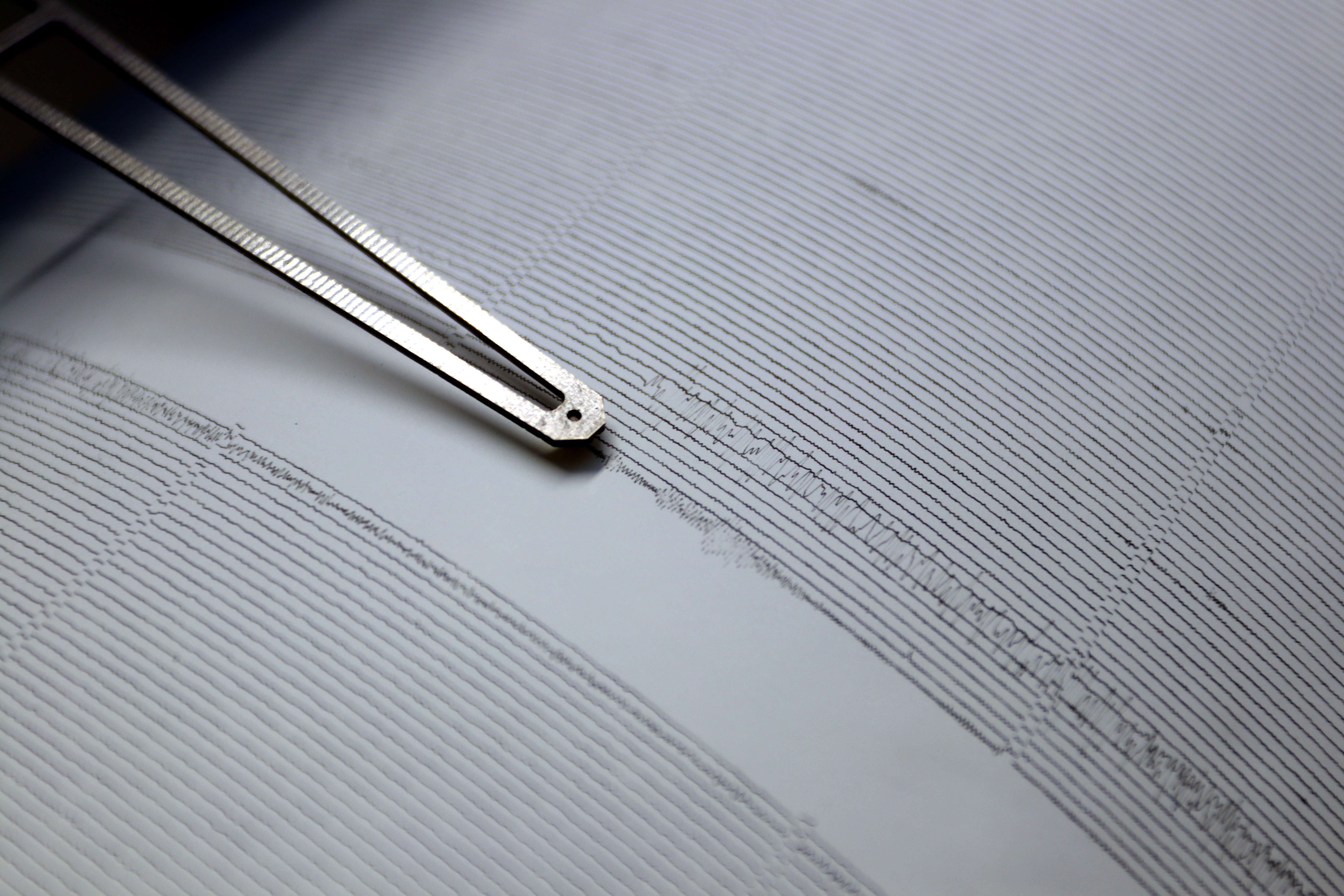
Historický seismograf (Akademie věd ČR)

- Otřesy – zemětřesení sopečného původu téměř vždy předchází nebo doprovází sopečnou činnost u všech druhů vulkánů. Seismický monitoring v reálném čase pomocí seismografu je jedním z nejběžnějších sledovací nástrojů. Pro dostatečnou kvalitu dat a následné správné vyhodnocení je kolem vulkánu nutné zřídit vícero měřících stanic.[3][260] Seismický monitoring je cenným zdrojem informací, pomocí něhož lze detekovat výstup magmatu (intruzi) a tím odhalit možnou erupci. Magma při své cestě vzhůru totiž postupuje podél zlomů a puklin. Tím, jak je roztavená hmota vyplňuje a tlakem láme okolní horninové bloky, dochází k vzniku charakteristických otřesů a vibrací. Pod sopkou často dochází k tzv. zemětřesnému roji.[261][262] Mezi další seismické jevy patři tzv. harmonický třes (rytmicky se opakující sinusoidní vlny).[263] Zdrojem seismické aktivity nemusí být nutně magma, ale například pohyb fluid (směs plynů a kapaliny).[3][264]

- Infrazvukové měření – sopečná aktivita produkuje infrazvukové vlny s frekvencí 0,1–20 Hz. Speciální senzory dokáží tyto signály detekovat, určit polohu zdroje a zjistit jejich fyzikální parametry.[3][265]

- Deformace zemského povrchu – výstup magmatu může mít za následek deformaci zemského povrchu v podobě výzdvihu (inflace) či poklesu (deflace) terénu, vyboulenin, hrbolů a trhlin.[3][266][267]

- Sopečné plyny – jak magma stoupá k povrchu, klesá i okolní litostatický tlak a nastává částečné odplynění magmatu. Sopečné plyny při své cestě vzhůru využívají různé zlomy, pukliny a na povrchu pak volně unikají prostřednictvím fumarol, solfatar nebo mofet. Jejich chemismus a změny koncentrace odráží podpovrchové i hlubinné vulkanické procesy a tudíž poskytují přímou informaci o magmaticko‒hydrotermálním systému pod danou sopkou.[3][268][269]

- Změny teplot – vzestup magmatu, provází lokální zvýšení teploty v okolní hornině. Růst teploty se může objevit až na zemském povrchu a tyto horká místa lze detekovat pomocí družic, stacionárními stanicemi či ručními přístroji.[3][270]

- Podzemní voda – systémy podzemních vod jsou mnohdy narušeny stoupajícím magmatem. To se může projevit různými změnami, například ve vydatnosti pramenů, výšce hladiny podzemní vody či změnami jejích fyzikálně-chemických vlastností.[3][271][272]

- Gravimetrické a magnetometrické změny – průnik žhavé taveniny do nízkých hloubek se lokálně projevuje změnami v gravitačním poli. Kromě toho se dají registrovat změny také v magnetickém poli. Nicméně, správná interpretace magnetických anomálií je oproti těm gravitačním výrazně složitější, proto je metoda méně využívanou.[3][273]

## Významné sopky ve světě
- Evropa: Bárðarbunga, Campi Flegrei, Cumbre Vieja, Elbrus, Etna, Eyjafjallajökull, Grímsvötn, Hekla, Katla, Laacher See, Santorin, Stromboli, Surtsey, Vesuv, Vulcano
- Asie: Agung, Ararat, Aso, Bezymjannyj, Bromo, Damávand, Fudži, Galunggung, Gamalama, Gamkonora, Ijen, Karymská sopka, Kelut, Kikai, Ključevskaja, Krakatoa, Ksudač, Lewotolo, Mayon, Merapi, Nišinošima, Ontake, Pektusan, Pinatubo, Rinjani, Sakura-džima, Sangeang Api, Semeru, Sinabung, Šiveluč, Taal, Tambora, Toba, Unzen
- Severní Amerika: Arenal, Augustine, Cleveland, Colima, El Chichón, Fuego, Ilopango, Kráterové jezero, Mont Pelée, Mount Adams, Mount Baker, Mount Hood, Mount Jefferson, Mount Rainier, Mount Redoubt, Mount Shasta, Mount St. Helens, Novarupta, Pacaya, Paricutín, Pavlof, Poás, Popocatépetl, Santa María, Soufrière, Soufrière Hills, Yellowstonská kaldera
- Jižní Amerika: Calbuco, Cerro Azul, Cerro Hudson, Cotopaxi, El Misti, Galeras, Chaitén, Chimborazo, La Cumbre, Lanín, Nevado del Ruiz, Puyehue, Ojos del Salado, Osorno, Reventador, Sabancaya, Sangay, Villarrica, Wolf
- Afrika: Erta Ale, Kilimandžáro, Nyiragongo, Ol Doinyo Lengai, Pico del Teide, Pico do Fogo, Piton de la Fournaise
- Oceánie: Ambrym, Hunga Tonga, Kilauea, Mauna Kea, Mauna Loa, Mount Taranaki, Rabaul, Ruapehu, Taupo, Tongariro, White Island, Yasur
- Antarktida: Mount Erebus

### Decade Volcanoes
Decade Volcanoes je seznam 16 sopek světa, kterým by se podle Mezinárodní asociace vulkanologie a chemismu zemského nitra (IAVCEI) měla být věnovaná zvýšená pozornost vědecké obce. Výběr byl založen na základě jejich eruptivní historie a hustoty zalidnění přilehlých oblastí.
| Mauna Loa | USA               | 1 906     | 2022  |
| Mount Rainier | USA               | 3 187     | 1894  |
| Colima | Mexiko            | 303 490   | 2019  |
| Santa María | Guatemala         | 1 259 600 | Činná |
| Galeras | Kolumbie          | 630 777   | 2014  |
| Pico del Teide | Španělsko         | 337 660   | 1909  |
| Vesuv | Itálie            | 3 907 941 | 1944  |
| Etna | Itálie            | 1 016 540 | Činná |
| Santorin | Řecko             | 12 336    | 1950  |
| Nyiragongo | Kongo             | 1 006 436 | Činná |
| Merapi | Indonésie         | 4 348 473 | Činná |
| Ulawun | Papua Nová Guinea | 10 577    | 2023  |
| Taal | Filipíny          | 2 380 326 | 2022  |
| Sakura-džima | Japonsko          | 905 254   | Činná |
| Unzen | Japonsko          | 444 737   | 1996  |
| Avačinská sopka | Rusko             | 180 016   | 2008  |
| Korjacká sopka | Rusko             | 142 050   | 2009  |
| Poznámka: údaje pocházejí z katalogu Global Volcanism Program, vedeným Smithsonovým institutem ve Washingtonu, D.C. |                   |           |       |

## Vulkanismus na území ČR

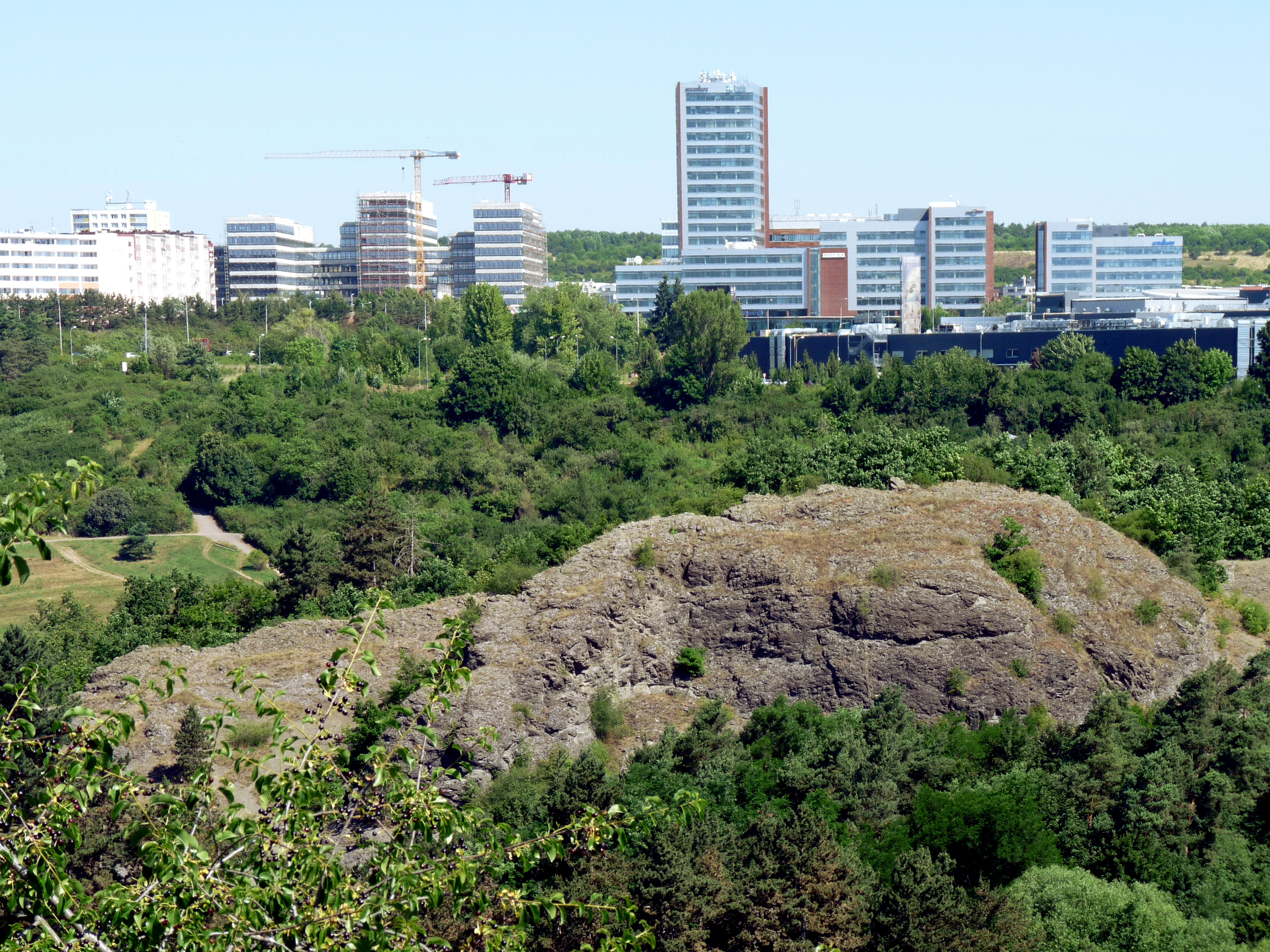
Hemrovy skály v Praze, pozůstatek prvohorního podmořského vulkánu

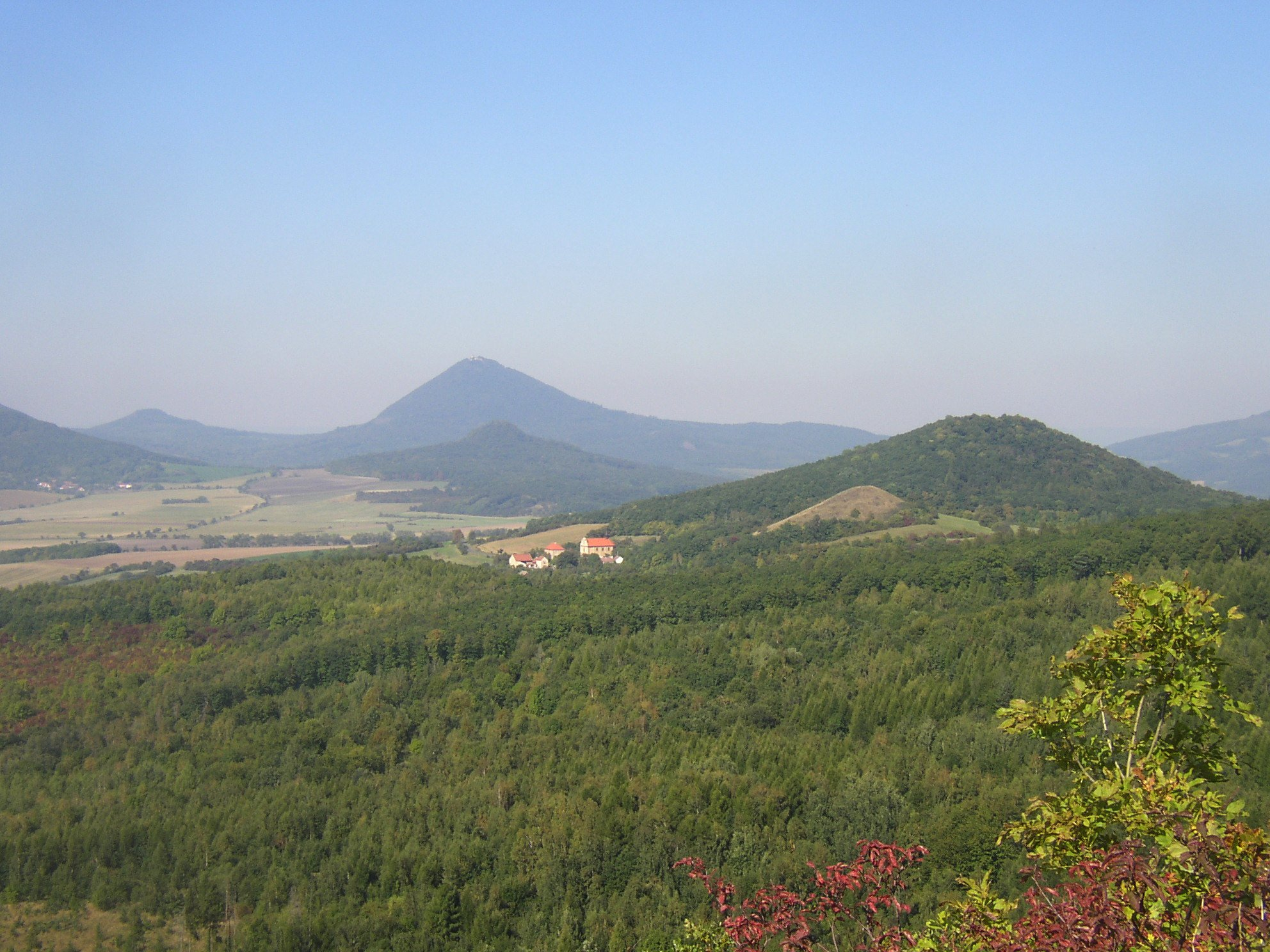
České středohoří na severu Čech, sopečné pohoří z období třetihor

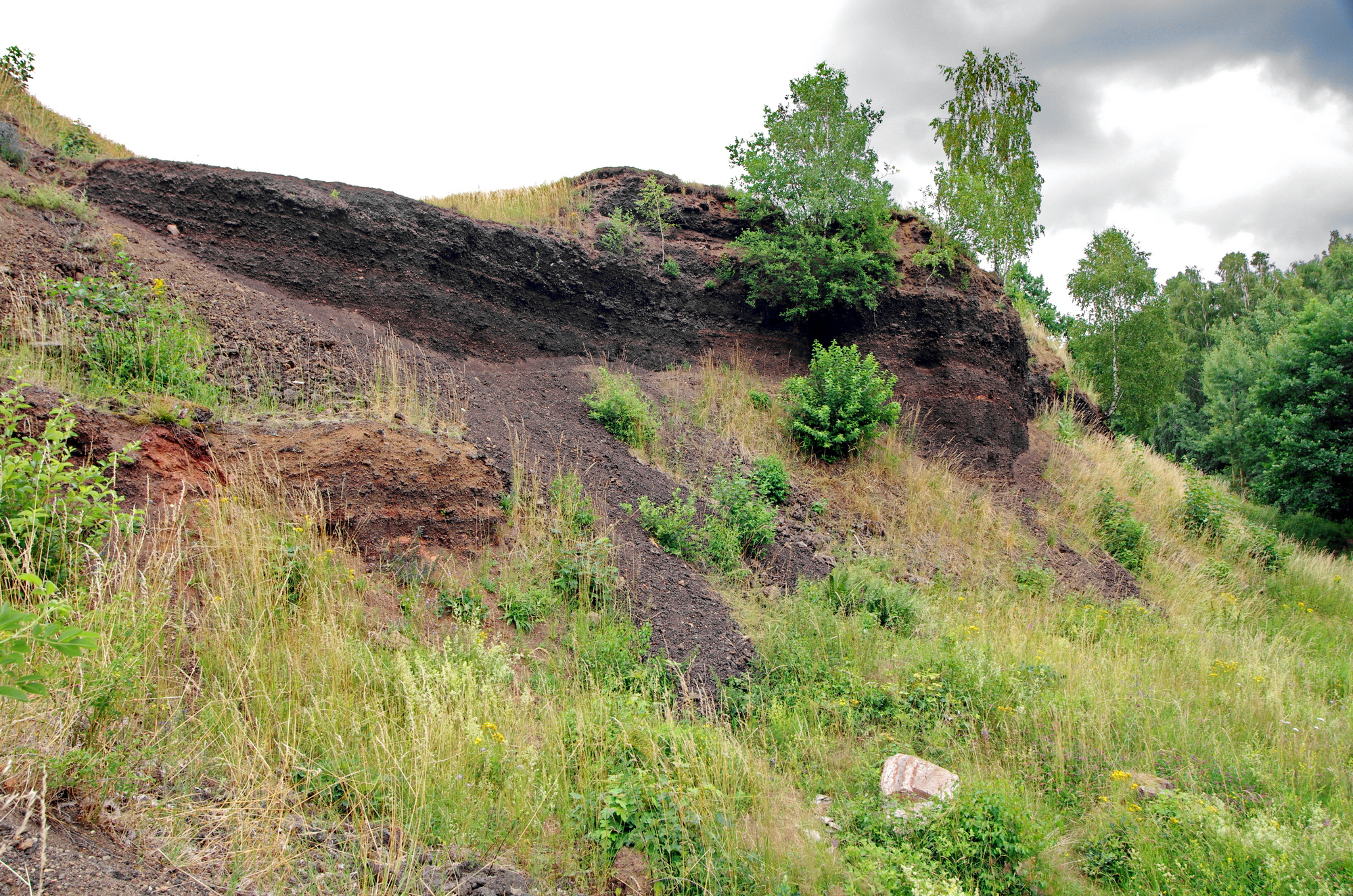
Čtvrtohorní Železná hůrka u Chebu je nejmladší sopkou na území ČR

Ačkoliv se v posledních několik set tisíc let na území Česka nevyskytoval žádný aktivní vulkán, v dávné minulosti na něm naopak probíhala intenzivní sopečná činnost. Odehrávala se ve starohorách, prvohorách, třetihorách a ve čtvrtohorách.
- Starohory – v barrandiensko-tepelské oblasti, zvané bohemikum, táhnoucí se od Prahy k Domažlicím, docházelo v rámci kadomského vrásnění k vulkanismu již před 600–700 miliony let. Jednalo se podmořské výlevy čedičové lávy, což dosvědčuje přítomnost polštářové lávy.[276][277]
- Prvohory – na počátku prvohor během kambria nastala v bohemiku mezi Křivoklátem a Rokycany suchozemská sopečná činnost, která byla místy extrémně intenzivní. Nejhojněji zastoupené lávy měly ryolitové a andezitové složení. Mezi ordovikem a devonem se většina zdejší aktivity stává podmořskou.[278] Zapříčinilo to rozpínání zemské kůry v pražské pánvi (protáhlé depresi mezi Prahou a Plzní, kde se usazovaly sedimenty a zároveň docházelo k sopečným erupcím). Během siluru docházelo mezi Prahou a Berounem k intenzivnímu podmořskému vulkanismu, přičemž jedna sopka pravděpodobně pronikla nad hladinu a u Loděnic zanechala své sopečné produkty.[279] Vulkanity pre-karbonského stáří lze nalézt také v Krušných horách, Orlických horách, Jeseníkách atd. Poté na přelomu devonu a karbonu před 390–310 miliony let dochází k tzv. Hercynskému vrásnění. Tento pro Evropu významný horotvorný proces stojí za vznikem Českého masivu, jenž se zformoval prostřednictvím srážky několika menších kontinentálních bloků.[280] Bohemikum bylo vrásněním nejméně postiženo, tudíž se v něm lépe zachovaly starší sopečné horniny, a to včetně těch starohorních z dob kadomského vrásnění. Díky tomu lze přímo v Praze pozorovat jejich výchozy. V závěru hercynské orogeneze se v zemské kůře utvořila masivní magmatická tělesa. Stopy sopečné aktivity z této doby byly objeveny například v devonských sedimentech Drahanské vrchoviny či Nízkého Jeseníku.[277]
- Druhohory – v jejich průběhu, kdy trvala 186 milionů let dlouhá éra dinosaurů, byl Český masiv z tektonického hlediska stabilní a bez vulkanické aktivity. Na konci křídy v závěru druhohor se však začíná opět obnovovat.[277]
- Třetihory – během třetihor zažilo území dnešní České republiky kvůli alpinskému vrásnění silnou sopečnou činnost, jejíž stopy lze v české krajině dodnes pozorovat. Započala již na konci křídy. V Českém masivu se utvořila zlomová pásma, kudy magma mohlo pronikat na povrch. Tím nejvýznamnějším byl oherský rift (také známý jako podkrušnohorský), kde se soustředil nejintenzivnější vulkanismus. Rift probíhá podél jižního úpatí Krušných hor a protíná území Čech od Chebu až po Žitavu v délce 190 km.[281] Zasahuje až do Bavorska a Polska, přičemž celková délka činí 300 km. Zformování zlomu bylo odezvou hercynského předpolí na pozdější fázi alpinského vrásnění, anebo ztenčením kůry vyvolaném v souvislosti s místní horkou skvrnou, popřípadě oběma dvěma procesy.[277][282] Vrcholnou sopečnou činností od svrchního eocénu až do spodního miocénu (před 42–16 miliony let) vznikly Doupovské hory a České středohoří.[283] Doprovázely ji explozivní erupce, budování stratovulkánů a produkce pyroklastického materiálu. Nesoustředila se však jen na severozápad Čech v okolí oherského riftu, třetihorní sopky se nacházely také v okolí Ostravy, jihovýchodní Moravy (v Bílých Karpatech) a roztroušeně v Čechách (Říp, Vinařická hora u Kladna atd.).[277] Před 13–5 miliony let se vulkanismus vázal na mladší poruchy (krušnohorský a lužický zlom).[284]
- Čtvrtohory – na přelomu třetihor a v průběhu čtvrtohor se české sopky vyskytovaly jen lokálně ve dvou oblastí: v Nízkém Jeseníku a v okolí Bruntálu zanikly před 2 miliony let, zatímco na západě Čech přetrvaly až do středního pleistocénu.[285] Stáří Komorní hůrky se odhaduje na více než 450 tisíc let, zatímco Železné hůrky na 150–400 tisíc let, čímž se jedná o nejmladší českou sopku.[286] Od té doby veškerá sopečná aktivita na území ČR zanikla. Ovšem její dozvuky prostřednictvím postvulkanickým jevů lze dodnes pozorovat v oherském riftu. Patří sem mofety v Soos, termální prameny v Karlových Varech nebo příležitostné zemětřesné roje v okolí Chebska.[287]

## Vulkanismus ve sluneční soustavě

### Měsíc
Přivrácená strana Měsíce je pokrytá tmavě zbarvenými pláněmi, neboli měsíčními moři. V podstatě se jedná o mohutná lávová pole čedičového složení, ovšem jejich vznik se pojí s předcházejícími impakty velkých těles. Na povrchu se rovněž vyskytuje lunární lávový dóm Mons Rümker, podobný pozemskému štítovému vulkánu. Patrně na něm probíhala krátká, zato intenzivní sopečná aktivita. V současnosti jsou lunární vulkány s největší pravděpodobností vyhaslé, ačkoliv jádro Měsíce je zřejmě částečně roztavené.

### Mars

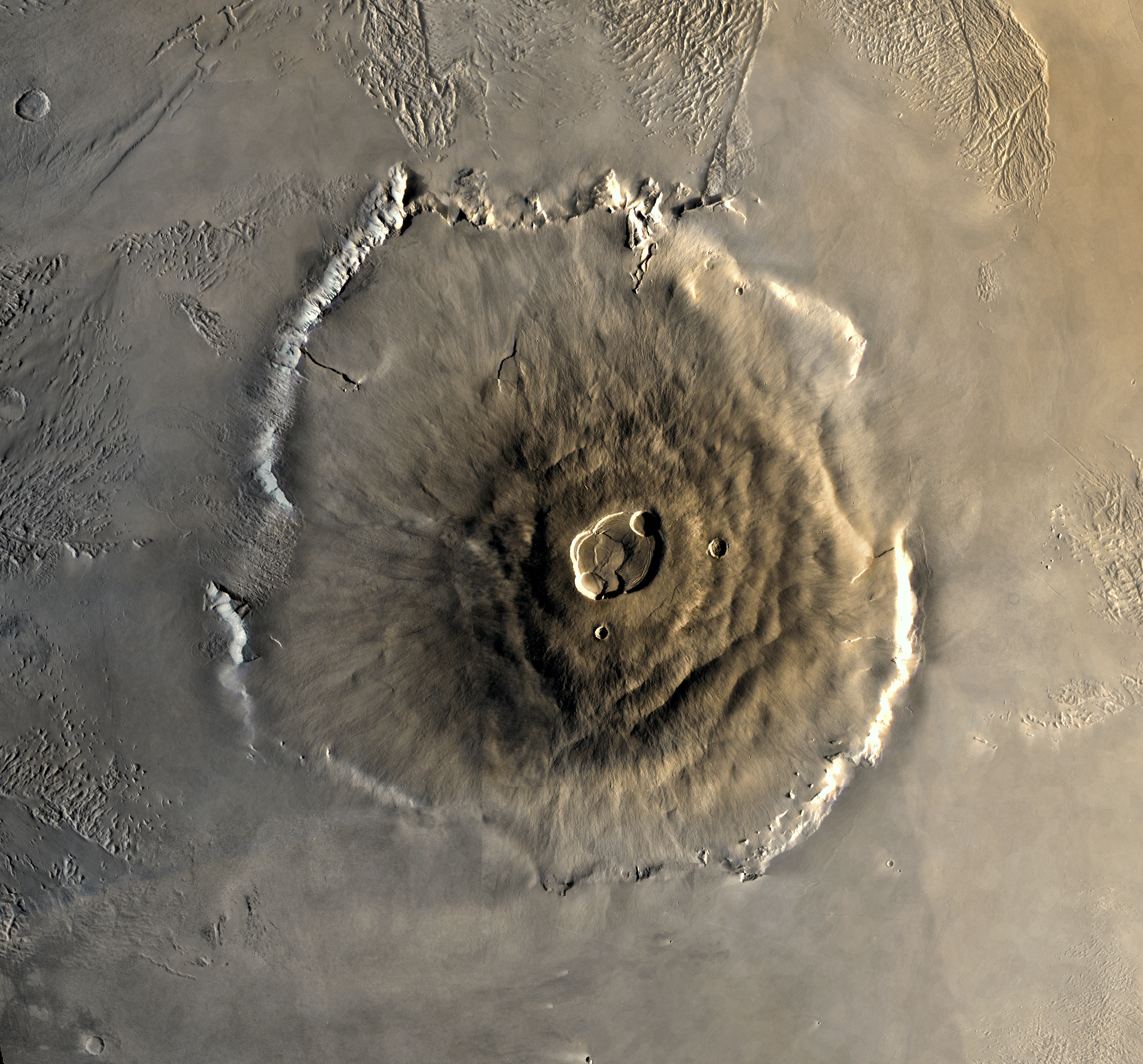
Štítová sopka Olympus Mons

Na rozdíl od Země se sopky na Marsu nemohou vyskytovat v dlouhých liniích podél hranic tektonických desek, protože deskovou tektoniku zcela postrádá. Nejnápadnější stopy vulkanismu se nacházejí na západní polokouli v okolí rovníku, konkrétně v oblastech Tharsis a Elysium Planitia. Leží zde i obří štítové sopky, jejichž rozměry přesahují kterýkoliv pozemský vulkán. Olympus Mons má průměr základny 624 km a sahá do výšky 27 km. Jedná se tak o nejvyšší horu Sluneční soustavy. Výšku Mount Everestu přesahuje více než trojnásobně. Mezi další vulkány patří Arsia Mons, Ascraeus Mons, Hecates Tholus a Pavonis Mons. Důvodem jejich velikosti je ten, že tamější litosféra se nepohybuje na svrchním plášti (astenosféře) jako na Zemi, takže se láva ze stacionární horké skvrny mohla více než miliardu let hromadit na jednom místě na povrchu. Předpokládá se, že magmatické komory na Marsu leží v mnohem hlouběji a většina produkované lávy má výhradně čedičové složení. Erupce jsou méně časté, zato dokáží být velmi objemné a rozsáhlé. V západní části Elysium Planitia byl popsán obrovský výlev z trhliny. Událost zřejmě trvala jen několik týdnů až měsíců a na povrch se dostalo 5 000 km³ roztavené horniny. Lávový proud díky nízké gravitaci dotekl až do vzdálenosti 1 400 km. Evropská sonda Mars Express našla známky toho, že k sopečné činnosti na Marsu mohlo docházet i v nedávné minulosti. Nejmladší lávový proud v oblasti Elysium Planitia se datuje do doby před 2,5 miliony let. V listopadu 2020 astronomové oznámili nově nalezené důkazy o sopečné aktivitě na Marsu. V okolí puklinového systému Cerberus Fossae bylo identifikováno zřejmě pyroklastické ložisko po explozivní erupci, staré 53–210 tisíc let. Pokud by bylo skutečně sopečného původu, tak by to znamenalo, že Mars by teoreticky mohl být stále vulkanicky aktivní.

### Venuše
Asi 90 % povrchu Venuše je pokryto čedičem, což naznačuje, že povrch intenzivní formovaly vulkanické procesy. Podle nízké hustoty impaktních kráterů se zdá, že planeta zažila významnou sopečnou činnost před méně než 500 miliony let. Stejně jako na Marsu, ani na Venuši neexistuje desková tektonika. Předpokládá se, že se povrch „recykluje“ uvolňováním tepla z nitra planety, čímž cyklicky dochází k masivní vulkanické činnosti, která stávající povrch překryje novým materiálem. Na povrchu byly nalezeny četné malé sopky, které jsou docela rovnoměrně rozmístěny po celé planetě. Podle studie z roku 2020 by se na Venuši mohlo nacházet 37 aktivních sopek, tzv. korón. Jsou to struktury prstencového tvaru, které nejspíš vznikly výstupem roztavené horniny z pláště, poháněné plášťovou konvekcí. Sopečná činnost na planetě patrně vykazuje malou pestrost v typech erupcí ve srovnání se Zemí. Zdá se, že téměř veškerý vulkanismus zahrnuje efuzivní činnost (výlevy láv) nízké viskozity, kdežto stopy explozivních erupcí a viskózních láv, produkující oblaka popela, nebyly objeveny vůbec. Příčina dosud nebyla zodpovězena, ale vysvětluje se následujícími způsoby:
1. atmosférický tlak je natolik velký, že samovolně tlumí výbušné erupce. Pro jeho překonání by magma muselo být mnohem více nasyceno sopečnými plyny.
2. absence vodní páry v magmatu.
3. absence konvergentních rozhraní (subdukcí), produkující vysoce viskózní magmata.

Současné změny v atmosféře by mohly rovněž souviset s aktuálním vulkanismem, ale zatím nejsou k dispozici žádné přímé důkazy toho, zdali je Venuše stále vulkanicky aktivní, či nikoli.

### Jupiterův měsíc Io

Erupce sopky Tvashtar na Io, jak ji zachytila sonda New Horizons. Materiál byl vyvržen až do výšky 290 km nad povrch měsíce

Vulkanicky nejaktivnějším objektem ve sluneční soustavě je jupiterův Io, nejvnitřněji obíhající z Galileových měsíců. Je pokryt četnými aktivními sopkami, které chrlí materiál o teplotě až 1 500 °C, tvořeným sírou, oxidem siřičitým a silikátovými horninami. To dává měsíci jeho jedinečné zbarvení. Velmi intenzivní vulkanismus je zapříčiněn slapovými silami Jupiteru, kdy amplituda deformace povrchu Io činí až 100 m. Kvůli nim je na podpovrchové vrstvy tělesa aplikováno silné třecí teplo, které udržuje většinu vnitřku a povrchu měsíce trvale roztavenou. Rychlost vyvrženého materiálu dosahuje až 1 km/s (3 600 km/h). Vlivem slabé gravitace se dostává až do výšky 300 km, přičemž občas může z gravitačního pole zcela uniknout do meziplanetárního prostoru. Sopečná aktivita Io je natolik intenzivní, že stále probíhající geologické změny na jeho povrchu lze pozorovat v horizontu roků až desetiletích. Stopy vulkanismu, včetně devět struktur, byly na měsíci poprvé objeveny na snímcích sondy Voyager 1. Když kolem Io proletěla sesterská sonda Voyager 2, osm z nich byly stále aktivní. V únoru 2001 byla zaznamenána erupce sopky Tvashtar, dosud nejsilnější erupce ve sluneční soustavě, kdy pokryla oblast o rozloze 1 900 km². Erupci stejné sopky pozorovala také v únoru 2007 sonda New Horizons, kdy materiál chrlila do výšky 290 km. Dále zaznamenala erupci vulkánu Prometheus, u něhož vyvrženiny dosahovaly výšky 60 km.

### Kryovulkanismus na ledovových měsíců
Kryovulkanismus je zvláštní druh sopečné činnosti, při němž dochází k výronům chladné hmoty (kryomagma) na povrch objektu a je jedním z charakteristických rysů vnějších těles sluneční soustavy. Potřebná energie k roztavení ledu či jiných prvků a sloučenin pochází z gravitačních slapových sil. Ty vytvářejí dostatečné vnitřní tření, aby vytvořily teplo potřebné k jejich roztavení. Kryovulkanismus byl detekován byl například na Jupiterově měsíci Europě. Zde však eruptujícím materiálem je kapalná voda, která zamrzne ihned po dosažení povrchu. V roce 1989 pozorovala sonda Voyager 2 několik kryovulkánů na povrchu Tritonu (měsíci Neptunu), chrlící kapalný dusík a metan. Roku 2005 sonda Cassini vyfotografovala Saturnův měsíc Enceladus s patrnými výtrysky částic zmrzlé vody, rovněž obsahující kapalný dusík, čpavek, prach a metan. Sonda také našla důkazy uhlovodíkového kryovulkanismu na Titanu, který by mohl být zodpovědný za vysoké koncentrace metanu v jeho husté atmosféře. Předpokládá se, že kryovulkanismus se může projevovat i na tělesech v Kuiperově pásu.

## Význam sopek

### Klima

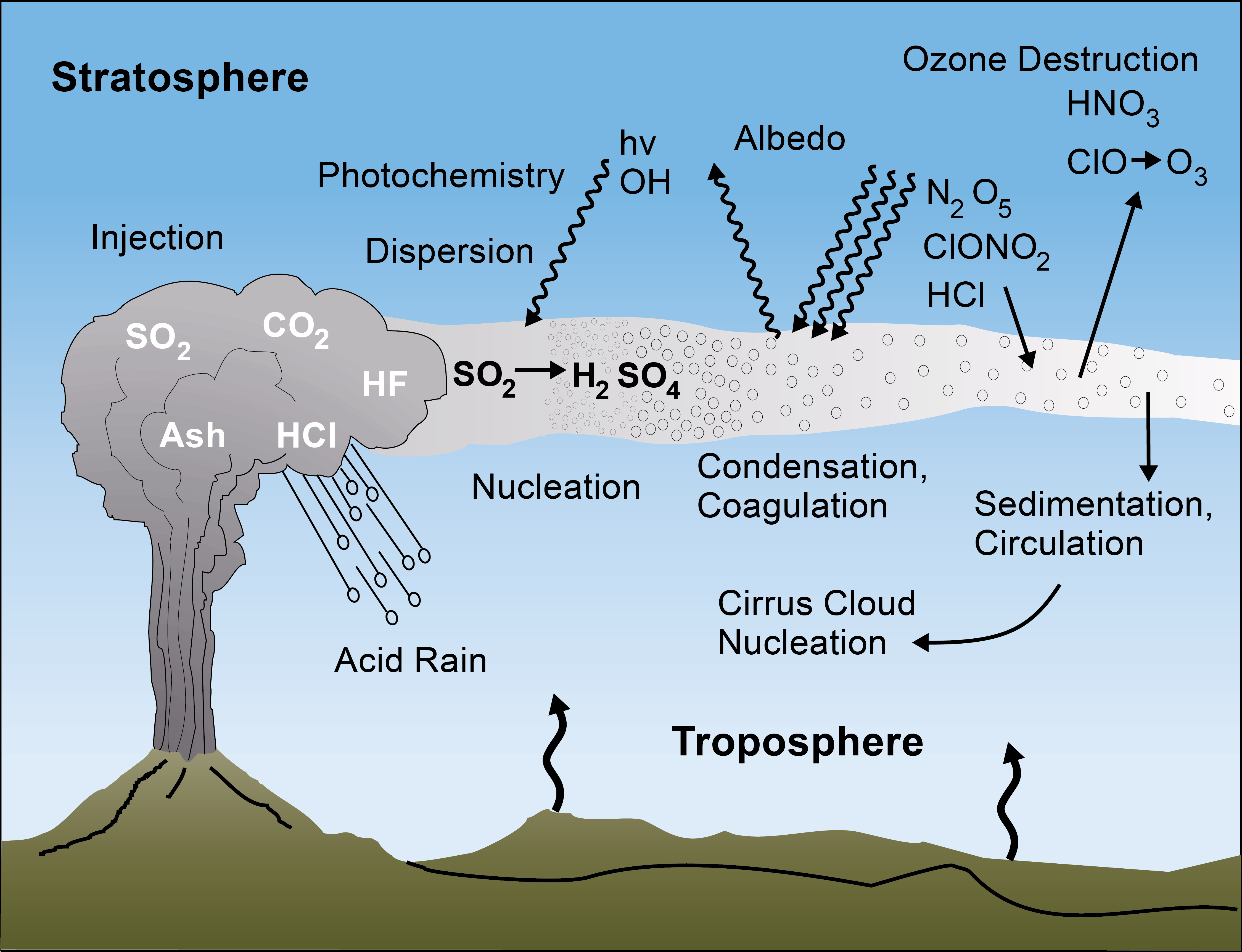
Schéma vlivu sopečných plynů a popela na atmosféru

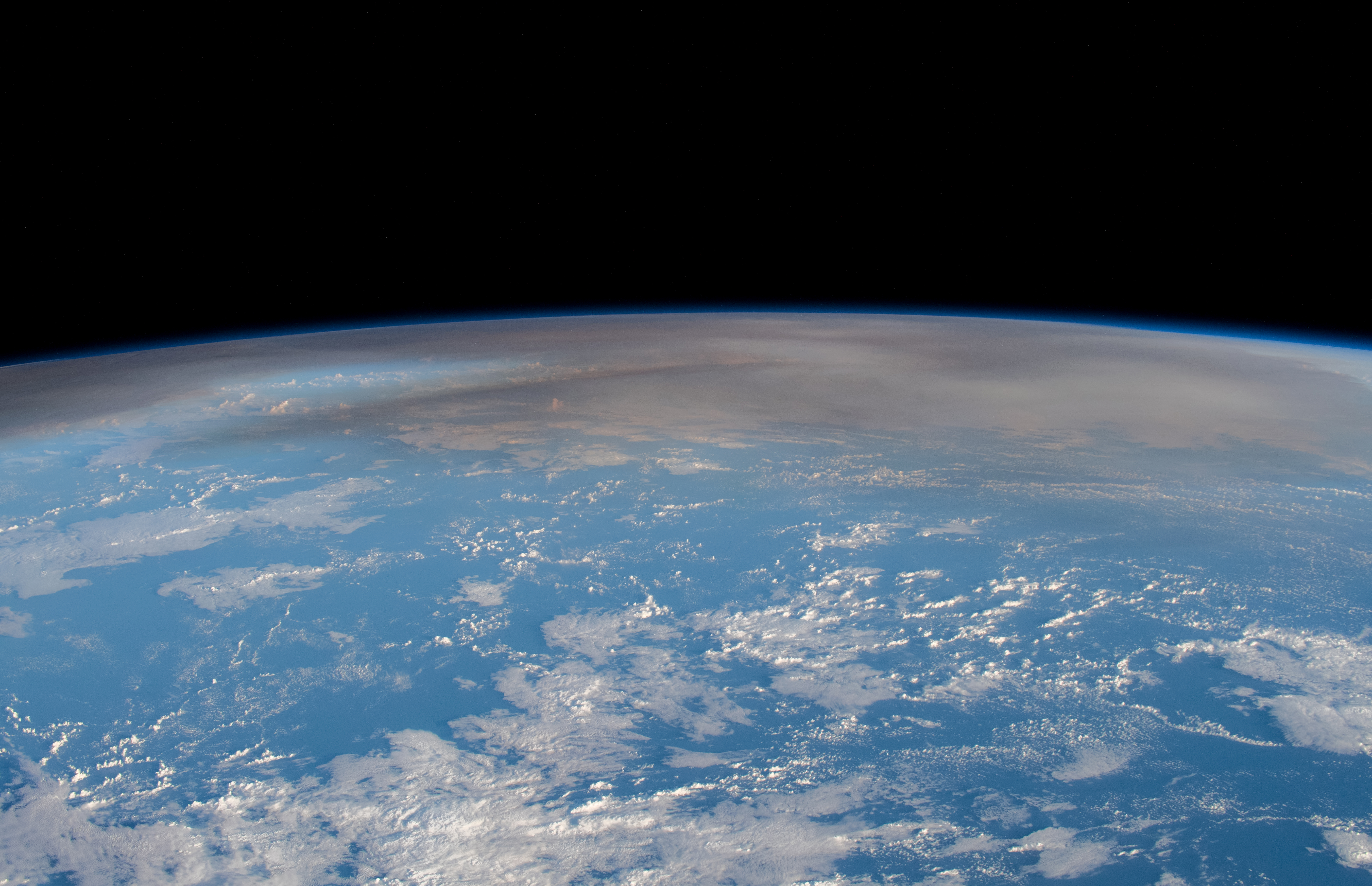
Sopečný popel nad Pacifikem poblíž Nového Zélandu po erupci Hunga Tonga Ha'apai v lednu 2022

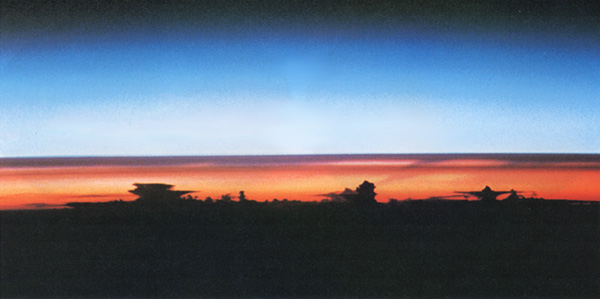
Fotka vrstvy popela v atmosféře, dva měsíce po erupci Pinatuba

Vulkány mají potenciál výrazně ovlivnit klima na Zemi. To zahrnuje jak oteplení, tak ochlazení. Tento na první pohled poměrně jednoduchý koncept je ve skutečnosti nesmírně složitý a komplikovaný. Sopky do atmosféry emitují sopečné plyny, kam dominantně patří vodní pára, oxid uhličitý a oxid siřičitý. Během explozivních erupcí, kdy nastává fragmentace magmatu, dochází rovněž k produkci sopečného popela. V závislosti na jejich množství, složení, síle erupce a její zeměpisné šířce (tropická či extratropická) se odvíjí míra dopadu na klima. Dalším důležitým aspektem je výška, do jaké byly vyneseny. Není-li sopečná erupce dost silná na to, aby je transportovala přes tropopauzu (hranici mezi troposférou a stratosférou), zůstanou jen v troposféře – nejspodnější části atmosféry. Zde probíhá většina atmosférických procesů (počasí), které z ní tyto produkty přirozenými pochody postupně odstraní. Průměrná doba jejich setrvání je krátká (několik dní), proto je vliv slabých erupcí na globální klima malý až zanedbatelný, ačkoliv může v daném regionu způsobit změny počasí. Přesto některé nebývale silné troposférické erupce mohou mít určitý dopad, v důsledku přítomnosti dostatečně velkého množství vyvrženin. Nicméně skutečné významné účinky na globální klima mají silné explozivní erupce, kdy sopečný popel a plyny penetrují tropopauzu (ve výšce 10–20 km; na pólech 7 km) a dostanou se do vyšších vrstev až do stratosféry. Tamější silné vzdušné proudění je rozdistribuuje po celé planetě a jejich setrvání v ní může trvat v řádu měsíců a let. Díky postupně se snižující výšce tropopauzy směrem k pólům mají erupce situované dále od rovníku obecně vyšší šanci ovlivnit klima. Naproti tomu účinky u erupcí s nižší zeměpisnou šířkou se projevují rychleji.
Mimořádně silné sopečné události jsou schopné způsobit tzv. sopečnou zimu. Za prozatím poslední erupci s indexem VEI 7 byla v roce 1815 zodpovědná indonéská sopka Tambora. Následující rok 1816 byl kvůli globálnímu poklesu teploty o 0,4 až 0,7 °C nazýván jako rok bez léta. Zejména severní polokouli postihovaly extrémní výkyvy počasí, rapidní změny teploty, tuhé zimy a neúroda. V červnu na Severovýchodě USA, včetně jižní části kanadského Québecu, dokonce napadlo až 46 cm sněhu a objevily se mrazy. Předpokládá se, že erupce supervulkánů s indexem VEI 8 v minulosti způsobily vážná globální kataklyzmata a vymírání druhů. Například celosvětová teplota po erupci supervulkánu Toba před 74 tisíci roky klesla o 3–15 °C na dobu deset nebo více let.
Sopečný popel funguje jako překážka slunečnímu záření, které nedosáhne k povrchu a tím ho ochlazuje. Kvůli vyšší hustotě setrvává v atmosféře kratší dobu než sopečné plyny. Dříve se myslelo, že krátkodobá přítomnost popelu platí také ve stratosféře, ovšem podle nových výzkumů tam některé částice mohou vydržet i několik měsíců. Během pliniovských erupcí, doprovázené erupčních sloupcem vysokým až 10–20 km, dochází k injekci sopečného popela a plynů do stratosféry. Zdejší přítomnost částic popela po velmi mohutných erupcích může mít za následek dokonce neobyčejně barevné západy a východy slunce, jako tomu bylo po erupci Krakatoi roku 1883. Oxid siřičitý (SO2) se v atmosféře chemickou reakcí mění na kyselinu sírovou, jež rychle kondenzuje na aerosol. Jeho drobné kapičky mají vysokou odrazivost a část slunečního záření odrážejí zpět do vesmíru, čímž dochází k ochlazování spodní části atmosféry. Kromě toho mohou poškozovat i ozonovou vrstvu. Aerosoly kyseliny sírové ochlazují klima efektivněji než sopečný popel a zároveň dokáží ve stratosféře setrvat dlouhé měsíce až roky. Ochlazující účinky byly například pozorovány v roce 1991, kdy na Filipínách došlo k erupci stratovulkánu Pinatubo. Druhý nejsilnější sopečný výbuch 20. století vyvrhnul kromě 10 km³ sopečného popela také 20 milionů tun SO2. Aerosol v atmosféře přetrval zhruba 3 roky. Dalším významným plynem je oxid uhličitý (CO2). Jakožto skleníkový plyn má úplně jiný účinek, kdy naopak podporuje oteplování. Viditelné a ultrafialové záření ze Slunce ohřívá zemský povrch, přičemž ten se ochlazuje infračerveným vyzařováním této energie zpět do vesmíru. Oxid uhličitý však unikající teplo pohlcuje. Všechny sopky světa uvolní každý rok do atmosféry ~0,3 miliardy tun CO2, zatímco veškerá lidská činnost ~36,8 miliardy tun (2023), tedy více než 100 krát větší množství. Mezi skleníkové plyny patří rovněž i vodní pára, která sluneční záření pohlcuje a tím zahřívá okolní atmosféru. Ve stratosféře dokáže setrvat 5–10 let.

### Vymírání
Podle paleontologických výzkumů silný vulkanismus v historii Země způsobil řadu větších či menší masových vymírání tehdejších živočišných a rostlinných druhů. Největší z nich se označují jako tzv. Velká pětka. O příčinách prvních dvou (před 450–440 a 372 miliony let) se ví málo, přesto se u nich stále počítá s masivní vulkanickou činností jako potenciální příčinou. Naopak vymírání perm–trias (před 250 miliony lety), největší známé extinkce v historii Země, bylo prokazatelně způsobeno enormním výlevným vulkanismem. Ze zemského pláště vystoupal tzv. plášťový chochol, masa teplejšího magmatu, které se podařilo natavit zemskou kůru sibiřského kratónu a tím si vytvořit cesty k povrchu. V průběhu milionu let došlo k masivnímu výlevu 1–4 milionů km³ roztaveného horniny, převážně čediče. Ta pokryla oblast o rozloze 7 milionů km² a vytvořila velkou magmatickou provincii, známou pod názvem Sibiřské trapy. Tloušťka čedičové vrstvy dosahuje místy 3–3,5 km (v maximu až 6,5 km). Rapidní pokles koncentrace kyslíku a vzrůst oxidu uhličitého v atmosféře, včetně klimatických změn a okyselení oceánů, iniciované sopečnými emisemi, vedly k zániku 81 % mořských a 70 % suchozemských druhů. Díky této události se u živočichů nastartoval vývoj teplokrevnosti a zefektivnila se dýchací soustava. O sopečné činnosti jako hlavní příčině se uvažuje rovněž i u čtvrtého masového vymírání, které nastalo na přelomu triasu a jury před 201 miliony let. Tektonický rozpad superkontinentu Pangei a začátek formování dnešního Atlantského oceánu byl spjat s Centrální atlantickou magmatickou provincií. Silný vulkanismus emitoval velké množství oxidu uhličitého, vedoucí ke globálnímu oteplování a okyselení oceánů. Před 66 miliony lety nastalo dopadem planetky Chicxulub do mělkých vod Mexického zálivu páté masové vymírání křída–paleogén. Ve stejnou dobu zároveň probíhala masivní vulkanická aktivita na území dnešní Indie, kdy na ploše 1,5 milionu km² došlo k výlevu více než 1 milionu km³ čedičové horniny. Událost dala vzniknout Dekkánským trapům, přičemž čedičová vrstva je místy tlustá přes 2 000 m. Přestože sama o sobě nemohla způsobit pátou masovou extinkci, tak patrně na ni měla svůj dílčí podíl. Impakt 10km planetky u poloostrova Yucatán se nadále považuje jako hlavní důvod vyhynutí 75 % veškerých druhů. Díky zániku neptačích dinosaurů mohlo dojít k vývoji a expanzi savců, kteří jim do té doby nemohli konkurovat.

### Pozitivní účinky

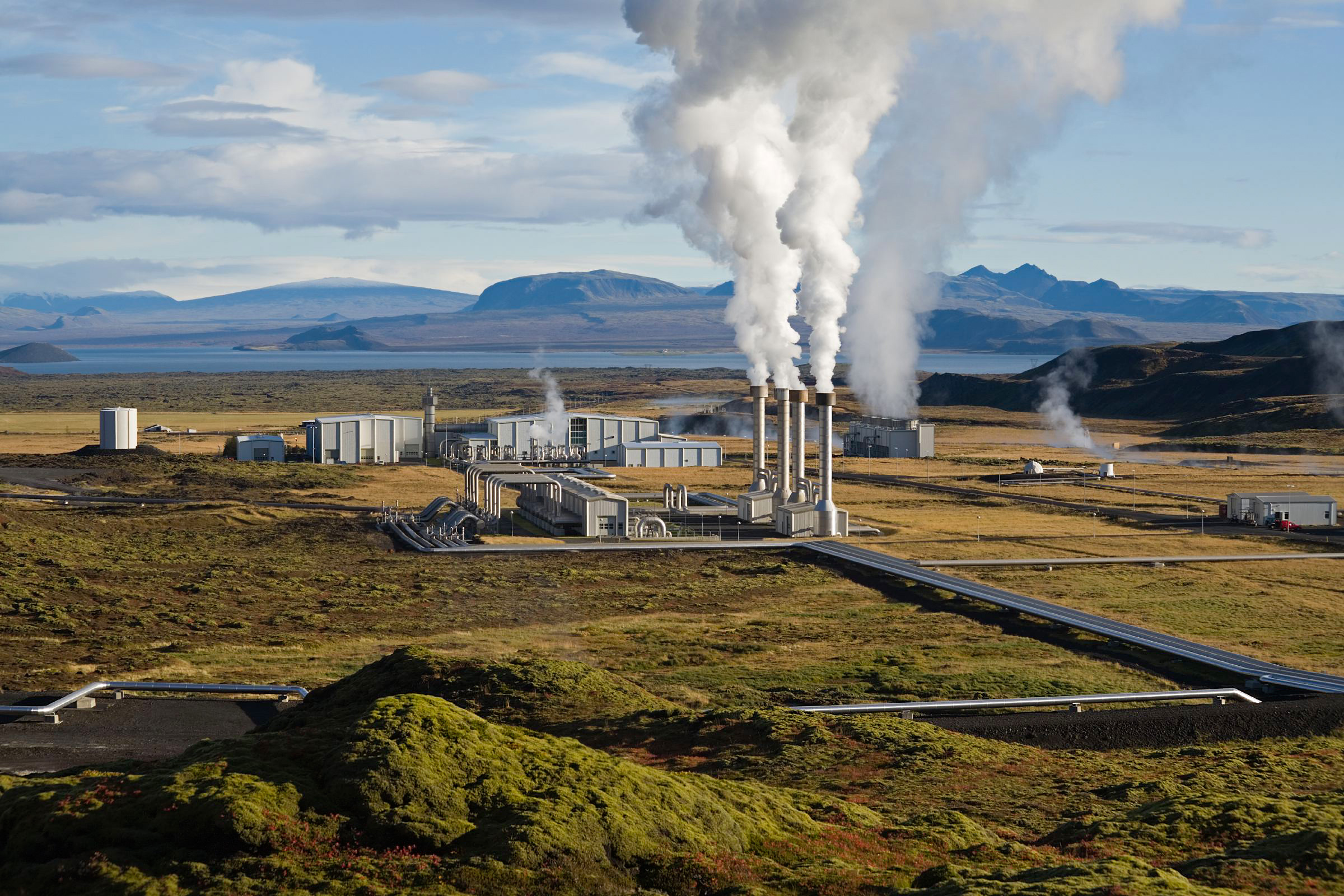
Geotermální elektrárna Nesjavellir na Islandu

Projevy vulkanismu obecně nemají pouze negativní a destruktivní účinky. Například magma, situované v mělkých hloubkách, je dobrým zdrojem ekologické a obnovitelné geotermální energie, vhodnou pro výrobu elektřiny nebo vytápění. Termální prameny se používají k léčivým účelům. Na dně oceánů se termální prameny nacházejí ve formě černých kuřáků, již jsou jedním z uvažovaných míst, kde před 4,1 až 3,8 miliardami let mohl vzniknout život.
Předchozí sopečná činnost umí vytvářet ekonomické zdroje. Oblasti kolem sopek jsou bohaté na vysoce úrodnou půdu, vhodnou pro rozvoj zemědělství. Sopečné materiály mají široké uplatnění ve stavebnictví (zdící materiál, plnivo do betonu, kolejové lože u železnic, tepelná izolace, chemicky odolné materiály a další).
Sopečná činnost je rovněž zodpovědná za vytvoření ložisek cenných nerostných surovin, jako jsou třeba rudy (zinku, stříbra, mědi, zlata a uranu). Kolem vulkánů se také vyskytují drahé kameny a minerály, kam patří opály, obsidiány, acháty, sádrovec, onyx, hematit a v českém šperkařství známý český granát.
Další výhodou vulkanismu je vytváření nové pevniny. Velmi aktivní podmořské vulkány dokáží s přibývajícím novým materiálem proniknout nad hladinu moře či oceánu. Tak vznikly například Havajské ostrovy, Galapágy, Kanárské ostrovy a Island. Nově zformované ostrovy poskytují nedotčený životní prostor pro živočichy a rostliny.

### Turismus

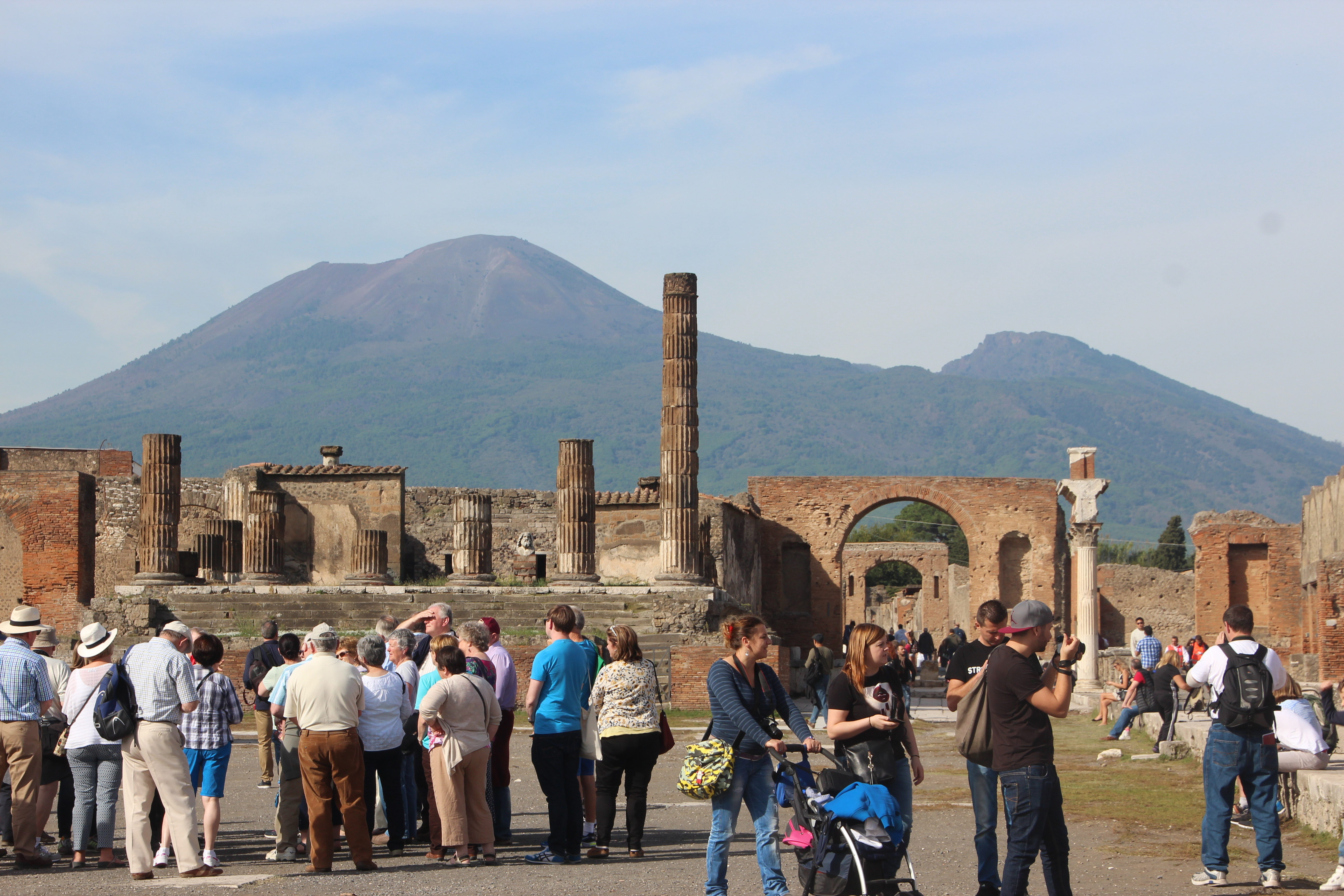
Pompeje s Vesuvem v pozadí

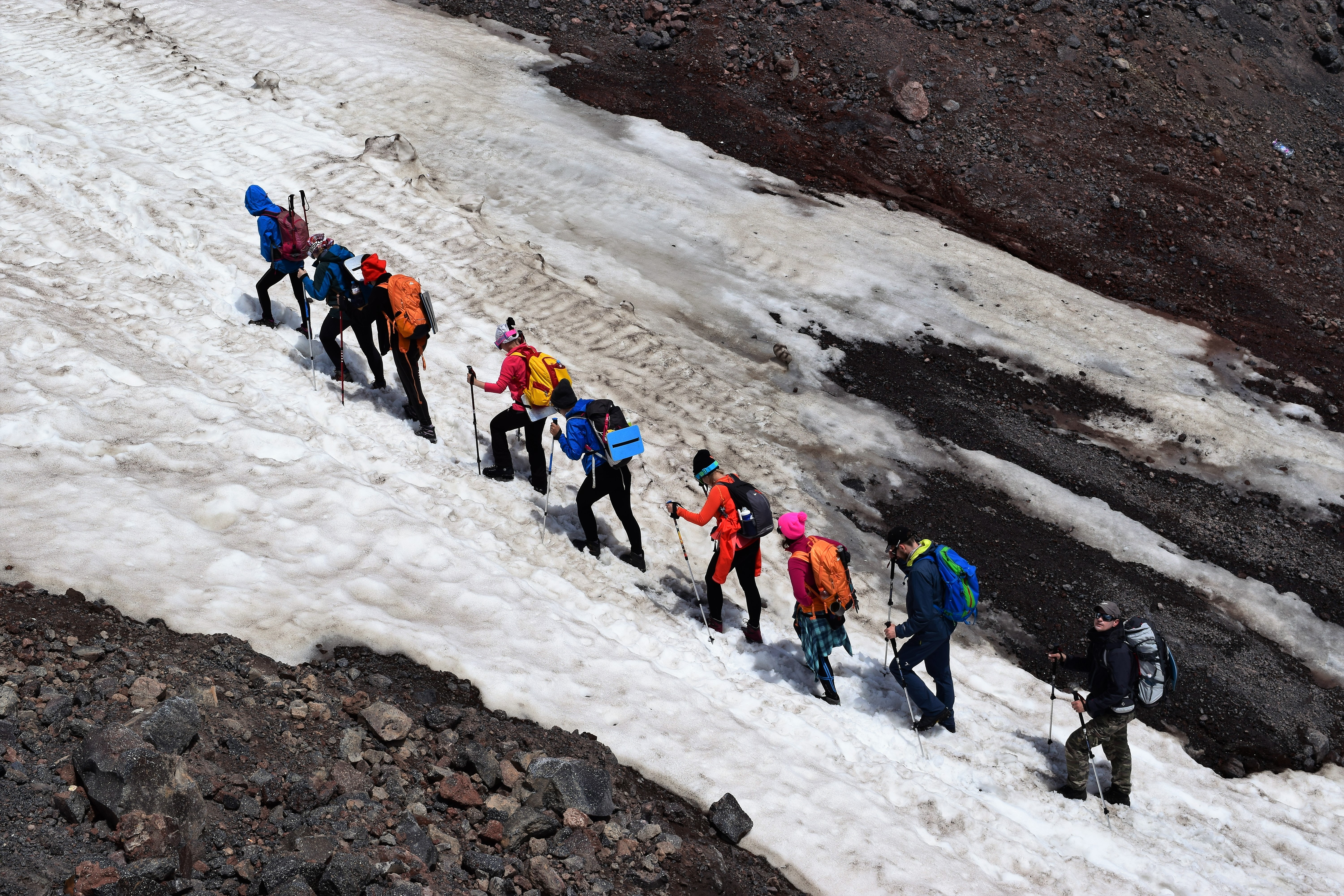
Horolezci na Elbrusu

Sopky a geotermální oblasti patří mezi turistické vyhledávané lokality. Mnoho z nich se nachází v chráněných územích, jako jsou národní parky, geoparky a přírodní oblasti světového dědictví. Vyhledávané je přímé pozorování sopečných erupcí, geologických útvarů, tzv. katastrofický turismus, pěší túry, koupání v horkých pramenech, horolezectví, cyklistika a další aktivity. Explozivní vulkanismus lze přímo sledovat na Stromboli, Etně, Krakatoe či Fuegu. Lávové proudy se nejčastěji vyskytují na Kilauei, Pacaye a Etně. Mezi oblíbené aktivní vulkány, u kterých ale neprobíhá erupce, patří Ijen, Vesuv, Fudži nebo Kilimandžáro. K horolezecky zdolávaným horám patří Rinjani, Santa María, Batur profesionálně pak Mount Rainier, Cotopaxi nebo Elbrus. Poněkud neobvyklou adrenalinovou aktivitou je sjíždění svahu aktivní sopky Cerro Negro v Nikaragui na dřevěných sáňkách rychlostí až 80 km/h. Katastrofická turistika se soustředí na místa, která byla v minulosti postižena katastrofickou erupcí (Vesuv, Unzen, Chaitén nebo Mount St. Helens). K edukaci návštěvníků pak slouží různá informační centra, muzea, památníky či vyhlídky.
Poznávat pozůstatky dávného vulkanismu lze i v Česku. Například na západě Čech (Soos, Komorní hůrka, Železná hůrka, Rotavské varhany), na severu Čech (Říp, Chmelník, Panská skála, Trosky, Prackovský vulkán, Bořeň, Růžovský vrch, Lovoš), na severu Moravy (lávový proud u Meziny, Velký Roudný, Malý Roudný, Venušina sopka, Uhlířský vrch, Otická sopka) i ve středních Čechách (Vinařická hora).

### Kultura

#### Mytologie
Sopky a sopečné erupce jsou spojeny s mnoha mýty a folklórem po celém světě. Lidé je považovali za díla bohů, neboť jak tehdejší věda, tak ani alchymie nedokázaly rozumně vysvětlit jejich fungování. Některé mýty se pokoušejí vysvětlit obecnou existenci sopek a příčiny sopečných erupcí, jiné zodpovědět proč jsou některé vulkány neaktivní a co způsobuje pozdější návrat sopečné činnosti. Už v mnoha prehistorických příbězích jsou sopečné výbuchy spojovány s bohy nebo jinými nadpřirozenými bytostmi. Vulkány do svých mytologií komponovali například starověcí Řekové a Římané, Japonci, křesťané a jiné kultury v oblasti Pacifiku.

#### Kinematografie
- Rozpoutané peklo – americký katastrofický film z roku 1997
- Sopka – americký katastrofický film z roku 1997
- Poslední dny Pompejí – dokumentární drama z roku 2003
- Supervulkán – dokumentární drama z roku 2005
- Vteřiny před katastrofou – dokumentární pořad, konkrétně epizody Erupce Mount St. Helens (S02E04) a Erupce na Monserratu (S03E13)
- Poslední dny sopky Krakatoa – dokumentární drama z roku 2006
- Letecké katastrofy – dokumentární pořad, konkrétně epizoda Smrtící mrak (S04E02)
- Erupce lásky – životopisný dokument na streamovací službě Disney+ z roku 2022
- Rozbouřená Země – dokumentární pořad na streamovací službě Netflix z roku 2022, konkrétně epizoda Sopka (S01E02)

#### Výtvarné umění
Uměleckému vyobrazení sopek se věnoval například japonský umělec Kacušika Hokusai, jenž mezi lety 1823 a 1829 vytvořil sérii 36 pohledů na horu Fudži. Kromě něj horu malovali i Hirošige nebo Minsetsu. Některá historická díla mohou mít v moderní době širší uplatnění. V roce 2014 zjistili umělci studující Turnerovy obrazy, že barvy západů Slunce se na každém z jeho obrazů, namalovaných v různých dnech, liší. Ke stejnému závěru o deset let dříve došel astronom Donald Olson, kdy poukázal na barvy obrazu Výkřik od norského výtvarníka Edvarda Muncha. Barvy oblohy v pozadí jsou výsledkem známé erupce Krakatoa, ke které došlo v roce 1883 na druhé straně světa v Indonésii. Větry vyvržený sopečný popel rozdistribuovaly po celé planetě, čímž následujících měsíců docházelo k nebývale barevným západům Slunce.

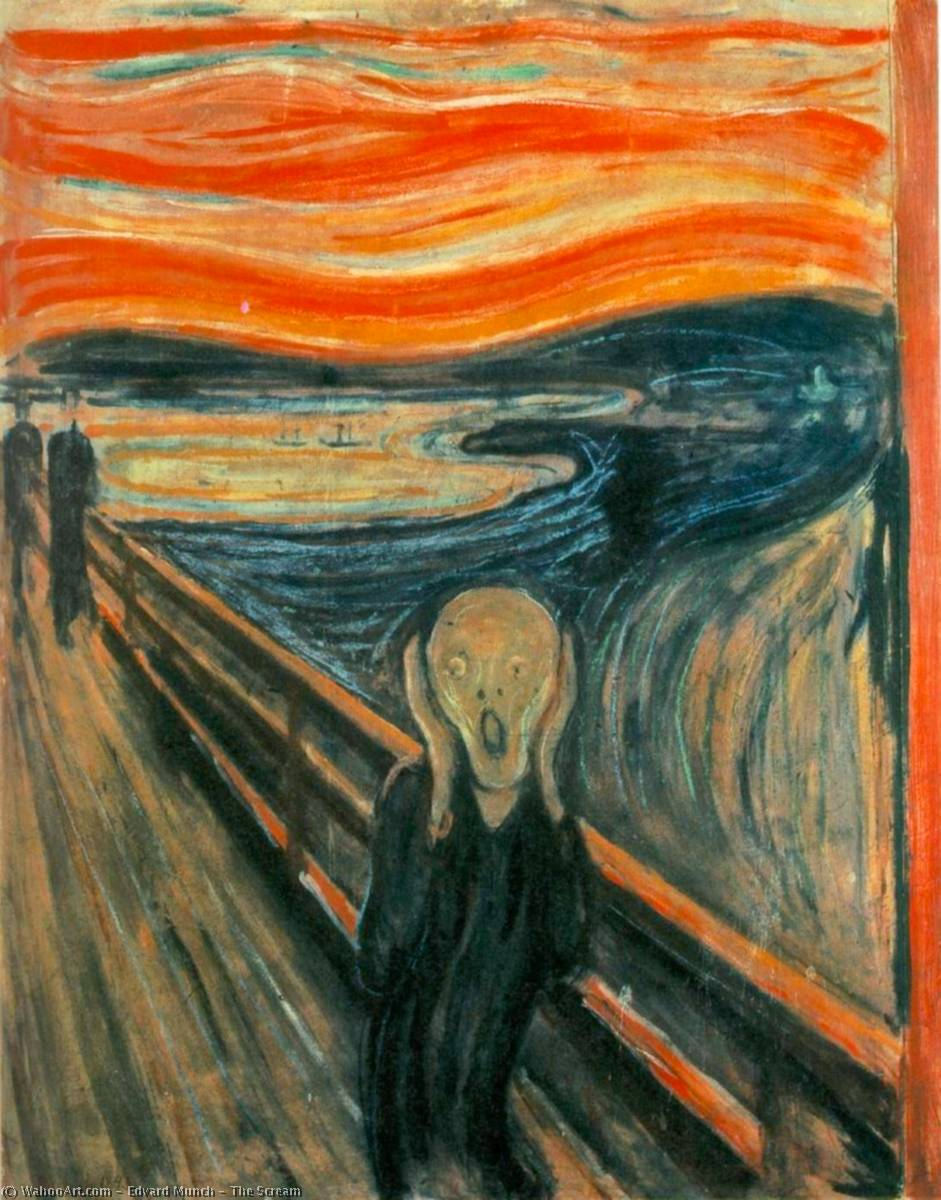
Obraz Výkřik od Edvarda Muncha.
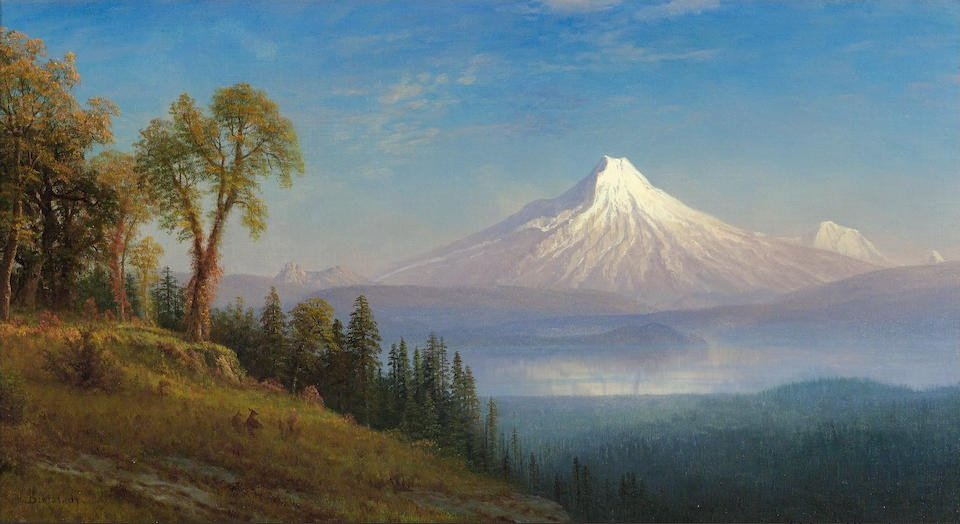
Olejomalba Mount St. Helens od Alberta Bierstadta.
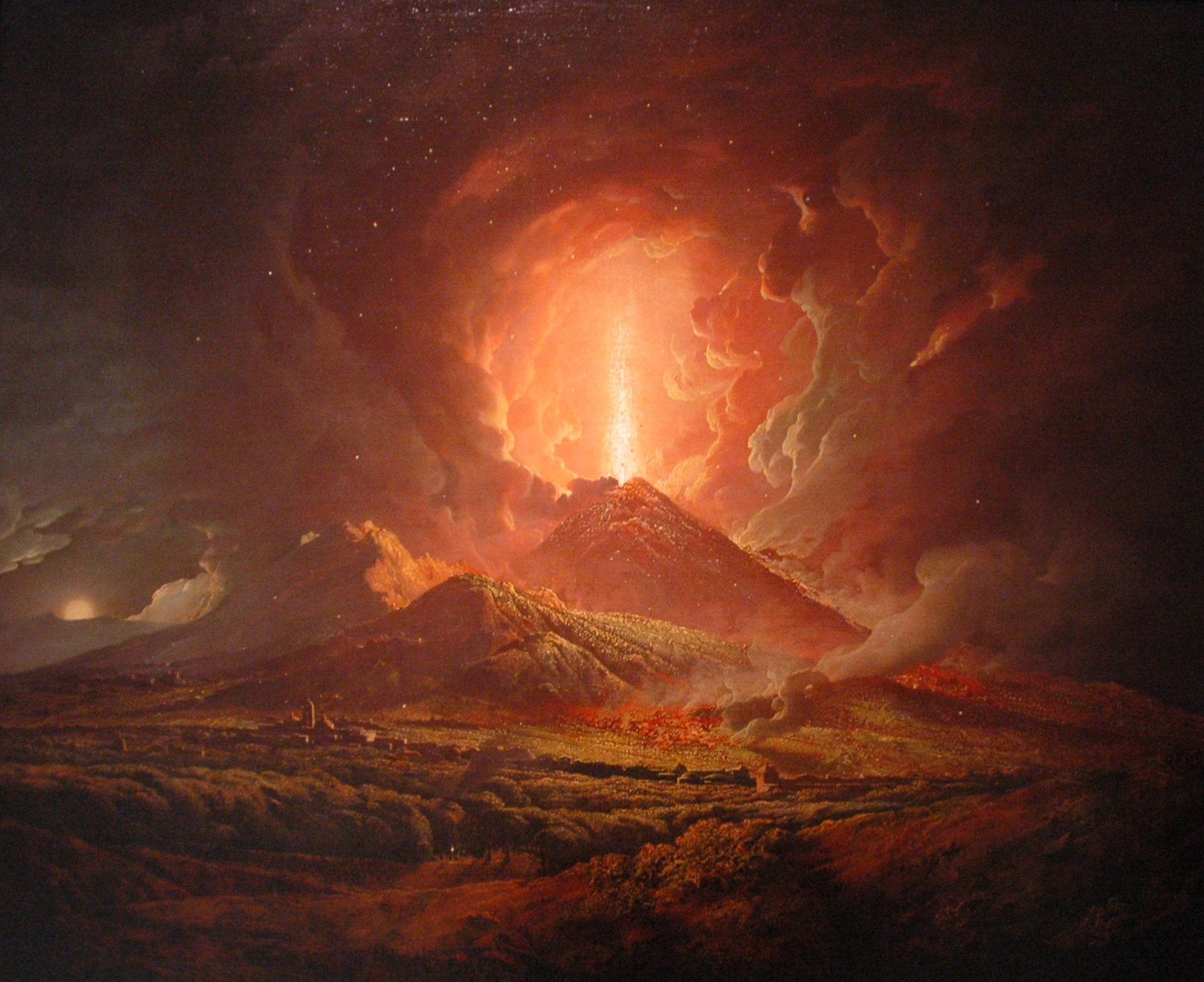
Erupce Vesuvu z Portici od Josepha Wrighta.
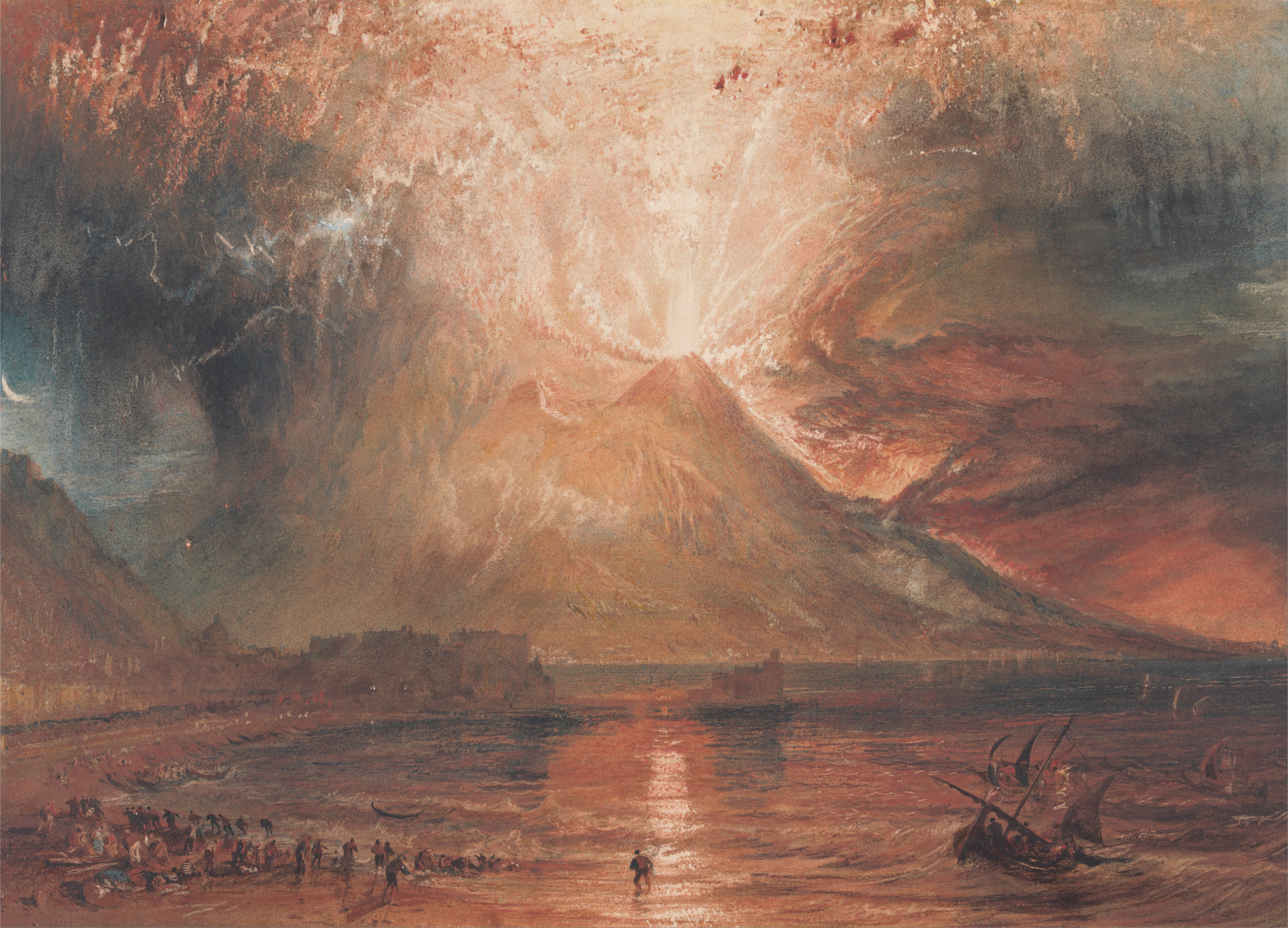
Erupce Vesuvu od Williama Turnera.
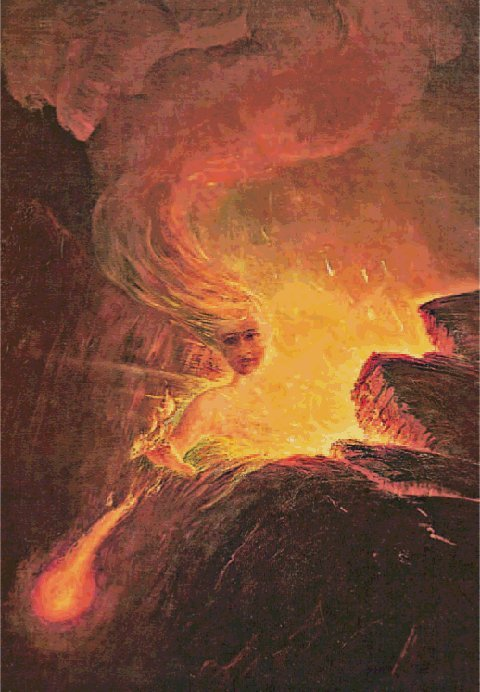
Malba bohyně Pelé z roku 1929 od Davida H. Hitchcocka.
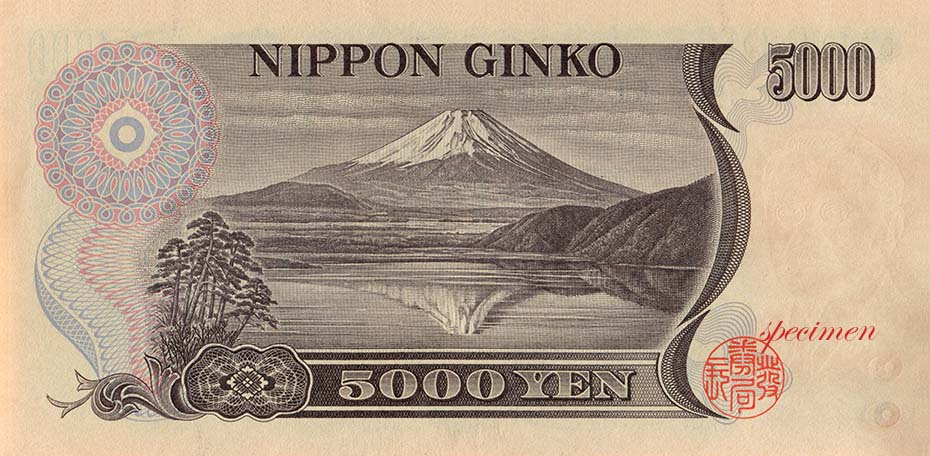
Japonská bankovka 5000 jenů s motivem Okadovy fotografie